# Torneo Federal A 2024
El Torneo Federal A 2024 fue la duodécima edición del certamen, perteneciente a la tercera categoría para los clubes indirectamente afiliados a la AFA, en el que participan treinta y ocho equipos. Comenzó el 22 de marzo y finalizó el 21 de diciembre.
Los nuevos participantes fueron los cinco equipos ascendidos del Torneo Regional Federal Amateur 2023-24: Gutiérrez, de la localidad mendocina de General Gutiérrez, cuya última participación fue en la temporada 2017-18; Kimberley, de Mar del Plata, que había participado por última vez en la temporada 1992-93; Deportivo Camioneros, que regresó tras su última participación en la temporada 2022; Deportivo Rincón, de Rincón de los Sauces, y Sarmiento, de La Banda, ambos debutantes.
Consagró campeón al Club Atlético Central Norte, de la ciudad de Salta, que obtuvo el único ascenso directo a la Primera Nacional. Por otra parte, se determinaron cuatro descensos al Torneo Regional Federal Amateur, y diez equipos clasificaron a la Copa Argentina 2025.

## Ascensos y descensos

### Equipos salientes
| Cond.            | Descendidos del Torneo Federal A 2023 |
| ---------------- | ------------------------------------- |
| Primer descenso  | Liniers (BB)                          |
| Segundo descenso | Sportivo Peñarol (C)                  |

| Cond.   | Ascendido a la Primera Nacional 2024 |
| ------- | ------------------------------------ |
| Campeón | Gimnasia y Tiro (S)                  |

### Equipos entrantes
| Cond.           | Ascendidos del TRFA 2023-24 |
| --------------- | --------------------------- |
| Primer ascenso  | Deportivo Rincón            |
| Segundo ascenso | Kimberley                   |
| Tercer ascenso  | Gutiérrez                   |
| Cuarto ascenso  | Sarmiento (LB)              |
| Quinto ascenso  | Deportivo Camioneros        |

| Descendidos de la Primera Nacional 2023 |
| --------------------------------------- |
| No hubo                                 |

- De esta manera, el número de equipos participantes aumentó a 38.

## Equipos participantes
| Zona                          | Equipo                 | Localidad                                      | Estadio       | Capacidad                      | Liga de origen |
| ----------------------------- | ---------------------- | ---------------------------------------------- | ------------- | ------------------------------ | -------------- |
| 1                             |                        |                                                |               |                                |                |
| Cipolletti                    | Cipolletti             | La Visera de Cemento                           | 12 000        | Liga Deportiva Confluencia     |                |
| Círculo Deportivo             | Comandante Otamendi    | Guillermo Trama                                | 300           | Liga Marplatense               |                |
| Deportivo Rincón              | Rincón de los Sauces   | Elías Moisés Gómez                             | 400           | Liga del Neuquén               |                |
| Germinal                      | Rawson                 | El Fortín                                      | 10 000        | Liga del Valle del Chubut      |                |
| Kimberley                     | Mar del Plata          | José Alberto Valle                             | 1500          | Liga Marplatense               |                |
| Olimpo                        | Bahía Blanca           | Roberto Natalio Carminatti                     | 18 000        | Liga del Sur                   |                |
| Ramón Santamarina             | Tandil                 | Municipal General San Martín                   | 8762          | Liga Tandilense                |                |
| Sansinena                     | General Cerri          | Hermanos Francani, La Loma, Onofre Pirrone     | 4000          | Liga del Sur                   |                |
| Sol de Mayo                   | Viedma                 | Sol de Mayo                                    | 5000          | Liga Rionegrina                |                |
| Villa Mitre                   | Bahía Blanca           | El Fortín                                      | 10 000        | Liga del Sur                   |                |
| 2                             |                        |                                                |               |                                |                |
| Argentino                     | Monte Maíz             | Modesto Marrone                                | 5500          | Liga Beccar Varela             |                |
| Atenas                        | Río Cuarto             | 9 de Julio                                     | 7000          | Liga Regional de Río Cuarto    |                |
| Ciudad de Bolívar             | San Carlos de Bolívar  | Municipal Eva Perón                            | 4000          | Liga Pehuajense                |                |
| Deportivo Camioneros          | 9 de Abril             | Hugo Moyano                                    | 5000          | Liga Lujanense                 |                |
| Ferro Carril Oeste            | General Pico           | El Coloso del Barrio Talleres                  | 17 000        | Liga Pampeana                  |                |
| Gutiérrez                     | General Gutiérrez      | General Gutiérrez                              | 6500          | Liga Mendocina                 |                |
| Huracán Las Heras             | Las Heras              | General San Martín                             | 10 000        | Liga Mendocina                 |                |
| Juventud Unida Universitario  | San Luis               | Mario Sebastián Diez                           | 7000          | Liga Sanluiseña                |                |
| San Martín                    | San Martín             | Libertador General San Martín                  | 8782          | Liga Mendocina                 |                |
| Sportivo Estudiantes          | San Luis               | Héctor Odicino y Pedro Benoza                  | 12 000        | Liga Sanluiseña                |                |
| 3                             |                        |                                                |               |                                |                |
| 9 de Julio                    | Rafaela                | Germán Solterman                               | 8000          | Liga Rafaelina                 |                |
| Defensores de Belgrano        | Villa Ramallo          | Salomón Boeseldín Único de San Nicolás         | 3000 23 000   | Liga Nicoleña                  |                |
| Defensores de Pronunciamiento | Pronunciamiento        | Delio Cardozo                                  | 2000          | Liga Departamental de Colón    |                |
| Douglas Haig                  | Pergamino              | Miguel Morales                                 | 16 000        | Liga de Pergamino              |                |
| El Linqueño                   | Lincoln                | Leonardo Costa                                 | 6500          | Liga de Lincoln                |                |
| Gimnasia y Esgrima            | Concepción del Uruguay | Manuel y Ramón Núñez                           | 9000          | Liga de Concepción del Uruguay |                |
| Independiente                 | Chivilcoy              | Raúl Orlando Lungarzo                          | 4000          | Liga Chivilcoyana              |                |
| Sportivo Belgrano             | San Francisco          | Juan Pablo Francia                             | 15 500        | Liga de San Francisco          |                |
| Sportivo Las Parejas          | Las Parejas            | 4 de Septiembre                                | 7000          | Liga Cañadense                 |                |
| 4                             |                        |                                                |               |                                |                |
| Boca Unidos                   | Corrientes             | Leoncio Benítez                                | 18 000        | Liga Correntina                |                |
| Central Norte                 | Salta                  | Doctor Luis Güemes Padre Ernesto Martearena    | 6000 20 504   | Liga Salteña                   |                |
| Crucero del Norte             | Garupá                 | Comandante Andrés Guacurarí                    | 18 000        | Liga Posadeña                  |                |
| Juventud Antoniana            | Salta                  | Fray Honorato Pistoia Padre Ernesto Martearena | 12 000 20 504 | Liga Salteña                   |                |
| Sarmiento                     | La Banda               | Ciudad de La Banda                             | 8000          | Liga Santiagueña               |                |
| Sarmiento                     | Resistencia            | Centenario                                     | 25 000        | Liga Chaqueña                  |                |
| San Martín                    | Formosa                | 17 de Octubre                                  | 3000          | Liga Formoseña                 |                |
| Sol de América                | Formosa                | Sol de América                                 | 12 000        | Liga Formoseña                 |                |
| Unión                         | Sunchales              | De la Avenida                                  | 5600          | Liga Rafaelina                 |                |

### Distribución geográfica de los equipos
| Jurisdicción                             | Cant. | Equipos |
| ---------------------------------------- | ----- | --- |
| Interior de la provincia de Buenos Aires | 11    | Círculo Deportivo, Ciudad de Bolívar, Defensores de Belgrano (VR), Douglas Haig, El Linqueño, Independiente (C), Kimberley, Olimpo, Ramón Santamarina, Sansinena y Villa Mitre |
| Provincia de Córdoba                     | 3     | Argentino (MM), Atenas (RC) y Sportivo Belgrano (SF) |
| Provincia de Mendoza                     | 3     | Gutiérrez, Huracán Las Heras y San Martín (SM) |
| Provincia de Santa Fe                    | 3     | Sportivo Las Parejas, Unión (S) y 9 de Julio (R) |
| Provincia de Entre Ríos                  | 2     | Defensores de Pronunciamiento y Gimnasia y Esgrima (CdU) |
| Provincia de Formosa                     | 2     | San Martín y Sol de América |
| Provincia de Río Negro                   | 2     | Cipolletti y Sol de Mayo (V) |
| Provincia de Salta                       | 2     | Central Norte y Juventud Antoniana |
| Provincia de San Luis                    | 2     | Juventud Unida Universitario y Sportivo Estudiantes |
| Conurbano bonaerense                     | 1     | Deportivo Camioneros |
| Provincia del Chaco                      | 1     | Sarmiento (R) |
| Provincia de Chubut                      | 1     | Germinal |
| Provincia de Corrientes                  | 1     | Boca Unidos |
| Provincia de La Pampa                    | 1     | Ferro Carril Oeste (GP) |
| Provincia de Misiones                    | 1     | Crucero del Norte |
| Provincia del Neuquén                    | 1     | Deportivo Rincón |
| Provincia de Santiago del Estero         | 1     | Sarmiento (LB) |
| Total                                    | 38    | |

## Sistema de disputa

### Ascensos
Primera fase
Se agrupó a los treinta y ocho equipos en cuatro zonas definidas geográficamente, numeradas del 1 al 4, las dos primeras de diez integrantes, y las otras dos de nueve cada una, que se disputaron por el sistema de todos contra todos, en dos ruedas. En el caso de las zonas de diez participantes, los que ocuparon los cinco primeros puestos clasificaron a la Segunda fase, mientras que en las zonas de nueve, lo hicieron los que ocuparon los cuatro primeros puestos.Los veinte equipos restantes pasaron a la Primera etapa de la Reválida.
Segunda fase
Los dieciocho equipos provenientes de la Primera fase fueron agrupados en dos zonas (A y B) de nueve participantes cada una, la primera integrada por los cinco clasificados de la Zona 1 y los cuatro primeros de la Zona 2, y la segunda por los cuatro clasificados de las zonas 3 y 4 y el que ocupó el quinto puesto de la Zona 2. Dentro de cada una de ellas, jugaron todos contra todos a una sola rueda. Los dos primeros de cada zona clasificaron a la Tercera fase, mientras que el resto de equipos pasaron a la Segunda etapa de la Reválida.
Tercera fase
Los cuatro equipos clasificados en la Segunda fase se enfrentaron por eliminación directa a doble partido, el primero de una zona contra el segundo de la otra. Los ganadores clasificaron a la Cuarta fase, mientras que los perdedores pasaron a la Tercera etapa de la Reválida.  
Cuarta fase
Los dos equipos ganadores de la Tercera fase se enfrentaron en un solo partido, en sede neutral. El ganador ascendió a la Primera Nacional, mientras que el perdedor pasó a la Tercera etapa de la Reválida. 
Reválida
- Primera etapa: Los veinte equipos que no clasificaron a la Segunda fase fueron agrupados en dos zonas (A y B) de diez participantes cada una, la primera integrada por los cinco provenientes de las zonas 1 y 2, y la segunda por los de las zonas 3 y 4, los  que jugaron una sola rueda todos contra todos. Los seis primeros de cada zona clasificaron a la Segunda etapa.

- Segunda etapa: Los doce equipos clasificados de la Primera etapa más los catorce provenientes de la Segunda fase se enfrentaron por eliminación directa, a dos partidos. Los ganadores de cada llave clasificaron a la Tercera etapa.

- Tercera etapa: Los trece equipos clasificados de la Segunda etapa, más los dos provenientes de la Tercera fase y el perdedor de la Cuarta fase se enfrentaron por eliminación directa a doble partido. Los ganadores de cada llave clasificaron a los Cuarta etapa.

- Cuarta etapa: Los ocho ganadores de la Tercera etapa se enfrentaron por eliminación directa a doble partido. Los ganadores de cada llave clasificaron a la Quinta etapa.

- Quinta etapa: Los cuatro ganadores de la Cuarta etapa se enfrentaron por eliminación directa a doble partido. Los ganadores de cada llave clasificaron a la Sexta etapa.

- Sexta etapa: Los dos ganadores de la Quinta etapa se enfrentaron por eliminación directa a doble partido. El ganador disputó un repechaje con su equivalente del torneo reducido de la Primera B, por un eventual segundo ascenso.

### Descensos
Al finalizar la Primera etapa de la Reválida, se confeccionó una tabla general de posiciones para cada zona, sumando los puntos obtenidos en la Primera fase con los obtenidos en esa etapa. Los que ocuparon los dos últimos puestos en cada una descendieron al Torneo Regional Federal Amateur.

### Clasificación a la Copa Argentina 2025
Los equipos que ocuparon los cinco primeros puestos de la tabla de posiciones final de cada una de las zonas de la Segunda fase clasificaron a la Fase final de la Copa Argentina 2025.

## Primera fase
La disputaron los treinta y ocho participantes, divididos en cuatro zonas, dos de diez equipos y otras dos de nueve, por el sistema de todos contra todos a dos ruedas. Los ubicados en las cinco primeras posiciones de las de diez y los ubicados en las cuatro primeras de las de nueve, clasificaron a la Segunda fase. Los diecinueve equipos restantes (que deberían haber sido uno más, antes de la deserción de Sansinena) pasaron a la Primera etapa de la Reválida.

### Zona 1

#### Tabla de posiciones final
| Pos. | Equipo            | Pts. | PJ | PG | PE | PP | GF | GC | Dif. |
| ---- | ----------------- | ---- | -- | -- | -- | -- | -- | -- | ---- |
| 1.º  | Olimpo            | 36   | 18 | 10 | 6  | 2  | 23 | 10 | 13   |
| 2.º  | Villa Mitre       | 34   | 18 | 10 | 4  | 4  | 24 | 12 | 12   |
| 3.º  | Germinal          | 33   | 18 | 8  | 9  | 1  | 24 | 12 | 12   |
| 4.º  | Ramón Santamarina | 25   | 18 | 6  | 7  | 5  | 20 | 15 | 5    |
| 5.º  | Kimberley         | 25   | 18 | 5  | 10 | 3  | 15 | 11 | 4    |
| 6.º  | Círculo Deportivo | 21   | 18 | 6  | 3  | 9  | 18 | 27 | −9   |
| 7.º  | Sol de Mayo (V)   | 21   | 18 | 6  | 3  | 9  | 17 | 30 | −13  |
| 8.º  | Deportivo Rincón  | 20   | 18 | 5  | 5  | 8  | 14 | 18 | −4   |
| 9.º  | Cipolletti        | 17   | 18 | 3  | 8  | 7  | 10 | 16 | −6   |
| 10.º | Sansinena         | 8    | 18 | 1  | 5  | 12 | 8  | 21 | −13  |

|  | Clasificaron a la Segunda fase.            |
|  | Pasaron a la Primera etapa de la Reválida. |
|  | Desertó del torneo y fue descendido.       |

##### Evolución de las posiciones

###### Primera rueda
| Equipo / Fecha    | 1    | 2    | 3    | 4    | 5    | 6    | 7    | 8    | 9    |
| ----------------- | ---- | ---- | ---- | ---- | ---- | ---- | ---- | ---- | ---- |
| Cipolletti        | 8.º  | 9.º  | 10.º | 10.º | 9.º  | 8.º  | 9.º  | 10.º | 8.º  |
| Círculo Deportivo | 10.º | 4.º  | 5.º  | 3.º  | 4.º  | 3.º  | 2.º  | 4.º  | 4.º  |
| Deportivo Rincón  | 7.º  | 7.º  | 8.º  | 7.º  | 7.º  | 7.º  | 7.º  | 7.º  | 7.º  |
| Germinal          | 1.º  | 2.º  | 1.º  | 1.º  | 1.º  | 1.º  | 1.º  | 1.º  | 1.º  |
| Kimberley         | 2.º  | 3.º  | 6.º  | 6.º  | 5.º  | 6.º  | 6.º  | 6.º  | 5.º  |
| Olimpo            | -    | 6.º  | 2.º  | 4.º  | 2.º  | 2.º  | 3.º  | 2.º  | 2.º  |
| Ramón Santamarina | 8.º  | 8.º  | 9.º  | 9.º  | 10.º | 10.º | 10.º | 9.º  | 10.º |
| Sansinena         | -    | 10.º | 7.º  | 8.º  | 8.º  | 9.º  | 8.º  | 8.º  | 9.º  |
| Sol de Mayo (V)   | 4.º  | 5.º  | 4.º  | 5.º  | 6.º  | 4.º  | 5.º  | 5.º  | 6.º  |
| Villa Mitre       | 2.º  | 1.º  | 3.º  | 2.º  | 3.º  | 5.º  | 4.º  | 3.º  | 3.º  |

| 1. |

###### Segunda rueda
| Equipo / Fecha    | 10   | 11   | 12   | 13   | 14   | 15   | 16   | 17   | 18   |
| ----------------- | ---- | ---- | ---- | ---- | ---- | ---- | ---- | ---- | ---- |
| Cipolletti        | 8.º  | 8.º  | 7.º  | 5.º  | 6.º  | 9.º  | 9.º  | 9.º  | 9.º  |
| Círculo Deportivo | 4.º  | 5.º  | 5.º  | 6.º  | 5.º  | 6.º  | 5.º  | 6.º  | 6.º  |
| Deportivo Rincón  | 6.º  | 7.º  | 8.º  | 8.º  | 7.º  | 5.º  | 8.º  | 8.º  | 8.º  |
| Germinal          | 1.º  | 1.º  | 2.º  | 3.º  | 1.º  | 2.º  | 2.º  | 2.º  | 3.º  |
| Kimberley         | 5.º  | 4.º  | 4.º  | 4.º  | 4.º  | 4.º  | 4.º  | 5.º  | 5.º  |
| Olimpo            | 2.º  | 2.º  | 1.º  | 1.º  | 2.º  | 1.º  | 1.º  | 1.º  | 1.º  |
| Ramón Santamarina | 9.º  | 9.º  | 9.º  | 9.º  | 9.º  | 8.º  | 7.º  | 4.º  | 4.º  |
| Sansinena         | 10.º | 10.º | 10.º | 10.º | 10.º | 10.º | 10.º | 10.º | 10.º |
| Sol de Mayo (V)   | 7.º  | 6.º  | 6.º  | 7.º  | 8.º  | 7.º  | 6.º  | 7.º  | 7.º  |
| Villa Mitre       | 3.º  | 3.º  | 3.º  | 2.º  | 3.º  | 3.º  | 3.º  | 3.º  | 2.º  |

|  |

#### Resultados

##### Primera rueda
| Fecha 1         | Fecha 1   | Fecha 1           | Fecha 1            | Fecha 1     | Fecha 1 |
| Local           | Resultado | Visitante         | Estadio            | Fecha       | Hora    |
| --------------- | --------- | ----------------- | ------------------ | ----------- | ------- |
| Kimberley       | 2 - 0     | Cipolletti        | José Alberto Valle | 22 de marzo | 16:00   |
| Germinal        | 3 - 0     | Círculo Deportivo | El Fortín (R)      | 23 de marzo | 15:00   |
| Sansinena       | 0 - 1     | Olimpo            | Hermanos Francani  | 23 de marzo | 16:00   |
| Sol de Mayo (V) | 1 - 0     | Deportivo Rincón  | Sol de Mayo        | 23 de marzo | 16:30   |
| Villa Mitre     | 2 - 0     | Ramón Santamarina | El Fortín (BB)     | 23 de marzo | 17:00   |

| Fecha 2           | Fecha 2   | Fecha 2         | Fecha 2                      | Fecha 2     | Fecha 2 |
| Local             | Resultado | Visitante       | Estadio                      | Fecha       | Hora    |
| ----------------- | --------- | --------------- | ---------------------------- | ----------- | ------- |
| Deportivo Rincón  | 0 - 0     | Kimberley       | Elías Moisés Gómez           | 30 de marzo | 16:00   |
| Villa Mitre       | 3 - 2     | Sansinena       | El Fortín (BB)               | 30 de marzo | 16:30   |
| Ramón Santamarina | 1 - 1     | Germinal        | Municipal General San Martín | 30 de marzo | 19:00   |
| Círculo Deportivo | 2 - 0     | Sol de Mayo (V) | Guillermo Trama              | 31 de marzo | 15:00   |
| Cipolletti        | 0 - 0     | Olimpo          | La Visera de Cemento         | 31 de marzo | 18:00   |

| Fecha 3         | Fecha 3   | Fecha 3           | Fecha 3                    | Fecha 3    | Fecha 3 |
| Local           | Resultado | Visitante         | Estadio                    | Fecha      | Hora    |
| --------------- | --------- | ----------------- | -------------------------- | ---------- | ------- |
| Kimberley       | 0 - 1     | Círculo Deportivo | José Alberto Valle         | 7 de abril | 11:00   |
| Sol de Mayo (V) | 2 - 0     | Ramón Santamarina | Sol de Mayo                | 7 de abril | 15:00   |
| Germinal        | 1 - 0     | Villa Mitre       | El Fortín (R)              | 7 de abril | 15:00   |
| Sansinena       | 2 - 0     | Cipolletti        | Hermanos Francani          | 7 de abril | 16:00   |
| Olimpo          | 1 - 0     | Deportivo Rincón  | Roberto Natalio Carminatti | 7 de abril | 16:30   |

| Fecha 4           | Fecha 4   | Fecha 4         | Fecha 4                      | Fecha 4     | Fecha 4 |
| Local             | Resultado | Visitante       | Estadio                      | Fecha       | Hora    |
| ----------------- | --------- | --------------- | ---------------------------- | ----------- | ------- |
| Ramón Santamarina | 1 - 1     | Kimberley       | Municipal General San Martín | 13 de abril | 19:00   |
| Germinal          | 3 - 1     | Sansinena       | El Fortín (R)                | 14 de abril | 15:00   |
| Círculo Deportivo | 3 - 1     | Olimpo          | Guillermo Trama              | 14 de abril | 16:00   |
| Villa Mitre       | 3 - 1     | Sol de Mayo (V) | El Fortín (BB)               | 14 de abril | 16:00   |
| Deportivo Rincón  | 1 - 0     | Cipolletti      | Elías Moisés Gómez           | 14 de abril | 16:00   |

| Fecha 5         | Fecha 5   | Fecha 5           | Fecha 5                    | Fecha 5     | Fecha 5 |
| Local           | Resultado | Visitante         | Estadio                    | Fecha       | Hora    |
| --------------- | --------- | ----------------- | -------------------------- | ----------- | ------- |
| Cipolletti      | 2 - 1     | Círculo Deportivo | La Visera de Cemento       | 21 de abril | 11:00   |
| Kimberley       | 1 - 0     | Villa Mitre       | José Alberto Valle         | 21 de abril | 11:00   |
| Sol de Mayo (V) | 2 - 2     | Germinal          | Sol de Mayo                | 21 de abril | 11:15   |
| Olimpo          | 1 - 0     | Ramón Santamarina | Roberto Natalio Carminatti | 21 de abril | 15:30   |
| Sansinena       | 0 - 0     | Deportivo Rincón  | Onofre Pirrone             | 21 de abril | 16:00   |

| Fecha 6           | Fecha 6   | Fecha 6          | Fecha 6                      | Fecha 6     | Fecha 6 |
| Local             | Resultado | Visitante        | Estadio                      | Fecha       | Hora    |
| ----------------- | --------- | ---------------- | ---------------------------- | ----------- | ------- |
| Sol de Mayo (V)   | 2 - 1     | Sansinena        | Sol de Mayo                  | 28 de abril | 15:00   |
| Germinal          | 2 - 1     | Kimberley        | El Fortín (R)                | 28 de abril | 15:00   |
| Círculo Deportivo | 3 - 2     | Deportivo Rincón | Guillermo Trama              | 28 de abril | 15:00   |
| Villa Mitre       | 1 - 3     | Olimpo           | El Fortín (BB)               | 28 de abril | 15:35   |
| Ramón Santamarina | 0 - 0     | Cipolletti       | Municipal General San Martín | 28 de abril | 19:00   |

| Fecha 7          | Fecha 7   | Fecha 7           | Fecha 7                    | Fecha 7   | Fecha 7 |
| Local            | Resultado | Visitante         | Estadio                    | Fecha     | Hora    |
| ---------------- | --------- | ----------------- | -------------------------- | --------- | ------- |
| Deportivo Rincón | 1 - 0     | Ramón Santamarina | Elías Moisés Gómez         | 4 de mayo | 16:00   |
| Kimberley        | 1 - 1     | Sol de Mayo (V)   | José Alberto Valle         | 5 de mayo | 11:00   |
| Sansinena        | 1 - 1     | Círculo Deportivo | Hermanos Francani          | 5 de mayo | 15:30   |
| Olimpo           | 0 - 1     | Germinal          | Roberto Natalio Carminatti | 5 de mayo | 15:30   |
| Cipolletti       | 0 - 1     | Villa Mitre       | La Visera de Cemento       | 5 de mayo | 16:00   |

| Fecha 8           | Fecha 8   | Fecha 8           | Fecha 8                      | Fecha 8    | Fecha 8 |
| Local             | Resultado | Visitante         | Estadio                      | Fecha      | Hora    |
| ----------------- | --------- | ----------------- | ---------------------------- | ---------- | ------- |
| Kimberley         | 1 - 1     | Sansinena         | José Alberto Valle           | 11 de mayo | 15:00   |
| Sol de Mayo (V)   | 0 - 3     | Olimpo            | Sol de Mayo                  | 11 de mayo | 15:00   |
| Germinal          | 1 - 1     | Cipolletti        | El Fortín (R)                | 11 de mayo | 15:00   |
| Ramón Santamarina | 4 - 1     | Círculo Deportivo | Municipal General San Martín | 11 de mayo | 15:00   |
| Villa Mitre       | 2 - 0     | Deportivo Rincón  | El Fortín (BB)               | 11 de mayo | 15:30   |

| Fecha 9           | Fecha 9   | Fecha 9           | Fecha 9                    | Fecha 9    | Fecha 9 |
| Local             | Resultado | Visitante         | Estadio                    | Fecha      | Hora    |
| ----------------- | --------- | ----------------- | -------------------------- | ---------- | ------- |
| Olimpo            | 1 - 1     | Kimberley         | Roberto Natalio Carminatti | 15 de mayo | 15:00   |
| Sansinena         | 0 - 0     | Ramón Santamarina | Hermanos Francani          | 15 de mayo | 15:30   |
| Círculo Deportivo | 1 - 1     | Villa Mitre       | Guillermo Trama            | 15 de mayo | 15:30   |
| Deportivo Rincón  | 2 - 2     | Germinal          | Elías Moisés Gómez         | 15 de mayo | 16:00   |
| Cipolletti        | 2 - 0     | Sol de Mayo (V)   | La Visera de Cemento       | 15 de mayo | 20:00   |

| 1. |

##### Segunda rueda
| Fecha 10          | Fecha 10  | Fecha 10        | Fecha 10                     | Fecha 10   | Fecha 10 |
| Local             | Resultado | Visitante       | Estadio                      | Fecha      | Hora     |
| ----------------- | --------- | --------------- | ---------------------------- | ---------- | -------- |
| Deportivo Rincón  | 2 - 0     | Sol de Mayo (V) | Elías Moisés Gómez           | 18 de mayo | 15:00    |
| Olimpo            | 2 - 0     | Sansinena       | Roberto Natalio Carminatti   | 19 de mayo | 15:00    |
| Círculo Deportivo | 0 - 0     | Germinal        | Guillermo Trama              | 19 de mayo | 15:00    |
| Ramón Santamarina | 0 - 0     | Villa Mitre     | Municipal General San Martín | 19 de mayo | 15:00    |
| Cipolletti        | 0 - 0     | Kimberley       | La Visera de Cemento         | 19 de mayo | 16:00    |

| Fecha 11        | Fecha 11  | Fecha 11          | Fecha 11                   | Fecha 11   | Fecha 11 |
| Local           | Resultado | Visitante         | Estadio                    | Fecha      | Hora     |
| --------------- | --------- | ----------------- | -------------------------- | ---------- | -------- |
| Kimberley       | 2 - 0     | Deportivo Rincón  | José Alberto Valle         | 26 de mayo | 11:00    |
| Germinal        | 2 - 0     | Ramón Santamarina | El Fortín (R)              | 26 de mayo | 15:00    |
| Sol de Mayo (V) | 3 - 0     | Círculo Deportivo | Sol de Mayo                | 26 de mayo | 15:00    |
| Olimpo          | 1 - 1     | Cipolletti        | Roberto Natalio Carminatti | 26 de mayo | 15:00    |
| Sansinena       | 0 - 2     | Villa Mitre       | La Loma                    | 27 de mayo | 15:00    |

| Fecha 12          | Fecha 12  | Fecha 12        | Fecha 12                   | Fecha 12   | Fecha 12 |
| Local             | Resultado | Visitante       | Estadio                    | Fecha      | Hora     |
| ----------------- | --------- | --------------- | -------------------------- | ---------- | -------- |
| Deportivo Rincón  | 1 - 2     | Olimpo          | Elías Moisés Gómez         | 2 de junio | 15:00    |
| Círculo Deportivo | 0 - 1     | Kimberley       | Guillermo Trama            | 2 de junio | 15:00    |
| Ramón Santamarina | 5 - 0     | Sol de Mayo (V) | Municipal Gral. San Martín | 2 de junio | 15:00    |
| Villa Mitre       | 2 - 0     | Germinal        | El Fortín (BB)             | 2 de junio | 15:05    |
| Cipolletti        | 0 - 0     | Sansinena       | La Visera de Cemento       | 2 de junio | 15:30    |

| Fecha 13        | Fecha 13  | Fecha 13          | Fecha 13                   | Fecha 13     | Fecha 13     |
| Local           | Resultado | Visitante         | Estadio                    | Fecha        | Hora         |
| --------------- | --------- | ----------------- | -------------------------- | ------------ | ------------ |
| Sansinena       | 0 - 1     | Germinal          | Sin disputar               | Sin disputar | Sin disputar |
| Kimberley       | 1 - 1     | Ramón Santamarina | José Alberto Valle         | 9 de junio   | 11:00        |
| Sol de Mayo (V) | 0 - 2     | Villa Mitre       | Sol de Mayo                | 9 de junio   | 15:00        |
| Olimpo          | 3 - 1     | Círculo Deportivo | Roberto Natalio Carminatti | 9 de junio   | 15:00        |
| Cipolletti      | 1 - 0     | Deportivo Rincón  | La Visera de Cemento       | 9 de junio   | 15:30        |

| Fecha 14          | Fecha 14  | Fecha 14        | Fecha 14                   | Fecha 14     | Fecha 14     |
| Local             | Resultado | Visitante       | Estadio                    | Fecha        | Hora         |
| ----------------- | --------- | --------------- | -------------------------- | ------------ | ------------ |
| Deportivo Rincón  | 1 - 0     | Sansinena       | Sin disputar               | Sin disputar | Sin disputar |
| Villa Mitre       | 0 - 0     | Kimberley       | El Fortín (BB)             | 15 de junio  | 15:00        |
| Germinal          | 3 - 0     | Sol de Mayo (V) | El Fortín (R)              | 16 de junio  | 15:00        |
| Círculo Deportivo | 2 - 1     | Cipolletti      | Guillermo Trama            | 16 de junio  | 15:00        |
| Ramón Santamarina | 0 - 0     | Olimpo          | Municipal Gral. San Martín | 16 de junio  | 20:00        |

| Fecha 15         | Fecha 15  | Fecha 15          | Fecha 15                   | Fecha 15     | Fecha 15     |
| Local            | Resultado | Visitante         | Estadio                    | Fecha        | Hora         |
| ---------------- | --------- | ----------------- | -------------------------- | ------------ | ------------ |
| Sansinena        | 0 - 1     | Sol de Mayo (V)   | Sin disputar               | Sin disputar | Sin disputar |
| Kimberley        | 0 - 0     | Germinal          | José Alberto Valle         | 23 de junio  | 11:00        |
| Deportivo Rincón | 1 - 0     | Círculo Deportivo | Elías Moisés López         | 23 de junio  | 15:00        |
| Olimpo           | 2 - 0     | Villa Mitre       | Roberto Natalio Carminatti | 23 de junio  | 15:05        |
| Cipolletti       | 0 - 1     | Ramón Santamarina | La Visera de Cemento       | 23 de junio  | 15:30        |

| Fecha 16          | Fecha 16  | Fecha 16         | Fecha 16                   | Fecha 16     | Fecha 16     |
| Local             | Resultado | Visitante        | Estadio                    | Fecha        | Hora         |
| ----------------- | --------- | ---------------- | -------------------------- | ------------ | ------------ |
| Círculo Deportivo | 1 - 0     | Sansinena        | Sin disputar               | Sin disputar | Sin disputar |
| Ramón Santamarina | 3 - 2     | Deportivo Rincón | Municipal Gral. San Martín | 30 de junio  | 11:00        |
| Villa Mitre       | 2 - 0     | Cipolletti       | El Fortín (BB)             | 30 de junio  | 15:00        |
| Germinal          | 1 - 1     | Olimpo           | El Fortín (R)              | 30 de junio  | 15:00        |
| Sol de Mayo (V)   | 3 - 2     | Kimberley        | Sol de Mayo                | 30 de junio  | 15:00        |

| Fecha 17          | Fecha 17  | Fecha 17          | Fecha 17                   | Fecha 17     | Fecha 17     |
| Local             | Resultado | Visitante         | Estadio                    | Fecha        | Hora         |
| ----------------- | --------- | ----------------- | -------------------------- | ------------ | ------------ |
| Sansinena         | 0 - 1     | Kimberley         | Sin disputar               | Sin disputar | Sin disputar |
| Olimpo            | 1 - 0     | Sol de Mayo (V)   | Roberto Natalio Carminetti | 7 de julio   | 15:00        |
| Deportivo Rincón  | 1 - 1     | Villa Mitre       | Elías Moisés Gómez         | 7 de julio   | 15:00        |
| Círculo Deportivo | 1 - 3     | Ramón Santamarina | Guillermo Trama            | 7 de julio   | 15:00        |
| Cipolletti        | 1 - 1     | Germinal          | La Visera de Cemento       | 7 de julio   | 15:30        |

| Fecha 18          | Fecha 18  | Fecha 18          | Fecha 18           | Fecha 18     | Fecha 18     |
| Local             | Resultado | Visitante         | Estadio            | Fecha        | Hora         |
| ----------------- | --------- | ----------------- | ------------------ | ------------ | ------------ |
| Ramón Santamarina | 1 - 0     | Sansinena         | Sin disputar       | Sin disputar | Sin disputar |
| Sol de Mayo (V)   | 1 - 1     | Cipolletti        | Sol de Mayo        | 14 de julio  | 15:00        |
| Germinal          | 0 - 0     | Deportivo Rincón  | El Fortín (R)      | 14 de julio  | 15:30        |
| Villa Mitre       | 2 - 0     | Círculo Deportivo | El Fortín (BB)     | 14 de julio  | 15:30        |
| Kimberley         | 0 - 0     | Olimpo            | José Alberto Valle | 14 de julio  | 15:30        |

| 1. |

### Zona 2

#### Tabla de posiciones final
| Pos. | Equipo                       | Pts. | PJ | PG | PE | PP | GF | GC | Dif. |
| ---- | ---------------------------- | ---- | -- | -- | -- | -- | -- | -- | ---- |
| 1.º  | Gutiérrez                    | 35   | 18 | 10 | 5  | 3  | 19 | 12 | 7    |
| 2.º  | Ciudad de Bolívar            | 32   | 18 | 10 | 2  | 6  | 22 | 12 | 10   |
| 3.º  | Argentino (MM)               | 30   | 18 | 8  | 6  | 4  | 15 | 10 | 5    |
| 4.º  | Deportivo Camioneros         | 27   | 18 | 7  | 6  | 5  | 21 | 15 | 6    |
| 5.º  | Atenas (RC)                  | 27   | 18 | 8  | 3  | 7  | 22 | 19 | 3    |
| 6.º  | Juventud Unida Universitario | 23   | 18 | 6  | 5  | 7  | 13 | 17 | −4   |
| 7.º  | Huracán Las Heras            | 22   | 18 | 5  | 7  | 6  | 14 | 17 | −3   |
| 8.º  | San Martín (SM)              | 22   | 18 | 6  | 4  | 8  | 10 | 12 | −2   |
| 9.º  | Sportivo Estudiantes (SL)    | 14   | 18 | 3  | 5  | 10 | 17 | 27 | −10  |
| 10.º | Ferro Carril Oeste (GP)      | 13   | 18 | 2  | 7  | 9  | 7  | 20 | −13  |

|  | Clasificaron a la Segunda fase.            |
|  | Pasaron a la Primera etapa de la Reválida. |

|  |

##### Evolución de las posiciones

###### Primera rueda
| Equipo / Fecha               | 1    | 2    | 3    | 4    | 5    | 6    | 7    | 8    | 9    |
| ---------------------------- | ---- | ---- | ---- | ---- | ---- | ---- | ---- | ---- | ---- |
| Argentino (MM)               | 4.º  | 6.º  | 7.º  | 9.º  | 6.º  | 4.º  | 4.º  | 2.º  | 2.º  |
| Atenas (RC)                  | 4.º  | 8.º  | 8.º  | 5.º  | 8.º  | 9.º  | 9.º  | 10.º | 10.º |
| Ciudad de Bolívar            | 1.º  | 2.º  | 1.º  | 1.º  | 1.º  | 1.º  | 1.º  | 1.º  | 1.º  |
| Deportivo Camioneros         | 10.º | 10.º | 10.º | 10.º | 10.º | 7.º  | 7.º  | 7.º  | 8.º  |
| Ferro Carril Oeste (GP)      | 4.º  | 3.º  | 5.º  | 8.º  | 9.º  | 10.º | 10.º | 9.º  | 7.º  |
| Gutiérrez                    | 8.º  | 9.º  | 9.º  | 7.º  | 5.º  | 6.º  | 5.º  | 5.º  | 4.º  |
| Huracán Las Heras            | 1.º  | 1.º  | 2.º  | 3.º  | 4.º  | 5.º  | 2.º  | 3.º  | 3.º  |
| Juventud Unida Universitario | 4.º  | 7.º  | 4.º  | 2.º  | 2.º  | 3.º  | 6.º  | 6.º  | 5.º  |
| San Martín (SM)              | 3.º  | 4.º  | 6.º  | 6.º  | 3.º  | 2.º  | 3.º  | 4.º  | 6.º  |
| Sportivo Estudiantes (SL)    | 8.º  | 5.º  | 3.º  | 4.º  | 7.º  | 8.º  | 8.º  | 8.º  | 9.º  |

|  |

###### Segunda rueda
| Equipo / Fecha               | 10   | 11   | 12   | 13   | 14   | 15   | 16   | 17   | 18   |
| ---------------------------- | ---- | ---- | ---- | ---- | ---- | ---- | ---- | ---- | ---- |
| Argentino (MM)               | 2.º  | 4.º  | 3.º  | 6.º  | 4.º  | 6.º  | 5.º  | 5.º  | 3.º  |
| Atenas (RC)                  | 4.º  | 3.º  | 5.º  | 3.º  | 6.º  | 5.º  | 4.º  | 3.º  | 5.º  |
| Ciudad de Bolívar            | 1.º  | 1.º  | 1.º  | 1.º  | 2.º  | 2.º  | 2.º  | 2.º  | 2.º  |
| Deportivo Camioneros         | 10.º | 8.º  | 7.º  | 4.º  | 3.º  | 3.º  | 3.º  | 4.º  | 4.º  |
| Ferro Carril Oeste (GP)      | 9.º  | 9.º  | 9.º  | 10.º | 10.º | 10.º | 10.º | 10.º | 10.º |
| Gutiérrez                    | 3.º  | 2.º  | 2.º  | 2.º  | 1.º  | 1.º  | 1.º  | 1.º  | 1.º  |
| Huracán Las Heras            | 5.º  | 6.º  | 6.º  | 5.º  | 7.º  | 8.º  | 8.º  | 8.º  | 7.º  |
| Juventud Unida Universitario | 7.º  | 7.º  | 8.º  | 8.º  | 8.º  | 7.º  | 7.º  | 6.º  | 6.º  |
| San Martín (SM)              | 6.º  | 5.º  | 4.º  | 7.º  | 5.º  | 4.º  | 6.º  | 7.º  | 7.º  |
| Sportivo Estudiantes (SL)    | 8.º  | 10.º | 10.º | 9.º  | 9.º  | 9.º  | 9.º  | 9.º  | 9.º  |

| 1. 2. |

|  |

#### Resultados

##### Primera rueda
| Fecha 1                      | Fecha 1   | Fecha 1                   | Fecha 1                       | Fecha 1     | Fecha 1 |
| Local                        | Resultado | Visitante                 | Estadio                       | Fecha       | Hora    |
| ---------------------------- | --------- | ------------------------- | ----------------------------- | ----------- | ------- |
| Ferro Carril Oeste (GP)      | 0 - 0     | Atenas (RC)               | El Coloso del Barrio Talleres | 23 de marzo | 16:00   |
| Ciudad de Bolívar            | 2 - 1     | Gutiérrez                 | Municipal Eva Perón           | 23 de marzo | 16:00   |
| Deportivo Camioneros         | 0 - 1     | San Martín (SM)           | Hugo Moyano                   | 23 de marzo | 16:00   |
| Huracán Las Heras            | 2 - 1     | Sportivo Estudiantes (SL) | General San Martín            | 23 de marzo | 17:00   |
| Juventud Unida Universitario | 0 - 0     | Argentino (MM)            | Mario Sebastián Diez          | 23 de marzo | 21:00   |

| Fecha 2                   | Fecha 2   | Fecha 2                      | Fecha 2                       | Fecha 2     | Fecha 2 |
| Local                     | Resultado | Visitante                    | Estadio                       | Fecha       | Hora    |
| ------------------------- | --------- | ---------------------------- | ----------------------------- | ----------- | ------- |
| San Martín (SM)           | 0 - 0     | Juventud Unida Universitario | Libertador General San Martín | 28 de marzo | 21:30   |
| Sportivo Estudiantes (SL) | 2 - 1     | Atenas (RC)                  | Héctor Odicino y Pedro Benoza | 29 de marzo | 18:00   |
| Argentino (MM)            | 1 - 1     | Ciudad de Bolívar            | Modesto Marrone               | 30 de marzo | 16:30   |
| Deportivo Camioneros      | 0 - 1     | Ferro Carril Oeste (GP)      | Hugo Moyano                   | 31 de marzo | 16:00   |
| Gutiérrez                 | 0 - 1     | Huracán Las Heras            | General Gutiérrez             | 1 de abril  | 16:30   |

| Fecha 3                      | Fecha 3   | Fecha 3                   | Fecha 3                      | Fecha 3    | Fecha 3 |
| Local                        | Resultado | Visitante                 | Estadio                      | Fecha      | Hora    |
| ---------------------------- | --------- | ------------------------- | ---------------------------- | ---------- | ------- |
| Atenas (RC)                  | 1 - 1     | Gutiérrez                 | 9 de Julio                   | 5 de abril | 21:15   |
| Ciudad de Bolívar            | 1 - 0     | San Martín (SM)           | Municipal Eva Perón          | 6 de abril | 15:00   |
| Ferro Carril Oeste (GP)      | 1 - 2     | Sportivo Estudiantes (SL) | El Coloso de Barrio Talleres | 6 de abril | 16:00   |
| Juventud Unida Universitario | 1 - 0     | Deportivo Camioneros      | Mario Sebastián Diez         | 7 de abril | 16:00   |
| Huracán Las Heras            | 0 - 0     | Argentino (MM)            | General San Martín           | 7 de abril | 16:30   |

| Fecha 4                      | Fecha 4   | Fecha 4                   | Fecha 4                       | Fecha 4     | Fecha 4 |
| Local                        | Resultado | Visitante                 | Estadio                       | Fecha       | Hora    |
| ---------------------------- | --------- | ------------------------- | ----------------------------- | ----------- | ------- |
| Juventud Unida Universitario | 2 - 0     | Ferro Carril Oeste (GP)   | Mario Sebastián Diez          | 13 de abril | 19:00   |
| Deportivo Camioneros         | 0 - 2     | Ciudad de Bolívar         | Hugo Moyano                   | 14 de abril | 15:00   |
| Gutiérrez                    | 1 - 0     | Sportivo Estudiantes (SL) | General Gutiérrez             | 14 de abril | 16:00   |
| Argentino (MM)               | 2 - 3     | Atenas (RC)               | Modesto Marrone               | 14 de abril | 16:30   |
| San Martín (SM)              | 1 - 1     | Huracán Las Heras         | Libertador General San Martín | 14 de abril | 18:00   |

| Fecha 5                   | Fecha 5   | Fecha 5                      | Fecha 5                       | Fecha 5     | Fecha 5 |
| Local                     | Resultado | Visitante                    | Estadio                       | Fecha       | Hora    |
| ------------------------- | --------- | ---------------------------- | ----------------------------- | ----------- | ------- |
| Ferro Carril Oeste (GP)   | 1 - 2     | Gutiérrez                    | El Coloso del Barrio Talleres | 20 de abril | 16:00   |
| Huracán Las Heras         | 0 - 3     | Deportivo Camioneros         | General San Martín            | 21 de abril | 11:30   |
| Sportivo Estudiantes (SL) | 1 - 2     | Argentino (MM)               | Héctor Odicino y Pedro Benoza | 21 de abril | 16:00   |
| Atenas (RC)               | 0 - 1     | San Martín (SM)              | 9 de Julio                    | 21 de abril | 16:00   |
| Ciudad de Bolívar         | 1 - 0     | Juventud Unida Universitario | Municipal Eva Perón           | 22 de abril | 14:30   |

| Fecha 6                      | Fecha 6   | Fecha 6                   | Fecha 6                       | Fecha 6     | Fecha 6 |
| Local                        | Resultado | Visitante                 | Estadio                       | Fecha       | Hora    |
| ---------------------------- | --------- | ------------------------- | ----------------------------- | ----------- | ------- |
| Ciudad de Bolívar            | 3 - 0     | Ferro Carril Oeste (GP)   | Municipal Eva Perón           | 27 de abril | 15:00   |
| Deportivo Camioneros         | 2 - 0     | Atenas (RC)               | Hugo Moyano                   | 27 de abril | 15:30   |
| Juventud Unida Universitario | 1 - 1     | Huracán Las Heras         | Mario Sebastián Diez          | 28 de abril | 15:30   |
| San Martín (SM)              | 2 - 0     | Sportivo Estudiantes (SL) | Libertador General San Martín | 28 de abril | 15:30   |
| Argentino (MM)               | 1 - 0     | Gutiérrez                 | Modesto Marrone               | 28 de abril | 16:00   |

| Fecha 7                   | Fecha 7   | Fecha 7                      | Fecha 7                       | Fecha 7     | Fecha 7 |
| Local                     | Resultado | Visitante                    | Estadio                       | Fecha       | Hora    |
| ------------------------- | --------- | ---------------------------- | ----------------------------- | ----------- | ------- |
| Ferro Carril Oeste (GP)   | 0 - 0     | Argentino (MM)               | El Coloso de Barrio Talleres  | 4 de mayo   | 15:00   |
| Huracán Las Heras         | 2 - 1     | Ciudad de Bolívar            | General San Martín            | 5 de mayo   | 16:00   |
| Gutiérrez                 | 1 - 0     | San Martín (SM)              | General Gutiérrez             | 5 de mayo   | 16:00   |
| Atenas (RC)               | 4 - 1     | Juventud Unida Universitario | 9 de Julio                    | 22 de mayo  | 15:00   |
| Sportivo Estudiantes (SL) | 0 - 1     | Deportivo Camioneros         | Héctor Odicino y Pedro Benoza | 12 de junio | 15:30   |

| Fecha 8                      | Fecha 8   | Fecha 8                   | Fecha 8                       | Fecha 8    | Fecha 8 |
| Local                        | Resultado | Visitante                 | Estadio                       | Fecha      | Hora    |
| ---------------------------- | --------- | ------------------------- | ----------------------------- | ---------- | ------- |
| Deportivo Camioneros         | 0 - 0     | Gutiérrez                 | Hugo Moyano                   | 10 de mayo | 15:30   |
| San Martín (SM)              | 0 - 1     | Argentino (MM)            | Libertador General San Martín | 11 de mayo | 14:30   |
| Ciudad de Bolívar            | 1 - 0     | Atenas (RC)               | Municipal Eva Perón           | 11 de mayo | 15:00   |
| Huracán Las Heras            | 0 - 0     | Ferro Carril Oeste (GP)   | General San Martín            | 11 de mayo | 15:30   |
| Juventud Unida Universitario | 0 - 0     | Sportivo Estudiantes (SL) | Mario Sebastián Diez          | 11 de mayo | 15:30   |

| Fecha 9                   | Fecha 9   | Fecha 9                      | Fecha 9                       | Fecha 9    | Fecha 9 |
| Local                     | Resultado | Visitante                    | Estadio                       | Fecha      | Hora    |
| ------------------------- | --------- | ---------------------------- | ----------------------------- | ---------- | ------- |
| Argentino (MM)            | 1 - 1     | Deportivo Camioneros         | Modesto Marrone               | 15 de mayo | 13:00   |
| Ferro Carril Oeste (GP)   | 1 - 0     | San Martín (SM)              | El Coloso de Barrio Talleres  | 15 de mayo | 14:00   |
| Sportivo Estudiantes (SL) | 1 - 1     | Ciudad de Bolívar            | Héctor Odicino y Pedro Benoza | 15 de mayo | 16:00   |
| Atenas (RC)               | 1 - 0     | Huracán Las Heras            | 9 de Julio                    | 15 de mayo | 20:00   |
| Gutiérrez                 | 2 - 2     | Juventud Unida Universitario | General Gutiérrez             | 15 de mayo | 21:15   |

| 1. 2. |

##### Segunda rueda
| Fecha 10                  | Fecha 10  | Fecha 10                     | Fecha 10                      | Fecha 10   | Fecha 10 |
| Local                     | Resultado | Visitante                    | Estadio                       | Fecha      | Hora     |
| ------------------------- | --------- | ---------------------------- | ----------------------------- | ---------- | -------- |
| Atenas (RC)               | 2 - 0     | Ferro Carril Oeste (GP)      | 9 de Julio                    | 19 de mayo | 11:00    |
| San Martín (SM)           | 0 - 0     | Deportivo Camioneros         | Libertador General San Martín | 19 de mayo | 15:30    |
| Gutiérrez                 | 1 - 0     | Ciudad de Bolívar            | General Gutiérrez             | 19 de mayo | 16:00    |
| Argentino (MM)            | 1 - 0     | Juventud Unida Universitario | Modesto Marrone               | 19 de mayo | 16:00    |
| Sportivo Estudiantes (SL) | 1 - 1     | Huracán Las Heras            | Héctor Odicino y Pedro Benoza | 19 de mayo | 16:00    |

| Fecha 11                     | Fecha 11  | Fecha 11                  | Fecha 11                      | Fecha 11   | Fecha 11 |
| Local                        | Resultado | Visitante                 | Estadio                       | Fecha      | Hora     |
| ---------------------------- | --------- | ------------------------- | ----------------------------- | ---------- | -------- |
| Ciudad de Bolívar            | 1 - 0     | Argentino (MM)            | Municipal Eva Perón           | 25 de mayo | 15:30    |
| Ferro Carril Oeste (GP)      | 1 - 1     | Deportivo Camioneros      | El Coloso del Barrio Talleres | 26 de mayo | 15:00    |
| Juventud Unida Universitario | 1 - 2     | San Martín (M)            | Mario Sebastián Diez          | 26 de mayo | 15:30    |
| Huracán Las Heras            | 0 - 1     | Gutiérrez                 | General San Martín            | 26 de mayo | 16:00    |
| Atenas (RC)                  | 4 - 2     | Sportivo Estudiantes (SL) | 9 de Julio                    | 26 de mayo | 16:00    |

| Fecha 12                  | Fecha 12  | Fecha 12                     | Fecha 12                      | Fecha 12   | Fecha 12 |
| Local                     | Resultado | Visitante                    | Estadio                       | Fecha      | Hora     |
| ------------------------- | --------- | ---------------------------- | ----------------------------- | ---------- | -------- |
| Deportivo Camioneros      | 2 - 0     | Juventud Unida Universitario | Hugo Moyano                   | 1 de junio | 15:00    |
| Sportivo Estudiantes (SL) | 1 - 1     | Ferro Carril Oeste (GP)      | Héctor Odicino y Pedro Benoza | 1 de junio | 15:30    |
| Gutiérrez                 | 2 - 1     | Atenas (RC)                  | General Gutiérrez             | 2 de junio | 15:30    |
| San Martín (SM)           | 1 - 0     | Ciudad de Bolívar            | Libertador General San Martín | 2 de junio | 15:30    |
| Argentino (MM)            | 0 - 0     | Huracán Las Heras            | Modesto Marrone               | 2 de junio | 16:00    |

| Fecha 13                  | Fecha 13  | Fecha 13                     | Fecha 13                      | Fecha 13   | Fecha 13 |
| Local                     | Resultado | Visitante                    | Estadio                       | Fecha      | Hora     |
| ------------------------- | --------- | ---------------------------- | ----------------------------- | ---------- | -------- |
| Ferro Carril Oeste (GP)   | 0 - 1     | Juventud Unida Universitario | El Coloso del Barrio Talleres | 8 de junio | 15:00    |
| Sportivo Estudiantes (SL) | 1 - 1     | Gutiérrez                    | Héctor Odicino y Pedro Benoza | 8 de junio | 15:30    |
| Ciudad de Bolívar         | 0 - 1     | Deportivo Camioneros         | Municipal Eva Perón           | 8 de junio | 15:30    |
| Huracán Las Heras         | 1 - 0     | San Martín (SM)              | General San Martín            | 9 de junio | 16:00    |
| Atenas (RC)               | 1 - 0     | Argentino (MM)               | 9 de Julio                    | 9 de junio | 16:00    |

| Fecha 14                     | Fecha 14  | Fecha 14                  | Fecha 14                      | Fecha 14    | Fecha 14 |
| Local                        | Resultado | Visitante                 | Estadio                       | Fecha       | Hora     |
| ---------------------------- | --------- | ------------------------- | ----------------------------- | ----------- | -------- |
| Gutiérrez                    | 2 - 1     | Ferro Carril Oeste (GP)   | General Gutiérrez             | 15 de junio | 17:00    |
| Deportivo Camioneros         | 3 - 1     | Huracán Las Heras         | Hugo Moyano                   | 16 de junio | 11:00    |
| Argentino (MM)               | 2 - 0     | Sportivo Estudiantes (SL) | Modesto Marrone               | 16 de junio | 15:45    |
| Juventud Unida Universitario | 1 - 0     | Ciudad de Bolívar         | Mario Sebastián Diez          | 16 de junio | 16:00    |
| San Martín (SM)              | 1 - 0     | Atenas (RC)               | Libertador General San Martín | 17 de junio | 16:00    |

| Fecha 15                  | Fecha 15  | Fecha 15                     | Fecha 15                      | Fecha 15    | Fecha 15 |
| Local                     | Resultado | Visitante                    | Estadio                       | Fecha       | Hora     |
| ------------------------- | --------- | ---------------------------- | ----------------------------- | ----------- | -------- |
| Ferro Carril Oeste (GP)   | 0 - 4     | Ciudad de Bolívar            | El Coloso del Barrio Talleres | 22 de junio | 15:00    |
| Gutiérrez                 | 1 - 0     | Argentino (MM)               | General Gutiérrez             | 22 de junio | 18:00    |
| Huracán Las Heras         | 1 - 2     | Juventud Unida Universitario | General San Martín            | 23 de junio | 15:30    |
| Sportivo Estudiantes (SL) | 3 - 1     | San Martín (SM)              | Héctor Odicino y Pedro Benoza | 23 de junio | 15:30    |
| Atenas (RC)               | 2 - 2     | Deportivo Camioneros         | 9 de Julio                    | 24 de junio | 20:30    |

| Fecha 16                     | Fecha 16  | Fecha 16                  | Fecha 16                      | Fecha 16    | Fecha 16 |
| Local                        | Resultado | Visitante                 | Estadio                       | Fecha       | Hora     |
| ---------------------------- | --------- | ------------------------- | ----------------------------- | ----------- | -------- |
| Ciudad de Bolívar            | 2 - 1     | Huracán Las Heras         | Municipal Eva Perón           | 29 de junio | 15:30    |
| Argentino (MM)               | 1 - 0     | Ferro Carril Oeste (GP)   | Modesto Marrone               | 29 de junio | 15:30    |
| Deportivo Camioneros         | 3 - 1     | Sportivo Estudiantes (SL) | Hugo Moyano                   | 30 de junio | 11:00    |
| Juventud Unida Universitario | 0 - 2     | Atenas (RC)               | Mario Sebastián Diez          | 30 de junio | 11:30    |
| San Martín (SM)              | 0 - 1     | Gutiérrez                 | Libertador General San Martín | 30 de junio | 15:30    |

| Fecha 17                  | Fecha 17  | Fecha 17                     | Fecha 17                      | Fecha 17   | Fecha 17 |
| Local                     | Resultado | Visitante                    | Estadio                       | Fecha      | Hora     |
| ------------------------- | --------- | ---------------------------- | ----------------------------- | ---------- | -------- |
| Ferro Carril Oeste (GP)   | 0 - 0     | Huracán Las Heras            | El Coloso del Barrio Talleres | 6 de julio | 15:00    |
| Argentino (MM)            | 1 - 0     | San Martín (SM)              | Modesto Marrone               | 6 de julio | 15:30    |
| Gutiérrez                 | 1 - 1     | Deportivo Camioneros         | General Gutiérrez             | 6 de julio | 18:00    |
| Atenas (RC)               | 1 - 0     | Ciudad de Bolívar            | 9 de Julio                    | 7 de julio | 15:00    |
| Sportivo Estudiantes (SL) | 0 - 1     | Juventud Unida Universitario | Héctor Odicino y Pedro Benoza | 7 de julio | 15:30    |

| Fecha 18                     | Fecha 18  | Fecha 18                  | Fecha 18                      | Fecha 18    | Fecha 18 |
| Local                        | Resultado | Visitante                 | Estadio                       | Fecha       | Hora     |
| ---------------------------- | --------- | ------------------------- | ----------------------------- | ----------- | -------- |
| San Martín (SM)              | 0 - 0     | Ferro Carril Oeste (GP)   | Libertador General San Martín | 14 de julio | 15:30    |
| Deportivo Camioneros         | 1 - 2     | Argentino (MM)            | Hugo Moyano                   | 14 de julio | 15:30    |
| Juventud Unida Universitario | 0 - 1     | Gutiérrez                 | Mario Sebastián Diez          | 14 de julio | 15:30    |
| Ciudad de Bolívar            | 2 - 1     | Sportivo Estudiantes (SL) | Municipal Eva Perón           | 14 de julio | 15:30    |
| Huracán Las Heras            | 2 - 0     | Atenas (RC)               | General San Martín            | 14 de julio | 15:30    |

### Zona 3

#### Tabla de posiciones final
| Pos. | Equipo                        | Pts. | PJ | PG | PE | PP | GF | GC | Dif. |
| ---- | ----------------------------- | ---- | -- | -- | -- | -- | -- | -- | ---- |
| 1.º  | Defensores de Belgrano (VR)   | 29   | 16 | 7  | 8  | 1  | 19 | 8  | 11   |
| 2.º  | Sportivo Belgrano             | 29   | 16 | 8  | 5  | 3  | 13 | 5  | 8    |
| 3.º  | 9 de Julio (R)                | 26   | 16 | 7  | 5  | 4  | 20 | 15 | 5    |
| 4.º  | Sportivo Las Parejas          | 23   | 16 | 6  | 5  | 5  | 19 | 13 | 6    |
| 5.º  | El Linqueño                   | 22   | 16 | 6  | 4  | 6  | 13 | 12 | 1    |
| 6.º  | Independiente (C)             | 19   | 16 | 4  | 7  | 5  | 13 | 13 | 0    |
| 7.º  | Douglas Haig                  | 19   | 16 | 4  | 7  | 5  | 14 | 13 | 1    |
| 8.º  | Defensores de Pronunciamiento | 13   | 16 | 3  | 4  | 9  | 11 | 29 | −18  |
| 9.º  | Gimnasia y Esgrima (CdU)      | 11   | 16 | 2  | 5  | 9  | 9  | 23 | −14  |

|  | Clasificaron a la Segunda fase.            |
|  | Pasaron a la Primera etapa de la Reválida. |

|  |

##### Evolución de las posiciones

###### Primera rueda
| Equipo / Fecha                | 1   | 2   | 3   | 4   | 5   | 6   | 7   | 8   | 9   |
| ----------------------------- | --- | --- | --- | --- | --- | --- | --- | --- | --- |
| 9 de Julio (R)                | 4.º | 3.º | 6.º | 6.º | 7.º | 8.º | 7.º | 6.º | 6.º |
| Defensores de Belgrano (VR)   | -   | 5.º | 2.º | 4.º | 2.º | 1.º | 1.º | 1.º | 1.º |
| Defensores de Pronunciamiento | 9.º | 9.º | 9.º | 8.º | 8.º | 5.º | 8.º | 8.º | 8.º |
| Douglas Haig                  | 4.º | 1.º | 4.º | 3.º | 5.º | 6.º | 6.º | 7.º | 7.º |
| El Linqueño                   | 2.º | 4.º | 5.º | 1.º | 4.º | 4.º | 4.º | 3.º | 4.º |
| Gimnasia y Esgrima (CdU)      | 7.º | 7.º | 8.º | 9.º | 9.º | 9.º | 9.º | 9.º | 9.º |
| Independiente (C)             | 1.º | 2.º | 1.º | 2.º | 1.º | 3.º | 3.º | 5.º | 5.º |
| Sportivo Belgrano             | 2.º | 6.º | 3.º | 5.º | 3.º | 2.º | 2.º | 2.º | 3.º |
| Sportivo Las Parejas          | 7.º | 8.º | 7.º | 7.º | 6.º | 7.º | 5.º | 4.º | 2.º |

|  |

###### Segunda rueda
| Equipo / Fecha                | 10  | 11  | 12  | 13  | 14  | 15  | 16  | 17  | 18  |
| ----------------------------- | --- | --- | --- | --- | --- | --- | --- | --- | --- |
| 9 de Julio (R)                | 4.º | 4.º | 5.º | 5.º | 6.º | 5.º | 3.º | 3.º | 3.º |
| Defensores de Belgrano (VR)   | 1.º | 1.º | 1.º | 1.º | 1.º | 2.º | 2.º | 1.º | 1.º |
| Defensores de Pronunciamiento | 7.º | 8.º | 8.º | 8.º | 8.º | 8.º | 9.º | 8.º | 8.º |
| Douglas Haig                  | 8.º | 7.º | 6.º | 7.º | 7.º | 7.º | 7.º | 7.º | 7.º |
| El Linqueño                   | 3.º | 2.º | 3.º | 3.º | 4.º | 3.º | 4.º | 5.º | 5.º |
| Gimnasia y Esgrima (CdU)      | 9.º | 9.º | 9.º | 9.º | 9.º | 9.º | 8.º | 9.º | 9.º |
| Independiente (C)             | 6.º | 6.º | 7.º | 6.º | 5.º | 6.º | 6.º | 6.º | 6.º |
| Sportivo Belgrano             | 5.º | 5.º | 2.º | 2.º | 2.º | 1.º | 1.º | 2.º | 2.º |
| Sportivo Las Parejas          | 2.º | 3.º | 4.º | 4.º | 3.º | 4.º | 5.º | 4.º | 4.º |

|  |

#### Resultados

##### Primera rueda
| Fecha 1                                       | Fecha 1   | Fecha 1                       | Fecha 1               | Fecha 1     | Fecha 1 |
| Local                                         | Resultado | Visitante                     | Estadio               | Fecha       | Hora    |
| --------------------------------------------- | --------- | ----------------------------- | --------------------- | ----------- | ------- |
| Independiente (C)                             | 3 - 1     | Defensores de Pronunciamiento | Raúl Orlando Lungarzo | 23 de marzo | 16:00   |
| Gimnasia y Esgrisma (LP)                      | 0 - 1     | RiVERGA                       | Manuel y Ramón Núñez  | 23 de marzo | 16:30   |
| Douglas Haig                                  | 1 - 1     | 9 de Julio (R)                | Miguel Morales        | 23 de marzo | 20:30   |
| Sportivo Belgrano                             | 1 - 0     | Sportivo Las Parejas          | Juan Pablo Francia    | 25 de marzo | 20:30   |
| Libre: Defensores de Belgrano (Villa Ramallo) |           |                               |                       |             |         |

| Fecha 2                                            | Fecha 2   | Fecha 2                     | Fecha 2          | Fecha 2     | Fecha 2 |
| Local                                              | Resultado | Visitante                   | Estadio          | Fecha       | Hora    |
| -------------------------------------------------- | --------- | --------------------------- | ---------------- | ----------- | ------- |
| Defensores de Pronunciamiento                      | 0 - 4     | Douglas Haig                | Delio Cardozo    | 31 de marzo | 16:00   |
| El Linqueño                                        | 0 - 0     | Independiente (C)           | Leonardo Costa   | 31 de marzo | 16:30   |
| 9 de Julio (R)                                     | 1 - 0     | Sportivo Belgrano           | Germán Solterman | 31 de marzo | 17:30   |
| Sportivo Las Parejas                               | 1 - 2     | Defensores de Belgrano (VR) | 4 de Septiembre  | 1 de abril  | 18:00   |
| Libre: Gimnasia y Esgrima (Concepción del Uruguay) |           |                             |                  |             |         |

| Fecha 3                     | Fecha 3   | Fecha 3                       | Fecha 3               | Fecha 3    | Fecha 3 |
| Local                       | Resultado | Visitante                     | Estadio               | Fecha      | Hora    |
| --------------------------- | --------- | ----------------------------- | --------------------- | ---------- | ------- |
| Defensores de Belgrano (VR) | 2 - 0     | 9 de Julio (R)                | Salomón Boeseldín     | 7 de abril | 16:00   |
| Independiente (C)           | 3 - 0     | Gimnasia y Esgrima (CdU)      | Raúl Orlando Lungarzo | 7 de abril | 16:00   |
| Douglas Haig                | 0 - 0     | El Linqueño                   | Miguel Morales        | 7 de abril | 17:00   |
| Sportivo Belgrano           | 1 - 0     | Defensores de Pronunciamiento | Juan Pablo Francia    | 8 de abril | 21:10   |
| Libre: Sportivo Las Parejas |           |                               |                       |            |         |

| Fecha 4                          | Fecha 4   | Fecha 4                     | Fecha 4              | Fecha 4     | Fecha 4 |
| Local                            | Resultado | Visitante                   | Estadio              | Fecha       | Hora    |
| -------------------------------- | --------- | --------------------------- | -------------------- | ----------- | ------- |
| Defensores de Pronunciamiento    | 1 - 0     | Defensores de Belgrano (VR) | Delio Cardozo        | 14 de abril | 15:30   |
| El Linqueño                      | 1 - 0     | Sportivo Belgrano           | Leonardo Costa       | 14 de abril | 16:00   |
| Gimnasia y Esgrima (CdU)         | 1 - 1     | Douglas Haig                | Manuel y Ramón Núñez | 14 de abril | 16:00   |
| 9 de Julio (R)                   | 0 - 1     | Sportivo Las Parejas        | Germán Solterman     | 14 de abril | 17:00   |
| Libre: Independiente (Chivilcoy) |           |                             |                      |             |         |

| Fecha 5                     | Fecha 5   | Fecha 5                       | Fecha 5            | Fecha 5     | Fecha 5 |
| Local                       | Resultado | Visitante                     | Estadio            | Fecha       | Hora    |
| --------------------------- | --------- | ----------------------------- | ------------------ | ----------- | ------- |
| Douglas Haig                | 0 - 1     | Independiente (C)             | Miguel Morales     | 21 de abril | 11:30   |
| Defensores de Belgrano (VR) | 2 - 0     | El Linqueño                   | Salomón Boeseldín  | 21 de abril | 13:00   |
| Sportivo Las Parejas        | 1 - 1     | Defensores de Pronunciamiento | 4 de Septiembre    | 21 de abril | 19:30   |
| Sportivo Belgrano           | 1 - 0     | Gimnasia y Esgrima (CdU)      | Juan Pablo Francia | 22 de abril | 20:00   |
| Libre: 9 de Julio (Rafaela) |           |                               |                    |             |         |

| Fecha 6                       | Fecha 6   | Fecha 6                     | Fecha 6               | Fecha 6     | Fecha 6 |
| Local                         | Resultado | Visitante                   | Estadio               | Fecha       | Hora    |
| ----------------------------- | --------- | --------------------------- | --------------------- | ----------- | ------- |
| Independiente (C)             | 0 - 2     | Sportivo Belgrano           | Raúl Orlando Lungarzo | 27 de abril | 16:00   |
| Defensores de Pronunciamiento | 3 - 1     | 9 de Julio (R)              | Delio Cardozo         | 28 de abril | 15:30   |
| Gimnasia y Esgrima (CdU)      | 0 - 1     | Defensores de Belgrano (VR) | Manuel y Ramón Núñez  | 28 de abril | 16:00   |
| El Linqueño                   | 0 - 0     | Sportivo Las Parejas        | Leonardo Costa        | 28 de abril | 16:00   |
| Libre: Douglas Haig           |           |                             |                       |             |         |

| Fecha 7                              | Fecha 7   | Fecha 7                  | Fecha 7            | Fecha 7   | Fecha 7 |
| Local                                | Resultado | Visitante                | Estadio            | Fecha     | Hora    |
| ------------------------------------ | --------- | ------------------------ | ------------------ | --------- | ------- |
| 9 de Julio (R)                       | 2 - 1     | El Linqueño              | Germán Solterman   | 5 de mayo | 11:00   |
| Sportivo Las Parejas                 | 6 - 1     | Gimnasia y Esgrima (CdU) | 4 de Septiembre    | 5 de mayo | 18:00   |
| Defensores de Belgrano (VR)          | 1 - 1     | Independiente (C)        | Salomón Boeseldín  | 5 de mayo | 19:00   |
| Sportivo Belgrano                    | 1 - 1     | Douglas Haig             | Juan Pablo Francia | 6 de mayo | 20:35   |
| Libre: Defensores de Pronunciamiento |           |                          |                    |           |         |

| Fecha 8                  | Fecha 8   | Fecha 8                       | Fecha 8               | Fecha 8    | Fecha 8 |
| Local                    | Resultado | Visitante                     | Estadio               | Fecha      | Hora    |
| ------------------------ | --------- | ----------------------------- | --------------------- | ---------- | ------- |
| El Linqueño              | 4 - 0     | Defensores de Pronunciamiento | Leonardo Costa        | 11 de mayo | 14:00   |
| Douglas Haig             | 0 - 0     | Defensores de Belgrano (VR)   | Miguel Morales        | 11 de mayo | 14:30   |
| Independiente (C)        | 2 - 4     | Sportivo Las Parejas          | Raúl Orlando Lungarzo | 11 de mayo | 15:30   |
| Gimnasia y Esgrima (CdU) | 1 - 2     | 9 de Julio (R)                | Manuel y Ramón Núñez  | 11 de mayo | 20:00   |
| Libre: Sportivo Belgrano |           |                               |                       |            |         |

| Fecha 9                       | Fecha 9   | Fecha 9                  | Fecha 9           | Fecha 9    | Fecha 9 |
| Local                         | Resultado | Visitante                | Estadio           | Fecha      | Hora    |
| ----------------------------- | --------- | ------------------------ | ----------------- | ---------- | ------- |
| Sportivo Las Parejas          | 1 - 0     | Douglas Haig             | 4 de Septiembre   | 15 de mayo | 19:30   |
| Defensores de Belgrano (VR)   | 1 - 0     | Sportivo Belgrano        | Salomón Boeseldín | 15 de mayo | 20:00   |
| Defensores de Pronunciamiento | 1 - 1     | Gimnasia y Esgrima (CdU) | Delio Cardozo     | 15 de mayo | 20:30   |
| 9 de Julio (R)                | 0 - 0     | Independiente (C)        | Germán Solterman  | 15 de mayo | 20:30   |
| Libre: El Linqueño            |           |                          |                   |            |         |

##### Segunda rueda
| Fecha 10                                      | Fecha 10  | Fecha 10                 | Fecha 10         | Fecha 10   | Fecha 10 |
| Local                                         | Resultado | Visitante                | Estadio          | Fecha      | Hora     |
| --------------------------------------------- | --------- | ------------------------ | ---------------- | ---------- | -------- |
| El Linqueño                                   | 1 - 0     | Gimnasia y Esgrima (CdU) | Leonardo Costa   | 19 de mayo | 15:30    |
| Defensores de Pronunciamiento                 | 0 - 0     | Independiente (C)        | Delio Cardozo    | 19 de mayo | 15:30    |
| 9 de Julio (R)                                | 4 - 0     | Douglas Haig             | Germán Solterman | 19 de mayo | 16:00    |
| Sportivo Las Parejas                          | 0 - 0     | Sportivo Belgrano        | 4 de Septiembre  | 19 de mayo | 16:00    |
| Libre: Defensores de Belgrano (Villa Ramallo) |           |                          |                  |            |          |

| Fecha 11                                           | Fecha 11  | Fecha 11                      | Fecha 11              | Fecha 11   | Fecha 11 |
| Local                                              | Resultado | Visitante                     | Estadio               | Fecha      | Hora     |
| -------------------------------------------------- | --------- | ----------------------------- | --------------------- | ---------- | -------- |
| Independiente (C)                                  | 0 - 0     | El Linqueño                   | Raúl Orlando Lungarzo | 25 de mayo | 15:30    |
| Defensores de Belgrano (VR)                        | 1 - 1     | Sportivo Las Parejas          | Salomón Boeseldín     | 25 de mayo | 16:00    |
| Douglas Haig                                       | 3 - 0     | Defensores de Pronunciamiento | Miguel Morales        | 26 de mayo | 15:00    |
| Sportivo Belgrano                                  | 1 - 1     | 9 de Julio (R)                | Juan Pablo Francia    | 26 de mayo | 17:30    |
| Libre: Gimnasia y Esgrima (Concepción del Uruguay) |           |                               |                       |            |          |

| Fecha 12                      | Fecha 12  | Fecha 12                    | Fecha 12             | Fecha 12   | Fecha 12 |
| Local                         | Resultado | Visitante                   | Estadio              | Fecha      | Hora     |
| ----------------------------- | --------- | --------------------------- | -------------------- | ---------- | -------- |
| Gimnasia y Esgrima (CdU)      | 0 - 0     | Independiente (C)           | Manuel y Ramón Núñez | 1 de junio | 15:30    |
| Defensores de Pronunciamiento | 0 - 3     | Sportivo Belgrano           | Delio Cardozo        | 2 de junio | 15:00    |
| El Linqueño                   | 0 - 1     | Douglas Haig                | Leonardo Costa       | 2 de junio | 15:30    |
| 9 de Julio (R)                | 0 - 2     | Defensores de Belgrano (VR) | Germán Solterman     | 2 de junio | 16:00    |
| Libre: Sportivo Las Parejas   |           |                             |                      |            |          |

| Fecha 13                         | Fecha 13  | Fecha 13                      | Fecha 13           | Fecha 13   | Fecha 13 |
| Local                            | Resultado | Visitante                     | Estadio            | Fecha      | Hora     |
| -------------------------------- | --------- | ----------------------------- | ------------------ | ---------- | -------- |
| Sportivo Belgrano                | 1 - 0     | El Linqueño                   | Juan Pablo Francia | 9 de junio | 11:00    |
| Douglas Haig                     | 0 - 1     | Gimnasia y Esgrima (CdU)      | Miguel Morales     | 9 de junio | 15:00    |
| Sportivo Las Parejas             | 1 - 1     | 9 de Julio (R)                | 4 de Septiembre    | 9 de junio | 16:00    |
| Defensores de Belgrano (VR)      | 3 - 0     | Defensores de Pronunciamiento | Salomón Boeseldín  | 9 de junio | 16:00    |
| Libre: Independiente (Chivilcoy) |           |                               |                    |            |          |

| Fecha 14                      | Fecha 14  | Fecha 14                    | Fecha 14              | Fecha 14    | Fecha 14 |
| Local                         | Resultado | Visitante                   | Estadio               | Fecha       | Hora     |
| ----------------------------- | --------- | --------------------------- | --------------------- | ----------- | -------- |
| Defensores de Pronunciamiento | 0 - 1     | Sportivo Las Parejas        | Delio Cardozo         | 16 de junio | 15:00    |
| Independiente (C)             | 2 - 1     | Douglas Haig                | Raúl Orlando Lungarzo | 16 de junio | 15:30    |
| Gimnasia y Esgrima (CdU)      | 0 - 1     | Sportivo Belgrano           | Manuel y Ramón Núñez  | 16 de junio | 16:30    |
| El Linqueño                   | 2 - 2     | Defensores de Belgrano (VR) | Leonardo Costa        | 17 de junio | 15:30    |
| Libre: 9 de Julio (Rafaela)   |           |                             |                       |             |          |

| Fecha 15                    | Fecha 15  | Fecha 15                      | Fecha 15           | Fecha 15    | Fecha 15 |
| Local                       | Resultado | Visitante                     | Estadio            | Fecha       | Hora     |
| --------------------------- | --------- | ----------------------------- | ------------------ | ----------- | -------- |
| 9 de Julio (R)              | 2 - 1     | Defensores de Pronunciamiento | Germán Solterman   | 23 de junio | 15:30    |
| Sportivo Belgrano           | 1 - 0     | Independiente (C)             | Juan Pablo Francia | 23 de junio | 15:30    |
| Defensores de Belgrano (VR) | 1 - 1     | Gimnasia y Esgrima (CdU)      | Salomón Boeseldín  | 23 de junio | 19:00    |
| Sportivo Las Parejas        | 0 - 1     | El Linqueño                   | 4 de Septiembre    | 24 de junio | 19:30    |
| Libre: Douglas Haig         |           |                               |                    |             |          |

| Fecha 16                             | Fecha 16  | Fecha 16                    | Fecha 16              | Fecha 16    | Fecha 16 |
| Local                                | Resultado | Visitante                   | Estadio               | Fecha       | Hora     |
| ------------------------------------ | --------- | --------------------------- | --------------------- | ----------- | -------- |
| El Linqueño                          | 0 - 2     | 9 de Julio (R)              | Leonardo Costa        | 30 de junio | 15:00    |
| Douglas Haig                         | 0 - 0     | Sportivo Belgrano           | Miguel Morales        | 30 de junio | 15:30    |
| Independiente (C)                    | 0 - 0     | Defensores de Belgrano (VR) | Raúl Orlando Lungarzo | 30 de junio | 15:30    |
| Gimnasia y Esgrima (CdU)             | 1 - 0     | Sportivo Las Parejas        | Manuel y Ramón Núñez  | 30 de junio | 15:30    |
| Libre: Defensores de Pronunciamiento |           |                             |                       |             |          |

| Fecha 17                      | Fecha 17  | Fecha 17                 | Fecha 17          | Fecha 17   | Fecha 17 |
| Local                         | Resultado | Visitante                | Estadio           | Fecha      | Hora     |
| ----------------------------- | --------- | ------------------------ | ----------------- | ---------- | -------- |
| Sportivo Las Parejas          | 2 - 1     | Independiente (C)        | 4 de Septiembre   | 7 de julio | 11:15    |
| Defensores de Pronunciamiento | 2 - 1     | El Linqueño              | Delio Cardozo     | 7 de julio | 15:00    |
| 9 de Julio (R)                | 3 - 1     | Gimnasia y Esgrima (CdU) | Germán Solterman  | 7 de julio | 15:30    |
| Defensores de Belgrano (VR)   | 1 - 1     | Douglas Haig             | Salomón Boeseldín | 7 de julio | 16:00    |
| Libre: Sportivo Belgrano      |           |                          |                   |            |          |

| Fecha 18                 | Fecha 18  | Fecha 18                      | Fecha 18              | Fecha 18    | Fecha 18 |
| Local                    | Resultado | Visitante                     | Estadio               | Fecha       | Hora     |
| ------------------------ | --------- | ----------------------------- | --------------------- | ----------- | -------- |
| Independiente (C)        | 0 - 0     | 9 de Julio (R)                | Raúl Orlando Lungarzo | 13 de julio | 15:30    |
| Douglas Haig             | 1 - 0     | Sportivo Las Parejas          | Miguel Morales        | 14 de julio | 15:00    |
| Gimnasia y Esgrima (CdU) | 1 - 1     | Defensores de Pronunciamiento | Manuel y Ramón Núñez  | 14 de julio | 15:30    |
| Sportivo Belgrano        | 0 - 0     | Defensores de Belgrano (VR)   | Juan Pablo Francia    | 14 de julio | 17:15    |
| Libre: El Linqueño       |           |                               |                       |             |          |

### Zona 4

#### Tabla de posiciones final
| Pos. | Equipo             | Pts. | PJ | PG | PE | PP | GF | GC | Dif. |
| ---- | ------------------ | ---- | -- | -- | -- | -- | -- | -- | ---- |
| 1.º  | Central Norte (S)  | 34   | 16 | 10 | 4  | 2  | 23 | 10 | 13   |
| 2.º  | Sarmiento (LB)     | 33   | 16 | 10 | 3  | 3  | 23 | 11 | 12   |
| 3.º  | Sol de América (F) | 28   | 16 | 8  | 4  | 4  | 17 | 13 | 4    |
| 4.º  | San Martín (F)     | 25   | 16 | 7  | 4  | 5  | 19 | 13 | 6    |
| 5.º  | Juventud Antoniana | 19   | 16 | 5  | 4  | 7  | 14 | 17 | −3   |
| 6.º  | Unión (S)          | 16   | 16 | 4  | 4  | 8  | 11 | 24 | −13  |
| 7.º  | Crucero del Norte  | 15   | 16 | 3  | 6  | 7  | 11 | 17 | −6   |
| 8.º  | Boca Unidos        | 14   | 16 | 3  | 5  | 8  | 13 | 19 | −6   |
| 9.º  | Sarmiento (R)      | 12   | 16 | 2  | 6  | 8  | 8  | 15 | −7   |

|  | Clasificaron a la Segunda fase.            |
|  | Pasaron a la Primera etapa de la Reválida. |

|  |

##### Evolución de las posiciones

###### Primera rueda
| Equipo / Fecha     | 1   | 2   | 3   | 4   | 5   | 6   | 7   | 8   | 9   |
| ------------------ | --- | --- | --- | --- | --- | --- | --- | --- | --- |
| Boca Unidos        | 7.º | 8.º | 8.º | 9.º | 9.º | 8.º | 6.º | 8.º | 8.º |
| Central Norte (S)  | -   | 6.º | 4.º | 2.º | 2.º | 2.º | 2.º | 2.º | 2.º |
| Crucero del Norte  | 4.º | 5.º | 7.º | 6.º | 5.º | 6.º | 4.º | 4.º | 4.º |
| Juventud Antoniana | 4.º | 6.º | 6.º | 4.º | 6.º | 7.º | 8.º | 6.º | 7.º |
| San Martín (F)     | 1.º | 3.º | 2.º | 3.º | 3.º | 3.º | 3.º | 3.º | 3.º |
| Sarmiento (LB)     | 2.º | 1.º | 1.º | 1.º | 1.º | 1.º | 1.º | 1.º | 1.º |
| Sarmiento (R)      | 2.º | 2.º | 3.º | 5.º | 4.º | 5.º | 7.º | 5.º | 5.º |
| Sol de América (F) | 7.º | 4.º | 5.º | 7.º | 7.º | 4.º | 5.º | 7.º | 6.º |
| Unión (S)          | 9.º | 9.º | 9.º | 8.º | 8.º | 9.º | 9.º | 9.º | 9.º |

|  |

###### Segunda rueda
| Equipo / Fecha     | 10  | 11  | 12  | 13  | 14  | 15  | 16  | 17  | 18  |
| ------------------ | --- | --- | --- | --- | --- | --- | --- | --- | --- |
| Boca Unidos        | 8.º | 8.º | 8.º | 9.º | 9.º | 8.º | 8.º | 9.º | 8.º |
| Central Norte (S)  | 2.º | 2.º | 2.º | 2.º | 2.º | 2.º | 1.º | 1.º | 1.º |
| Crucero del Norte  | 4.º | 4.º | 5.º | 5.º | 6.º | 6.º | 6.º | 6.º | 7.º |
| Juventud Antoniana | 7.º | 7.º | 6.º | 6.º | 5.º | 5.º | 5.º | 5.º | 5.º |
| San Martín (F)     | 3.º | 3.º | 3.º | 3.º | 3.º | 3.º | 3.º | 4.º | 4.º |
| Sarmiento (LB)     | 1.º | 1.º | 1.º | 1.º | 1.º | 1.º | 2.º | 2.º | 2.º |
| Sarmiento (R)      | 6.º | 6.º | 7.º | 7.º | 7.º | 7.º | 7.º | 8.º | 9.º |
| Sol de América (F) | 5.º | 5.º | 4.º | 4.º | 4.º | 4.º | 4.º | 3.º | 3.º |
| Unión (S)          | 9.º | 9.º | 9.º | 8.º | 8.º | 9.º | 9.º | 7.º | 6.º |

|  |

#### Resultados

##### Primera rueda
| Fecha 1                      | Fecha 1   | Fecha 1            | Fecha 1                  | Fecha 1     | Fecha 1 |
| Local                        | Resultado | Visitante          | Estadio                  | Fecha       | Hora    |
| ---------------------------- | --------- | ------------------ | ------------------------ | ----------- | ------- |
| Sarmiento (LB)               | 1 - 0     | Boca Unidos        | Ciudad de La Banda       | 22 de marzo | 21:30   |
| Juventud Antoniana           | 0 - 0     | Crucero del Norte  | Padre Ernesto Martearena | 22 de marzo | 22:05   |
| San Martín (F)               | 3 - 0     | Unión (S)          | 17 de Octubre            | 23 de marzo | 17:00   |
| Sarmiento (R)                | 1 - 0     | Sol de América (F) | Centenario               | 23 de marzo | 20:00   |
| Libre: Central Norte (Salta) |           |                    |                          |             |         |

| Fecha 2                   | Fecha 2   | Fecha 2           | Fecha 2                     | Fecha 2     | Fecha 2 |
| Local                     | Resultado | Visitante         | Estadio                     | Fecha       | Hora    |
| ------------------------- | --------- | ----------------- | --------------------------- | ----------- | ------- |
| Crucero del Norte         | 0 - 0     | Sarmiento (R)     | Comandante Andrés Guacurarí | 30 de marzo | 16:30   |
| Unión (S)                 | 1 - 2     | Sarmiento (LB)    | De la Avenida               | 30 de marzo | 19:00   |
| Sol de América (F)        | 1 - 0     | San Martín (F)    | Sol de América              | 31 de marzo | 17:00   |
| Boca Unidos               | 0 - 0     | Central Norte (S) | Leoncio Benítez             | 31 de marzo | 17:00   |
| Libre: Juventud Antoniana |           |                   |                             |             |         |

| Fecha 3            | Fecha 3   | Fecha 3            | Fecha 3                  | Fecha 3    | Fecha 3 |
| Local              | Resultado | Visitante          | Estadio                  | Fecha      | Hora    |
| ------------------ | --------- | ------------------ | ------------------------ | ---------- | ------- |
| San Martín (F)     | 2 - 0     | Crucero del Norte  | 17 de Octubre            | 6 de abril | 17:00   |
| Central Norte (S)  | 1 - 0     | Unión (S)          | Padre Ernesto Martearena | 7 de abril | 17:30   |
| Sarmiento (R)      | 0 - 0     | Juventud Antoniana | Centenario               | 7 de abril | 17:30   |
| Sarmiento (LB)     | 3 - 1     | Sol de América (F) | Ciudad de La Banda       | 7 de abril | 19:00   |
| Libre: Boca Unidos |           |                    |                          |            |         |

| Fecha 4                        | Fecha 4   | Fecha 4           | Fecha 4                     | Fecha 4     | Fecha 4 |
| Local                          | Resultado | Visitante         | Estadio                     | Fecha       | Hora    |
| ------------------------------ | --------- | ----------------- | --------------------------- | ----------- | ------- |
| Crucero del Norte              | 1 - 0     | Sarmiento (LB)    | Comandante Andrés Guacurarí | 14 de abril | 16:00   |
| Sol de América (F)             | 0 - 1     | Central Norte (S) | Sol de América              | 14 de abril | 16:30   |
| Unión (S)                      | 2 - 1     | Boca Unidos       | De la Avenida               | 14 de abril | 17:00   |
| Juventud Antoniana             | 1 - 0     | San Martín (F)    | Padre Ernesto Martearena    | 14 de abril | 19:30   |
| Libre: Sarmiento (Resistencia) |           |                   |                             |             |         |

| Fecha 5                  | Fecha 5   | Fecha 5            | Fecha 5                  | Fecha 5     | Fecha 5 |
| Local                    | Resultado | Visitante          | Estadio                  | Fecha       | Hora    |
| ------------------------ | --------- | ------------------ | ------------------------ | ----------- | ------- |
| Boca Unidos              | 0 - 0     | Sol de América (F) | Leoncio Benítez          | 20 de abril | 16:00   |
| San Martín (F)           | 2 - 0     | Sarmiento (R)      | 17 de Octubre            | 21 de abril | 11:00   |
| Central Norte (S)        | 2 - 1     | Crucero del Norte  | Padre Ernesto Martearena | 21 de abril | 19:30   |
| Sarmiento (LB)           | 4 - 0     | Juventud Antoniana | Ciudad de La Banda       | 21 de abril | 19:30   |
| Libre: Unión (Sunchales) |           |                    |                          |             |         |

| Fecha 6                     | Fecha 6   | Fecha 6           | Fecha 6                     | Fecha 6     | Fecha 6 |
| Local                       | Resultado | Visitante         | Estadio                     | Fecha       | Hora    |
| --------------------------- | --------- | ----------------- | --------------------------- | ----------- | ------- |
| Crucero del Norte           | 1 - 1     | Boca Unidos       | Comandante Andrés Guacurarí | 27 de abril | 16:00   |
| Sarmiento (R)               | 1 - 1     | Sarmiento (LB)    | Centenario                  | 27 de abril | 20:30   |
| Sol de América (F)          | 3 - 1     | Unión (S)         | Sol de América              | 28 de abril | 16:00   |
| Juventud Antoniana          | 1 - 1     | Central Norte (S) | Padre Ernesto Martearena    | 28 de abril | 17:00   |
| Libre: San Martín (Formosa) |           |                   |                             |             |         |

| Fecha 7                         | Fecha 7   | Fecha 7            | Fecha 7                  | Fecha 7   | Fecha 7 |
| Local                           | Resultado | Visitante          | Estadio                  | Fecha     | Hora    |
| ------------------------------- | --------- | ------------------ | ------------------------ | --------- | ------- |
| Central Norte (S)               | 1 - 0     | Sarmiento (R)      | Padre Ernesto Martearena | 3 de mayo | 22:00   |
| Unión (S)                       | 0 - 2     | Crucero del Norte  | De la Avenida            | 4 de mayo | 17:00   |
| Boca Unidos                     | 1 - 0     | Juventud Antoniana | Leoncio Benítez          | 4 de mayo | 20:30   |
| Sarmiento (LB)                  | 1 - 0     | San Martín (F)     | Ciudad de La Banda       | 4 de mayo | 22:00   |
| Libre: Sol de América (Formosa) |           |                    |                          |           |         |

| Fecha 8                     | Fecha 8   | Fecha 8            | Fecha 8                     | Fecha 8    | Fecha 8 |
| Local                       | Resultado | Visitante          | Estadio                     | Fecha      | Hora    |
| --------------------------- | --------- | ------------------ | --------------------------- | ---------- | ------- |
| Sarmiento (R)               | 3 - 1     | Boca Unidos        | Centenario                  | 10 de mayo | 21:00   |
| Crucero del Norte           | 2 - 0     | Sol de América (F) | Comandante Andrés Guacurarí | 11 de mayo | 16:00   |
| San Martín (F)              | 2 - 1     | Central Norte (S)  | 17 de Octubre               | 11 de mayo | 16:30   |
| Juventud Antoniana          | 3 - 0     | Unión (S)          | Padre Ernesto Martearena    | 11 de mayo | 21:00   |
| Libre: Sarmiento (La Banda) |           |                    |                             |            |         |

| Fecha 9                  | Fecha 9   | Fecha 9            | Fecha 9                  | Fecha 9    | Fecha 9 |
| Local                    | Resultado | Visitante          | Estadio                  | Fecha      | Hora    |
| ------------------------ | --------- | ------------------ | ------------------------ | ---------- | ------- |
| Sol de América (F)       | 1 - 0     | Juventud Antoniana | Sol de América           | 15 de mayo | 15:15   |
| Boca Unidos              | 2 - 2     | San Martín (F)     | Leoncio Benítez          | 15 de mayo | 15:30   |
| Unión (S)                | 1 - 1     | Sarmiento (R)      | De la Avenida            | 15 de mayo | 20:00   |
| Central Norte (S)        | 1 - 1     | Sarmiento (LB)     | Padre Ernesto Martearena | 15 de mayo | 21:15   |
| Libre: Crucero del Norte |           |                    |                          |            |         |

##### Segunda rueda
| Fecha 10                     | Fecha 10  | Fecha 10           | Fecha 10                    | Fecha 10   | Fecha 10 |
| Local                        | Resultado | Visitante          | Estadio                     | Fecha      | Hora     |
| ---------------------------- | --------- | ------------------ | --------------------------- | ---------- | -------- |
| Unión (S)                    | 0 - 0     | San Martín (F)     | De la Avenida               | 19 de mayo | 15:30    |
| Crucero del Norte            | 0 - 0     | Juventud Antoniana | Comandante Andrés Guacurarí | 19 de mayo | 15:30    |
| Boca Unidos                  | 0 - 1     | Sarmiento (LB)     | Leoncio Benítez             | 19 de mayo | 16:00    |
| Sol de América (F)           | 1 - 0     | Sarmiento (R)      | Sol de América              | 19 de mayo | 16:00    |
| Libre: Central Norte (Salta) |           |                    |                             |            |          |

| Fecha 11                  | Fecha 11  | Fecha 11           | Fecha 11                 | Fecha 11   | Fecha 11 |
| Local                     | Resultado | Visitante          | Estadio                  | Fecha      | Hora     |
| ------------------------- | --------- | ------------------ | ------------------------ | ---------- | -------- |
| Sarmiento (R)             | 1 - 1     | Crucero del Norte  | Centenario               | 25 de mayo | 16:00    |
| San Martín (F)            | 0 - 0     | Sol de América (F) | 17 de Octubre            | 26 de mayo | 16:00    |
| Sarmiento (LB)            | 2 - 0     | Unión (S)          | Ciudad de La Banda       | 26 de mayo | 16:00    |
| Central Norte (S)         | 2 - 0     | Boca Unidos        | Padre Ernesto Martearena | 26 de mayo | 17:00    |
| Libre: Juventud Antoniana |           |                    |                          |            |          |

| Fecha 12           | Fecha 12  | Fecha 12          | Fecha 12                    | Fecha 12   | Fecha 12 |
| Local              | Resultado | Visitante         | Estadio                     | Fecha      | Hora     |
| ------------------ | --------- | ----------------- | --------------------------- | ---------- | -------- |
| Unión (S)          | 1 - 4     | Central Norte (S) | De la Avenida               | 1 de junio | 16:00    |
| Crucero del Norte  | 1 - 3     | San Martín (F)    | Comandante Andrés Guacurarí | 2 de junio | 15:30    |
| Sol de América (F) | 1 - 0     | Sarmiento (LB)    | Sol de América              | 2 de junio | 16:00    |
| Juventud Antoniana | 2 - 0     | Sarmiento (R)     | Padre Ernesto Martearena    | 2 de junio | 17:00    |
| Libre: Boca Unidos |           |                   |                             |            |          |

| Fecha 13                       | Fecha 13  | Fecha 13           | Fecha 13                 | Fecha 13   | Fecha 13 |
| Local                          | Resultado | Visitante          | Estadio                  | Fecha      | Hora     |
| ------------------------------ | --------- | ------------------ | ------------------------ | ---------- | -------- |
| Sarmiento (LB)                 | 2 - 1     | Crucero del Norte  | Ciudad de La Banda       | 7 de junio | 21:00    |
| San Martín (F)                 | 2 - 0     | Juventud Antoniana | 17 de Octubre            | 9 de junio | 15:30    |
| Boca Unidos                    | 0 - 1     | Unión (S)          | Leoncio Benítez          | 9 de junio | 15:30    |
| Central Norte (S)              | 2 - 2     | Sol de América (F) | Padre Ernesto Martearena | 9 de junio | 16:00    |
| Libre: Sarmiento (Resistencia) |           |                    |                          |            |          |

| Fecha 14                 | Fecha 14  | Fecha 14          | Fecha 14                    | Fecha 14    | Fecha 14 |
| Local                    | Resultado | Visitante         | Estadio                     | Fecha       | Hora     |
| ------------------------ | --------- | ----------------- | --------------------------- | ----------- | -------- |
| Sarmiento (R)            | 0 - 1     | San Martín (F)    | Centenario                  | 14 de junio | 21:05    |
| Juventud Antoniana       | 2 - 1     | Sarmiento (LB)    | Padre Ernesto Martearena    | 14 de junio | 22:00    |
| Crucero del Norte        | 0 - 1     | Central Norte (S) | Comandante Andrés Guacurarí | 15 de junio | 15:30    |
| Sol de América (F)       | 2 - 1     | Boca Unidos       | Sol de América              | 16 de junio | 16:30    |
| Libre: Unión (Sunchales) |           |                   |                             |             |          |

| Fecha 15                    | Fecha 15  | Fecha 15           | Fecha 15                 | Fecha 15    | Fecha 15 |
| Local                       | Resultado | Visitante          | Estadio                  | Fecha       | Hora     |
| --------------------------- | --------- | ------------------ | ------------------------ | ----------- | -------- |
| Boca Unidos                 | 2 - 0     | Crucero del Norte  | Leoncio Benítez          | 23 de junio | 15:30    |
| Sarmiento (LB)              | 1 - 0     | Sarmiento (R)      | Ciudad de La Banda       | 23 de junio | 16:00    |
| Central Norte (S)           | 2 - 0     | Juventud Antoniana | Padre Ernesto Martearena | 23 de junio | 16:00    |
| Unión (S)                   | 0 - 0     | Sol de América (F) | De la Avenida            | 23 de junio | 16:00    |
| Libre: San Martín (Formosa) |           |                    |                          |             |          |

| Fecha 16                        | Fecha 16  | Fecha 16          | Fecha 16                    | Fecha 16    | Fecha 16 |
| Local                           | Resultado | Visitante         | Estadio                     | Fecha       | Hora     |
| ------------------------------- | --------- | ----------------- | --------------------------- | ----------- | -------- |
| Crucero del Norte               | 0 - 0     | Unión (S)         | Comandante Andrés Guacurarí | 30 de junio | 15:00    |
| Sarmiento (R)                   | 0 - 1     | Central Norte (S) | Centenario                  | 30 de junio | 15:30    |
| San Martín (F)                  | 1 - 1     | Sarmiento (LB)    | 17 de Octubre               | 30 de junio | 15:30    |
| Juventud Antoniana              | 2 - 0     | Boca Unidos       | Padre Ernesto Martearena    | 30 de junio | 17:10    |
| Libre: Sol de América (Formosa) |           |                   |                             |             |          |

| Fecha 17                    | Fecha 17  | Fecha 17           | Fecha 17                 | Fecha 17   | Fecha 17 |
| Local                       | Resultado | Visitante          | Estadio                  | Fecha      | Hora     |
| --------------------------- | --------- | ------------------ | ------------------------ | ---------- | -------- |
| Boca Unidos                 | 1 - 1     | Sarmiento (R)      | Leoncio Benítez          | 7 de julio | 15:30    |
| Central Norte (S)           | 2 - 0     | San Martín (F)     | Padre Ernesto Martearena | 7 de julio | 16:00    |
| Sol de América (F)          | 3 - 1     | Crucero del Norte  | Sol de América           | 7 de julio | 16:00    |
| Unión (S)                   | 3 - 2     | Juventud Antoniana | De la Avenida            | 7 de julio | 17:00    |
| Libre: Sarmiento (La Banda) |           |                    |                          |            |          |

| Fecha 18                 | Fecha 18  | Fecha 18           | Fecha 18                 | Fecha 18    | Fecha 18 |
| Local                    | Resultado | Visitante          | Estadio                  | Fecha       | Hora     |
| ------------------------ | --------- | ------------------ | ------------------------ | ----------- | -------- |
| Sarmiento (R)            | 0 - 1     | Unión (S)          | Centenario               | 14 de julio | 15:30    |
| San Martín (F)           | 1 - 3     | Boca Unidos        | 17 de Octubre            | 14 de julio | 15:30    |
| Sarmiento (LB)           | 2 - 1     | Central Norte (S)  | Ciudad de La Banda       | 14 de julio | 16:00    |
| Juventud Antoniana       | 1 - 2     | Sol de América (F) | Padre Ernesto Martearena | 14 de julio | 17:00    |
| Libre: Crucero del Norte |           |                    |                          |             |          |

| 1. |

## Segunda fase
Se disputó en dos zonas de nueve equipos cada una, por el sistema de todos contra todos, a una sola rueda. Los que ocuparon los dos primeros puestos de cada una clasificaron a la Tercera fase. El resto de los equipos pasaron a la Segunda etapa de la Reválida.

### Zona A

#### Tabla de posiciones final
| Pos. | Equipo               | Pts. | PJ | PG | PE | PP | GF | GC | Dif. |
| ---- | -------------------- | ---- | -- | -- | -- | -- | -- | -- | ---- |
| 1.º  | Ciudad de Bolívar    | 17   | 8  | 5  | 2  | 1  | 8  | 4  | 4    |
| 2.º  | Ramón Santamarina    | 14   | 8  | 4  | 2  | 2  | 11 | 6  | 5    |
| 3.º  | Villa Mitre          | 14   | 8  | 4  | 2  | 2  | 9  | 9  | 0    |
| 4.º  | Argentino (MM)       | 13   | 8  | 4  | 1  | 3  | 13 | 10 | 3    |
| 5.º  | Kimberley            | 12   | 8  | 3  | 3  | 2  | 12 | 10 | 2    |
| 6.º  | Gutiérrez            | 8    | 8  | 1  | 5  | 2  | 8  | 12 | −4   |
| 7.º  | Deportivo Camioneros | 8    | 8  | 2  | 2  | 4  | 8  | 12 | −4   |
| 8.º  | Germinal             | 7    | 8  | 2  | 1  | 5  | 7  | 9  | −2   |
| 9.º  | Olimpo               | 5    | 8  | 1  | 2  | 5  | 4  | 8  | −4   |

|  | Clasificaron a la Tercera fase y a la Copa Argentina 2025.                         |
|  | Pasaron a la Segunda etapa de la Reválida y clasificaron a la Copa Argentina 2025. |
|  | Pasaron a la Segunda etapa de la Reválida.                                         |

|  |

###### Evolución de las posiciones
| Equipo / Fecha       | 1   | 2   | 3   | 4   | 5   | 6   | 7   | 8   | 9   |
| -------------------- | --- | --- | --- | --- | --- | --- | --- | --- | --- |
| Argentino (MM)       | 6.º | 4.º | 1.º | 1.º | 1.º | 3.º | 2.º | 3.º | 4.º |
| Ciudad de Bolívar    | 4.º | 6.º | 3.º | 4.º | 5.º | 2.º | 1.º | 1.º | 1.° |
| Deportivo Camioneros | 8.º | 8.º | 8.º | 8.º | 9.º | 7.º | 7.º | 8.º | 6.º |
| Germinal             | 6.º | 9.º | 9.º | 9.º | 8.º | 9.º | 8.º | 9.º | 8.º |
| Gutiérrez            | 2.º | 1.º | 4.º | 3.º | 4.º | 6.º | 6.º | 6.º | 7.º |
| Kimberley            | 1.º | 2.º | 6.º | 6.º | 6.º | 4.º | 5.º | 4.º | 5.º |
| Olimpo               | 5.º | 3.º | 7.º | 7.º | 7.º | 8.º | 9.º | 7.º | 9.º |
| Ramón Santamarina    | 2.º | 4.º | 1.º | 2.º | 2.º | 5.º | 3.º | 5.º | 2.° |
| Villa Mitre          | 9.º | 7.º | 5.º | 5.º | 3.º | 1.º | 4.º | 2.º | 3.º |

|  |

#### Resultados
| Fecha 1           | Fecha 1   | Fecha 1              | Fecha 1                      | Fecha 1     | Fecha 1 |
| Local             | Resultado | Visitante            | Estadio                      | Fecha       | Hora    |
| ----------------- | --------- | -------------------- | ---------------------------- | ----------- | ------- |
| Gutiérrez         | 2 - 1     | Argentino (MM)       | General Gutiérrez            | 20 de julio | 18:00   |
| Ramón Santamarina | 2 - 1     | Germinal             | Municipal General San Martín | 21 de julio | 11:00   |
| Kimberley         | 2 - 0     | Villa Mitre          | José Alberto Valle           | 21 de julio | 15:00   |
| Ciudad de Bolívar | 1 - 0     | Deportivo Camioneros | Municipal Eva Perón          | 21 de julio | 15:30   |
| Libre: Olimpo     |           |                      |                              |             |         |

| Fecha 2              | Fecha 2   | Fecha 2           | Fecha 2         | Fecha 2     | Fecha 2 |
| Local                | Resultado | Visitante         | Estadio         | Fecha       | Hora    |
| -------------------- | --------- | ----------------- | --------------- | ----------- | ------- |
| Deportivo Camioneros | 0 - 0     | Gutiérrez         | Hugo Moyano     | 28 de julio | 11:00   |
| Villa Mitre          | 2 - 1     | Ciudad de Bolívar | El Fortín (BB)  | 28 de julio | 15:30   |
| Germinal             | 0 - 1     | Olimpo            | El Fortín (R)   | 28 de julio | 15:30   |
| Argentino (MM)       | 3 - 2     | Ramón Santamarina | Modesto Marrone | 28 de julio | 15:45   |
| Libre: Kimberley     |           |                   |                 |             |         |

| Fecha 3           | Fecha 3   | Fecha 3              | Fecha 3                      | Fecha 3     | Fecha 3 |
| Local             | Resultado | Visitante            | Estadio                      | Fecha       | Hora    |
| ----------------- | --------- | -------------------- | ---------------------------- | ----------- | ------- |
| Gutiérrez         | 1 - 1     | Villa Mitre          | General Gutiérrez            | 3 de agosto | 16:00   |
| Ramón Santamarina | 1 - 0     | Deportivo Camioneros | Municipal General San Martín | 4 de agosto | 11:00   |
| Olimpo            | 0 - 1     | Argentino (MM)       | Roberto Natalio Carminatti   | 4 de agosto | 15:30   |
| Ciudad de Bolívar | 1 - 0     | Kimberley            | Municipal Eva Perón          | 4 de agosto | 15:30   |
| Libre: Germinal   |           |                      |                              |             |         |

| Fecha 4                  | Fecha 4   | Fecha 4           | Fecha 4            | Fecha 4      | Fecha 4 |
| Local                    | Resultado | Visitante         | Estadio            | Fecha        | Hora    |
| ------------------------ | --------- | ----------------- | ------------------ | ------------ | ------- |
| Kimberley                | 1 - 1     | Gutiérrez         | José Alberto Valle | 10 de agosto | 15:30   |
| Deportivo Camioneros     | 0 - 0     | Olimpo            | Hugo Moyano        | 11 de agosto | 11:00   |
| Villa Mitre              | 1 - 1     | Ramón Santamarina | El Fortín (BB)     | 11 de agosto | 15:30   |
| Argentino (MM)           | 2 - 1     | Germinal          | Modesto Marrone    | 11 de agosto | 15:45   |
| Libre: Ciudad de Bolívar |           |                   |                    |              |         |

| Fecha 5                       | Fecha 5   | Fecha 5              | Fecha 5                      | Fecha 5      | Fecha 5 |
| Local                         | Resultado | Visitante            | Estadio                      | Fecha        | Hora    |
| ----------------------------- | --------- | -------------------- | ---------------------------- | ------------ | ------- |
| Gutiérrez                     | 2 - 2     | Ciudad de Bolívar    | General Gutiérrez            | 17 de agosto | 16:00   |
| Ramón Santamarina             | 0 - 0     | Kimberley            | Municipal General San Martín | 18 de agosto | 11:00   |
| Germinal                      | 2 - 0     | Deportivo Camioneros | El Fortín (R)                | 18 de agosto | 15:00   |
| Olimpo                        | 0 - 1     | Villa Mitre          | Roberto Natalio Carminatti   | 18 de agosto | 15:10   |
| Libre: Argentino (Monte Maíz) |           |                      |                              |              |         |

| Fecha 6              | Fecha 6   | Fecha 6           | Fecha 6             | Fecha 6      | Fecha 6 |
| Local                | Resultado | Visitante         | Estadio             | Fecha        | Hora    |
| -------------------- | --------- | ----------------- | ------------------- | ------------ | ------- |
| Kimberley            | 3 - 2     | Olimpo            | José Alberto Valle  | 25 de agosto | 11:00   |
| Deportivo Camioneros | 3 - 2     | Argentino (MM)    | Hugo Moyano         | 25 de agosto | 11:00   |
| Ciudad de Bolívar    | 1 - 0     | Ramón Santamarina | Municipal Eva Perón | 25 de agosto | 15:30   |
| Villa Mitre          | 1 - 0     | Germinal          | El Fortín (BB)      | 25 de agosto | 16:10   |
| Libre: Gutiérrez     |           |                   |                     |              |         |

| Fecha 7                     | Fecha 7   | Fecha 7           | Fecha 7                      | Fecha 7         | Fecha 7 |
| Local                       | Resultado | Visitante         | Estadio                      | Fecha           | Hora    |
| --------------------------- | --------- | ----------------- | ---------------------------- | --------------- | ------- |
| Ramón Santamarina           | 4 - 0     | Gutiérrez         | Municipal General San Martín | 1 de septiembre | 11:00   |
| Germinal                    | 1 - 1     | Kimberley         | El Fortín (R)                | 1 de septiembre | 15:00   |
| Olimpo                      | 0 - 1     | Ciudad de Bolívar | Roberto Natalio Carminatti   | 1 de septiembre | 15:30   |
| Argentino (MM)              | 3 - 0     | Villa Mitre       | Modesto Marrone              | 1 de septiembre | 15:45   |
| Libre: Deportivo Camioneros |           |                   |                              |                 |         |

| Fecha 8                  | Fecha 8   | Fecha 8              | Fecha 8             | Fecha 8         | Fecha 8 |
| Local                    | Resultado | Visitante            | Estadio             | Fecha           | Hora    |
| ------------------------ | --------- | -------------------- | ------------------- | --------------- | ------- |
| Ciudad de Bolívar        | 1 - 0     | Germinal             | Municipal Eva Perón | 7 de septiembre | 15:30   |
| Kimberley                | 2 - 1     | Argentino (MM)       | José Alberto Valle  | 8 de septiembre | 11:00   |
| Villa Mitre              | 3 - 1     | Deportivo Camioneros | El Fortín (BB)      | 8 de septiembre | 16:00   |
| Gutiérrez                | 1 - 1     | Olimpo               | General Gutiérrez   | 8 de septiembre | 16:30   |
| Libre: Ramón Santamarina |           |                      |                     |                 |         |

| Fecha 9              | Fecha 9   | Fecha 9           | Fecha 9                    | Fecha 9          | Fecha 9 |
| Local                | Resultado | Visitante         | Estadio                    | Fecha            | Hora    |
| -------------------- | --------- | ----------------- | -------------------------- | ---------------- | ------- |
| Germinal             | 2 - 1     | Gutiérrez         | El Fortín (R)              | 14 de septiembre | 15:00   |
| Deportivo Camioneros | 4 - 3     | Kimberley         | Hugo Moyano                | 15 de septiembre | 15:30   |
| Argentino (MM)       | 0 - 0     | Ciudad de Bolívar | Modesto Marrone            | 15 de septiembre | 15:30   |
| Olimpo               | 0 - 1     | Ramón Santamarina | Roberto Natalio Carminatti | 15 de septiembre | 15:30   |
| Libre: Villa Mitre   |           |                   |                            |                  |         |

### Zona B

#### Tabla de posiciones final
| Pos. | Equipo                      | Pts. | PJ | PG | PE | PP | GF | GC | Dif. |
| ---- | --------------------------- | ---- | -- | -- | -- | -- | -- | -- | ---- |
| 1.º  | Central Norte (S)           | 18   | 8  | 6  | 0  | 2  | 13 | 6  | 7    |
| 2.º  | Sarmiento (LB)              | 17   | 8  | 5  | 2  | 1  | 5  | 2  | 3    |
| 3.º  | San Martín (F)              | 15   | 8  | 4  | 3  | 1  | 9  | 6  | 3    |
| 4.º  | Sportivo Belgrano           | 14   | 8  | 4  | 2  | 2  | 7  | 5  | 2    |
| 5.º  | Sportivo Las Parejas        | 9    | 8  | 3  | 0  | 5  | 8  | 12 | −4   |
| 6.º  | Sol de América (F)          | 8    | 8  | 2  | 2  | 4  | 6  | 7  | −1   |
| 7.º  | Atenas (RC)                 | 8    | 8  | 2  | 2  | 4  | 5  | 8  | −3   |
| 8.º  | Defensores de Belgrano (VR) | 5    | 8  | 0  | 5  | 3  | 3  | 6  | −3   |
| 9.º  | 9 de Julio (R)              | 5    | 8  | 1  | 2  | 5  | 3  | 7  | −4   |

|  | Clasificaron a la Tercera fase y a la Copa Argentina 2025.                         |
|  | Pasaron a la Segunda etapa de la Reválida y clasificaron a la Copa Argentina 2025. |
|  | Pasaron a la Segunda etapa de la Reválida.                                         |

|  |

###### Evolución de las posiciones
| Equipo / Fecha              | 1   | 2   | 3   | 4   | 5   | 6   | 7   | 8   | 9   |
| --------------------------- | --- | --- | --- | --- | --- | --- | --- | --- | --- |
| 9 de Julio (R)              | 5.º | 9.º | 8.º | 7.º | 8.º | 9.º | 7.º | 8.º | 9.º |
| Atenas (RC)                 | 7.º | 5.º | 4.º | 5.º | 3.º | 6.º | 6.º | 7.º | 7.º |
| Central Norte (S)           | 1.º | 2.º | 2.º | 1.º | 1.º | 1.º | 1.º | 1.º | 1.º |
| Defensores de Belgrano (VR) | 6.º | 7.º | 9.º | 8.º | 9.º | 8.º | 9.º | 9.º | 8.º |
| San Martín (F)              | 1.º | 1.º | 1.º | 2.º | 2.º | 3.º | 2.º | 4.º | 3.º |
| Sarmiento (LB)              | 8.º | 6.º | 6.º | 6.º | 4.º | 2.º | 3.º | 2.º | 2.º |
| Sol de América (F)          | 8.º | 7.º | 7.º | 9.º | 7.º | 7.º | 8.º | 6.º | 6.º |
| Sportivo Belgrano           | 4.º | 3.º | 5.º | 3.º | 6.º | 5.º | 4.º | 3.º | 4.º |
| Sportivo Las Parejas        | 3.º | 4.º | 3.º | 3.º | 5.º | 4.º | 5.º | 5.º | 5.º |

|  |

#### Resultados
| Fecha 1                     | Fecha 1   | Fecha 1                     | Fecha 1                  | Fecha 1     | Fecha 1 |
| Local                       | Resultado | Visitante                   | Estadio                  | Fecha       | Hora    |
| --------------------------- | --------- | --------------------------- | ------------------------ | ----------- | ------- |
| Sportivo Las Parejas        | 2 - 1     | Defensores de Belgrano (VR) | 4 de Septiembre          | 21 de julio | 15:30   |
| Central Norte (S)           | 2 - 0     | Sarmiento (LB)              | Padre Ernesto Martearena | 21 de julio | 16:00   |
| Sol de América (F)          | 0 - 2     | San Martín (F)              | Sol de América           | 21 de julio | 16:00   |
| Sportivo Belgrano           | 1 - 0     | Atenas (RC)                 | Juan Pablo Francia       | 21 de julio | 16:00   |
| Libre: 9 de Julio (Rafaela) |           |                             |                          |             |         |

| Fecha 2                     | Fecha 2   | Fecha 2              | Fecha 2            | Fecha 2     | Fecha 2 |
| Local                       | Resultado | Visitante            | Estadio            | Fecha       | Hora    |
| --------------------------- | --------- | -------------------- | ------------------ | ----------- | ------- |
| Defensores de Belgrano (VR) | 0 - 0     | Sol de América (F)   | Salomón Boeseldín  | 27 de julio | 16:00   |
| Atenas (RC)                 | 1 - 0     | Sportivo Las Parejas | 9 de Julio         | 28 de julio | 15:00   |
| San Martín (F)              | 2 - 1     | Central Norte (S)    | 17 de Octubre      | 28 de julio | 15:30   |
| Sarmiento (LB)              | 1 - 0     | 9 de Julio (R)       | Ciudad de La Banda | 28 de julio | 16:00   |
| Libre: Sportivo Belgrano    |           |                      |                    |             |         |

| Fecha 3                     | Fecha 3   | Fecha 3                     | Fecha 3                  | Fecha 3     | Fecha 3 |
| Local                       | Resultado | Visitante                   | Estadio                  | Fecha       | Hora    |
| --------------------------- | --------- | --------------------------- | ------------------------ | ----------- | ------- |
| 9 de Julio (R)              | 0 - 0     | San Martín (F)              | Germán Solterman         | 4 de agosto | 15:30   |
| Sportivo Las Parejas        | 1 - 0     | Sportivo Belgrano           | 4 de Septiembre          | 4 de agosto | 15:30   |
| Sol de América (F)          | 1 - 1     | Atenas (RC)                 | Sol de América           | 4 de agosto | 15:30   |
| Central Norte (S)           | 1 - 0     | Defensores de Belgrano (VR) | Padre Ernesto Martearena | 4 de agosto | 17:00   |
| Libre: Sarmiento (La Banda) |           |                             |                          |             |         |

| Fecha 4                     | Fecha 4   | Fecha 4            | Fecha 4            | Fecha 4      | Fecha 4 |
| Local                       | Resultado | Visitante          | Estadio            | Fecha        | Hora    |
| --------------------------- | --------- | ------------------ | ------------------ | ------------ | ------- |
| San Martín (F)              | 0 - 0     | Sarmiento (LB)     | 17 de Octubre      | 11 de agosto | 15:30   |
| Sportivo Belgrano           | 2 - 1     | Sol de América (F) | Juan Pablo Francia | 11 de agosto | 16:00   |
| Defensores de Belgrano (VR) | 1 - 1     | 9 de Julio (R)     | Salomón Boeseldín  | 11 de agosto | 16:00   |
| Atenas (RC)                 | 1 - 2     | Central Norte (S)  | 9 de Julio         | 11 de agosto | 17:00   |
| Libre: Sportivo Las Parejas |           |                    |                    |              |         |

| Fecha 5                     | Fecha 5   | Fecha 5                     | Fecha 5                  | Fecha 5      | Fecha 5 |
| Local                       | Resultado | Visitante                   | Estadio                  | Fecha        | Hora    |
| --------------------------- | --------- | --------------------------- | ------------------------ | ------------ | ------- |
| Sarmiento (LB)              | 1 - 0     | Defensores de Belgrano (VR) | Ciudad de La Banda       | 16 de agosto | 21:30   |
| 9 de Julio (R)              | 0 - 1     | Atenas (RC)                 | Germán Solterman         | 18 de agosto | 14:30   |
| Sol de América (F)          | 2 - 0     | Sportivo Las Parejas        | Sol de América           | 18 de agosto | 16:00   |
| Central Norte (S)           | 3 - 0     | Sportivo Belgrano           | Padre Ernesto Martearena | 18 de agosto | 17:00   |
| Libre: San Martín (Formosa) |           |                             |                          |              |         |

| Fecha 6                         | Fecha 6   | Fecha 6           | Fecha 6            | Fecha 6      | Fecha 6 |
| Local                           | Resultado | Visitante         | Estadio            | Fecha        | Hora    |
| ------------------------------- | --------- | ----------------- | ------------------ | ------------ | ------- |
| Sportivo Las Parejas            | 3 - 2     | Central Norte (S) | 4 de Septiembre    | 25 de agosto | 16:00   |
| Sportivo Belgrano               | 1 - 0     | 9 de Julio (R)    | Juan Pablo Francia | 25 de agosto | 16:00   |
| Atenas (RC)                     | 0 - 1     | Sarmiento (LB)    | 9 de Julio         | 25 de agosto | 16:00   |
| Defensores de Belgrano (VR)     | 0 - 0     | San Martín (F)    | Salomón Boeseldín  | 25 de agosto | 16:00   |
| Libre: Sol de América (Formosa) |           |                   |                    |              |         |

| Fecha 7                                       | Fecha 7   | Fecha 7              | Fecha 7                  | Fecha 7         | Fecha 7 |
| Local                                         | Resultado | Visitante            | Estadio                  | Fecha           | Hora    |
| --------------------------------------------- | --------- | -------------------- | ------------------------ | --------------- | ------- |
| Sarmiento (LB)                                | 0 - 0     | Sportivo Belgrano    | Ciudad de La Banda       | 30 de agosto    | 21:30   |
| San Martín (F)                                | 2 - 0     | Atenas (RC)          | 17 de Octubre            | 1 de septiembre | 15:15   |
| 9 de Julio (R)                                | 2 - 0     | Sportivo Las Parejas | Germán Solterman         | 1 de septiembre | 16:30   |
| Central Norte (S)                             | 1 - 0     | Sol de América (F)   | Padre Ernesto Martearena | 1 de septiembre | 17:00   |
| Libre: Defensores de Belgrano (Villa Ramallo) |           |                      |                          |                 |         |

| Fecha 8                      | Fecha 8   | Fecha 8                     | Fecha 8            | Fecha 8         | Fecha 8 |
| Local                        | Resultado | Visitante                   | Estadio            | Fecha           | Hora    |
| ---------------------------- | --------- | --------------------------- | ------------------ | --------------- | ------- |
| Sportivo Belgrano            | 3 - 0     | San Martín (F)              | Juan Pablo Francia | 6 de septiembre | 21:00   |
| Sol de América (F)           | 2 - 0     | 9 de Julio (R)              | Sol de América     | 8 de septiembre | 16:00   |
| Sportivo Las Parejas         | 0 - 1     | Sarmiento (LB)              | 4 de Septiembre    | 8 de septiembre | 16:00   |
| Atenas (RC)                  | 1 - 1     | Defensores de Belgrano (VR) | 9 de Julio         | 8 de septiembre | 16:00   |
| Libre: Central Norte (Salta) |           |                             |                    |                 |         |

| Fecha 9                     | Fecha 9   | Fecha 9              | Fecha 9            | Fecha 9          | Fecha 9 |
| Local                       | Resultado | Visitante            | Estadio            | Fecha            | Hora    |
| --------------------------- | --------- | -------------------- | ------------------ | ---------------- | ------- |
| Defensores de Belgrano (VR) | 0 - 0     | Sportivo Belgrano    | Salomón Boeseldín  | 15 de septiembre | 15:30   |
| San Martín (F)              | 3 - 2     | Sportivo Las Parejas | 17 de Octubre      | 15 de septiembre | 15:30   |
| Sarmiento (LB)              | 1 - 0     | Sol de América (F)   | Ciudad de La Banda | 15 de septiembre | 15:30   |
| 9 de Julio (R)              | 0 - 1     | Central Norte (S)    | Germán Solterman   | 15 de septiembre | 15:30   |
| Libre: Atenas (Río Cuarto)  |           |                      |                    |                  |         |

## Cuadro de desarrollo
|  | Tercera fase          | Tercera fase          | Tercera fase          | Tercera fase          | Tercera fase          |   |                | Cuarta fase    | Cuarta fase  | Cuarta fase  |  |
|  | 22 y 29 de septiembre | 22 y 29 de septiembre | 22 y 29 de septiembre | 22 y 29 de septiembre | 22 y 29 de septiembre |   |                | 6 de octubre   | 6 de octubre | 6 de octubre |  |
|  |                       |                       |                       |                       |                       |   |                |                |              |              |  |
|  |                       |                       |                       |                       |                       |   |                |                |              |              |  |
|  | 1.º-A                 | Ciudad de Bolívar     | 0                     | 0                     | 0                     |   |                |                |              |              |  |
|  | 1.º-A                 | Ciudad de Bolívar     | 0                     | 0                     | 0                     |   |                |                |              |              |  |
|  | 2.º-B                 | Sarmiento (LB)        | 1                     | 0                     | 1                     |   |                |                |              |              |  |
|  | 2.º-B                 | Sarmiento (LB)        | 1                     | 0                     | 1                     |   | Sarmiento (LB) | Sarmiento (LB) | 0 (3)        |              |  |
|  |                       |                       |                       |                       |                       |   | Sarmiento (LB) | Sarmiento (LB) | 0 (3)        |              |  |
|  |                       |                       | Central Norte (S)     | Central Norte (S)     | 0 (4)                 |   |                |                |              |              |  |
|  | 1.º-B                 | Central Norte (S)     | Central Norte (S)     | Central Norte (S)     | 0 (4)                 | 0 | 1              | 1              |              |              |  |
|  | 1.º-B                 | Central Norte (S)     |                       |                       |                       | 0 | 1              | 1              |              |              |  |
|  | 2.º-A                 | Ramón Santamarina     | 0                     | 0                     | 0                     |   |                |                |              |              |  |
|  | 2.º-A                 | Ramón Santamarina     | 0                     | 0                     | 0                     |   |                |                |              |              |  |
|  |                       |                       |                       |                       |                       |   |                |                |              |              |  |

## Tercera fase
La disputaron los cuatro equipos clasificados en los dos primeros puestos de cada una de las zonas de la Segunda fase, enfrentándose por eliminación directa, a doble partido, el primero de una con el segundo de la otra. Los ganadores clasificaron a la Cuarta fase y los perdedores pasaron a la Tercera etapa de la Reválida. En caso de empate en el resultado global, el ganador hubiera sido el que ocupó el primer puesto en su zona.

### Partidos de ida
| 22 de septiembre, 11:15 | Ramón Santamarina | 0:0     | Central Norte (S) | Estadio Municipal General San Martín, Tandil |                                    |
|                         |                   | Reporte |                   | Árbitro(s): Matías Billione Carpio           | Árbitro(s): Matías Billione Carpio |

| 22 de septiembre, 19:00 | Sarmiento (LB) | 1:0 (1:0) | Ciudad de Bolívar | Estadio Ciudad de La Banda, La Banda |                       |
|                         | Garzón 45+3'   | Reporte   |                   | Árbitro(s): José Díaz                | Árbitro(s): José Díaz |

### Partidos de vuelta
| 29 de septiembre, 16:00 | Ciudad de Bolívar | 0:0 (Global 0:1) | Sarmiento (LB) | Estadio Municipal Eva Perón, San Carlos de Bolívar |                                    |
|                         |                   | Reporte          |                | Árbitro(s): Matias Billione Carpio                 | Árbitro(s): Matias Billione Carpio |

| 29 de septiembre, 18:00 | Central Norte (S) | 1:0 (1:0) (Global 1:0) | Ramón Santamarina | Estadio Padre Ernesto Martearena, Salta |                             |
|                         | Lesman 17'        | Reporte                |                   | Árbitro(s): Fernando Rekers             | Árbitro(s): Fernando Rekers |

## Cuarta fase
La disputaron los ganadores de la Tercera fase, a un solo partido, en sede neutral. Al haber terminado empatado se ejecutaron tiros desde el punto penal. El vencedor obtuvo el campeonato y logró el ascenso a la Primera Nacional. El perdedor pasó a la Tercera etapa de la Reválida.

### Partido
| 6 de octubre, 18:15 | Sarmiento (LB)                                             | 0:0 (3:4 p.)               | Central Norte (S)                                          | Estadio Bicentenario Ciudad de Catamarca, Catamarca |                          |
| |                                                            | Reporte                    |                                                            | Árbitro(s): Nahuel Viñas                            | Árbitro(s): Nahuel Viñas |
| |                                                            | Tiros desde el punto penal |                                                            |                                                     |                          |
| | Toloza · P. López · Salto · Herrera · Chamorro · I. Suárez |                            | Molina · Lesman · E. Giménez · Huiculef · Genes · C. Gómez |                                                     |                          |
| Central Norte (S) se consagró campeón y ascendió a la Primera Nacional. Sarmiento (LB) pasó a la Tercera etapa de la Reválida. |                                                            |                            |                                                            |                                                     |                          |

## Reválida

### Primera etapa
La disputaron diecinueve equipos, divididos en dos zonas, una de nueve y otra de diez participantes, por el sistema de todos contra todos, a una sola rueda. Los seis primeros clasificaron a la Segunda etapa, mientras que el séptimo y el octavo de cada una terminaron su participación en el torneo, junto con los tres descendidos. Estos fueron el último de la Zona A y los dos últimos de la Zona B del régimen de descenso, uno de los cuales, al haber terminado en un puesto de clasificación, debió resignarlo para que fuera ocupado por el equipo ubicado en la siguiente posición.

#### Zona A

##### Tabla de posiciones final
| Pos. | Equipo                       | Pts. | PJ | PG | PE | PP | GF | GC | Dif. |
| ---- | ---------------------------- | ---- | -- | -- | -- | -- | -- | -- | ---- |
| 1.º  | Deportivo Rincón             | 19   | 8  | 6  | 1  | 1  | 10 | 1  | 9    |
| 2.º  | Juventud Unida Universitario | 12   | 8  | 3  | 3  | 2  | 10 | 6  | 4    |
| 3.º  | Ferro Carril Oeste (GP)      | 12   | 8  | 3  | 3  | 2  | 9  | 6  | 3    |
| 4.º  | Cipolletti                   | 12   | 8  | 2  | 6  | 0  | 4  | 2  | 2    |
| 5.º  | Sportivo Estudiantes (SL)    | 12   | 8  | 3  | 3  | 2  | 10 | 10 | 0    |
| 6.º  | Huracán Las Heras            | 11   | 8  | 3  | 2  | 3  | 5  | 8  | −3   |
| 7.º  | San Martín (SM)              | 6    | 8  | 1  | 3  | 4  | 8  | 11 | −3   |
| 8.º  | Sol de Mayo (V)              | 6    | 8  | 1  | 3  | 4  | 7  | 14 | −7   |
| 9.º  | Círculo Deportivo            | 5    | 8  | 1  | 2  | 5  | 6  | 11 | −5   |

|  | Clasificaron a la Segunda etapa.          |
|  | Terminaron su participación en el torneo. |

| 1. |

###### Evolución de las posiciones
| Equipo / Fecha               | 1   | 2   | 3   | 4   | 5   | 6   | 7   | 8   | 9   |
| ---------------------------- | --- | --- | --- | --- | --- | --- | --- | --- | --- |
| Cipolletti                   | -   | 5.º | 5.º | 6.º | 4.º | 3.º | 4.º | 4.º | 4.º |
| Círculo Deportivo            | 7.º | 7.º | 9.º | 9.º | 9.º | 9.º | 9.º | 9.º | 9.º |
| Deportivo Rincón             | 2.º | 1.º | 1.º | 1.º | 1.º | 1.º | 1.º | 1.º | 1.° |
| Ferro Carril Oeste (GP)      | 8.º | 8.º | 7.º | 8.º | 8.º | 7.º | 6.º | 6.º | 3.º |
| Huracán Las Heras            | 4.º | 4.º | 8.º | 4.º | 6.º | 5.º | 5.º | 5.º | 6.º |
| Juventud Unida Universitario | 8.º | 9.º | 4.º | 3.º | 2.º | 2.º | 3.º | 3.º | 2.º |
| San Martín (SM)              | 4.º | 5.º | 5.º | 7.º | 5.º | 6.º | 7.º | 7.º | 7.º |
| Sol de Mayo (V)              | 1.º | 2.º | 3.º | 5.º | 7.º | 8.º | 8.º | 8.º | 8.º |
| Sportivo Estudiantes (SL)    | 2.º | 3.º | 2.º | 2.º | 3.º | 4.º | 2.º | 2.º | 5.º |

|  |

##### Resultados
| Fecha 1                      | Fecha 1   | Fecha 1                   | Fecha 1                       | Fecha 1     | Fecha 1 |
| Local                        | Resultado | Visitante                 | Estadio                       | Fecha       | Hora    |
| ---------------------------- | --------- | ------------------------- | ----------------------------- | ----------- | ------- |
| Ferro Carril Oeste (GP)      | 0 - 1     | Deportivo Rincón          | El Coloso del Barrio Talleres | 21 de julio | 14:15   |
| Sol de Mayo (V)              | 2 - 1     | Círculo Deportivo         | Sol de Mayo                   | 21 de julio | 15:00   |
| San Martín (SM)              | 1 - 1     | Huracán Las Heras         | Libertador General San Martín | 21 de julio | 15:30   |
| Juventud Unida Universitario | 0 - 1     | Sportivo Estudiantes (SL) | Mario Sebastián Diez          | 21 de julio | 16:00   |
| Libre: Cipolletti            |           |                           |                               |             |         |

| Fecha 2                        | Fecha 2   | Fecha 2                      | Fecha 2                       | Fecha 2     | Fecha 2 |
| Local                          | Resultado | Visitante                    | Estadio                       | Fecha       | Hora    |
| ------------------------------ | --------- | ---------------------------- | ----------------------------- | ----------- | ------- |
| Deportivo Rincón               | 2 - 0     | Juventud Unida Universitario | Elías Moisés Gómez            | 28 de julio | 15:00   |
| Círculo Deportivo              | 1 - 1     | Cipolletti                   | Guillermo Trama               | 28 de julio | 15:00   |
| Huracán Las Heras              | 0 - 0     | Ferro Carril Oeste (GP)      | General San Martín            | 28 de julio | 15:30   |
| Sportivo Estudiantes (SL)      | 2 - 2     | Sol de Mayo (V)              | Héctor Odicino y Pedro Benoza | 28 de julio | 16:00   |
| Libre: San Martín (San Martín) |           |                              |                               |             |         |

| Fecha 3                      | Fecha 3   | Fecha 3                   | Fecha 3                       | Fecha 3     | Fecha 3 |
| Local                        | Resultado | Visitante                 | Estadio                       | Fecha       | Hora    |
| ---------------------------- | --------- | ------------------------- | ----------------------------- | ----------- | ------- |
| Ferro Carril Oeste (GP)      | 1 - 1     | San Martín (SM)           | El Coloso del Barrio Talleres | 3 de agosto | 15:00   |
| Sol de Mayo (V)              | 0 - 1     | Deportivo Rincón          | Sol de Mayo                   | 4 de agosto | 15:00   |
| Cipolletti                   | 1 - 1     | Sportivo Estudiantes (SL) | La Visera de Cemento          | 4 de agosto | 15:30   |
| Juventud Unida Universitario | 3 - 0     | Huracán Las Heras         | Mario Sebastián Diez          | 4 de agosto | 15:45   |
| Libre: Círculo Deportivo     |           |                           |                               |             |         |

| Fecha 4                                  | Fecha 4   | Fecha 4                      | Fecha 4                       | Fecha 4      | Fecha 4 |
| Local                                    | Resultado | Visitante                    | Estadio                       | Fecha        | Hora    |
| ---------------------------------------- | --------- | ---------------------------- | ----------------------------- | ------------ | ------- |
| Deportivo Rincón                         | 0 - 0     | Cipolletti                   | Elías Moisés Gómez            | 11 de agosto | 15:00   |
| Huracán Las Heras                        | 2 - 1     | Sol de Mayo (V)              | General San Martín            | 11 de agosto | 15:30   |
| San Martín (SM)                          | 1 - 2     | Juventud Unida Universitario | Libertador General San Martín | 11 de agosto | 15:45   |
| Sportivo Estudiantes (SL)                | 2 - 1     | Círculo Deportivo            | Héctor Odicino y Pedro Benoza | 11 de agosto | 16:00   |
| Libre: Ferro Carril Oeste (General Pico) |           |                              |                               |              |         |

| Fecha 5                                | Fecha 5   | Fecha 5                 | Fecha 5              | Fecha 5      | Fecha 5 |
| Local                                  | Resultado | Visitante               | Estadio              | Fecha        | Hora    |
| -------------------------------------- | --------- | ----------------------- | -------------------- | ------------ | ------- |
| Círculo Deportivo                      | 0 - 1     | Deportivo Rincón        | Guillermo Trama      | 18 de agosto | 15:00   |
| Cipolletti                             | 1 - 0     | Huracán Las Heras       | La Visera de Cemento | 18 de agosto | 15:30   |
| Sol de Mayo (V)                        | 1 - 4     | San Martín (SM)         | Sol de Mayo          | 18 de agosto | 15:30   |
| Juventud Unida Universitario           | 3 - 0     | Ferro Carril Oeste (GP) | Mario Sebastián Diez | 18 de agosto | 15:45   |
| Libre: Sportivo Estudiantes (San Luis) |           |                         |                      |              |         |

| Fecha 6                             | Fecha 6   | Fecha 6                   | Fecha 6                       | Fecha 6      | Fecha 6 |
| Local                               | Resultado | Visitante                 | Estadio                       | Fecha        | Hora    |
| ----------------------------------- | --------- | ------------------------- | ----------------------------- | ------------ | ------- |
| Ferro Carril Oeste (GP)             | 3 - 0     | Sol de Mayo (V)           | El Coloso del Barrio Talleres | 24 de agosto | 15:00   |
| Deportivo Rincón                    | 3 - 0     | Sportivo Estudiantes (SL) | Elías Moisés Gómez            | 25 de agosto | 15:00   |
| Huracán Las Heras                   | 1 - 0     | Círculo Deportivo         | General San Martín            | 25 de agosto | 15:30   |
| San Martín (SM)                     | 0 - 1     | Cipolletti                | Libertador General San Martín | 25 de agosto | 15:45   |
| Libre: Juventud Unida Universitario |           |                           |                               |              |         |

| Fecha 7                   | Fecha 7   | Fecha 7                      | Fecha 7                       | Fecha 7         | Fecha 7 |
| Local                     | Resultado | Visitante                    | Estadio                       | Fecha           | Hora    |
| ------------------------- | --------- | ---------------------------- | ----------------------------- | --------------- | ------- |
| Círculo Deportivo         | 2 - 0     | San Martín (SM)              | Guillermo Trama               | 1 de septiembre | 15:00   |
| Sol de Mayo (V)           | 1 - 1     | Juventud Unida Universitario | Sol de Mayo                   | 1 de septiembre | 15:00   |
| Cipolletti                | 0 - 0     | Ferro Carril Oeste (GP)      | La Visera de Cemento          | 1 de septiembre | 15:30   |
| Sportivo Estudiantes (SL) | 2 - 0     | Huracán Las Heras            | Héctor Odicino y Pedro Benoza | 1 de septiembre | 15:30   |
| Libre: Deportivo Rincón   |           |                              |                               |                 |         |

| Fecha 8                      | Fecha 8   | Fecha 8                   | Fecha 8                       | Fecha 8         | Fecha 8 |
| Local                        | Resultado | Visitante                 | Estadio                       | Fecha           | Hora    |
| ---------------------------- | --------- | ------------------------- | ----------------------------- | --------------- | ------- |
| Ferro Carril Oeste (GP)      | 3 - 0     | Círculo Deportivo         | El Coloso del Barrio Talleres | 7 de septiembre | 15:00   |
| Huracán Las Heras            | 1 - 0     | Deportivo Rincón          | General San Martín            | 8 de septiembre | 15:30   |
| Juventud Unida Universitario | 0 - 0     | Cipolletti                | Mario Sebastián Diez          | 8 de septiembre | 15:45   |
| San Martín (SM)              | 1 - 1     | Sportivo Estudiantes (SL) | Libertador General San Martín | 8 de septiembre | 16:00   |
| Libre: Sol de Mayo (V)       |           |                           |                               |                 |         |

| Fecha 9                   | Fecha 9   | Fecha 9                      | Fecha 9                       | Fecha 9          | Fecha 9 |
| Local                     | Resultado | Visitante                    | Estadio                       | Fecha            | Hora    |
| ------------------------- | --------- | ---------------------------- | ----------------------------- | ---------------- | ------- |
| Deportivo Rincón          | 2 - 0     | San Martín (SM)              | Elías Moisés Gómez            | 15 de septiembre | 15:30   |
| Sportivo Estudiantes (SL) | 1 - 2     | Ferro Carril Oeste (GP)      | Héctor Odicino y Pedro Benoza | 15 de septiembre | 15:30   |
| Círculo Deportivo         | 1 - 1     | Juventud Unida Universitario | Guillermo Trama               | 15 de septiembre | 15:30   |
| Cipolletti                | 0 - 0     | Sol de Mayo (V)              | La Visera de Cemento          | 15 de septiembre | 15:30   |
| Libre: Huracán Las Heras  |           |                              |                               |                  |         |

#### Zona B

##### Tabla de posiciones final
| Pos. | Equipo                        | Pts. | PJ | PG | PE | PP | GF | GC | Dif. |
| ---- | ----------------------------- | ---- | -- | -- | -- | -- | -- | -- | ---- |
| 1.º  | Douglas Haig                  | 19   | 9  | 5  | 4  | 0  | 14 | 7  | 7    |
| 2.º  | Boca Unidos                   | 18   | 9  | 5  | 3  | 1  | 12 | 9  | 3    |
| 3.º  | Independiente (C)             | 16   | 9  | 4  | 4  | 1  | 17 | 10 | 7    |
| 4.º  | Sarmiento (R)                 | 13   | 9  | 3  | 4  | 2  | 6  | 6  | 0    |
| 5.º  | Gimnasia y Esgrima (CdU)      | 12   | 9  | 4  | 0  | 5  | 9  | 8  | 1    |
| 6.º  | El Linqueño                   | 10   | 9  | 2  | 4  | 3  | 5  | 8  | −3   |
| 7.º  | Crucero del Norte             | 9    | 9  | 2  | 3  | 4  | 4  | 11 | −7   |
| 8.º  | Juventud Antoniana            | 8    | 9  | 2  | 2  | 5  | 6  | 10 | −4   |
| 9.º  | Unión (S)                     | 7    | 9  | 1  | 4  | 4  | 11 | 11 | 0    |
| 10.º | Defensores de Pronunciamiento | 7    | 9  | 1  | 4  | 4  | 6  | 10 | −4   |

|  | Clasificaron a la Segunda etapa.          |
|  | Terminaron su participación en el torneo. |

|  |

###### Evolución de las posiciones
| Equipo / Fecha                | 1    | 2    | 3    | 4    | 5    | 6    | 7    | 8    | 9    |
| ----------------------------- | ---- | ---- | ---- | ---- | ---- | ---- | ---- | ---- | ---- |
| Boca Unidos                   | 3.º  | 2.º  | 3.º  | 1.º  | 2.º  | 3.º  | 2.º  | 2.º  | 2.º  |
| Crucero del Norte             | 10.º | 9.º  | 10.º | 10.º | 10.º | 9.º  | 10.º | 7.º  | 7.º  |
| Defensores de Pronunciamiento | 9.º  | 8.º  | 9.º  | 9.º  | 9.º  | 10.º | 9.º  | 10.º | 10.º |
| Douglas Haig                  | 2.º  | 4.º  | 1.º  | 2.º  | 1.º  | 1.º  | 1.º  | 1.º  | 1.º  |
| El Linqueño                   | 5.º  | 7.º  | 5.º  | 4.º  | 4.º  | 4.º  | 5.º  | 5.º  | 6.º  |
| Gimnasia y Esgrima (CdU)      | 7.º  | 10.º | 6.º  | 8.º  | 6.º  | 8.º  | 4.º  | 6.º  | 5.º  |
| Independiente (C)             | 4.º  | 3.º  | 2.º  | 3.º  | 3.º  | 2.º  | 3.º  | 3.º  | 3.º  |
| Juventud Antoniana            | 8.º  | 5.º  | 7.º  | 7.º  | 8.º  | 6.º  | 7.º  | 8.º  | 8.º  |
| Sarmiento (R)                 | 5.º  | 6.º  | 8.º  | 5.º  | 5.º  | 5.º  | 6.º  | 4.º  | 4.º  |
| Unión (S)                     | 1.º  | 1.º  | 4.º  | 6.º  | 7.º  | 7.º  | 8.º  | 9.º  | 9.º  |

|  |

##### Resultados
| Fecha 1                       | Fecha 1   | Fecha 1                  | Fecha 1               | Fecha 1     | Fecha 1 |
| Local                         | Resultado | Visitante                | Estadio               | Fecha       | Hora    |
| ----------------------------- | --------- | ------------------------ | --------------------- | ----------- | ------- |
| El Linqueño                   | 0 - 0     | Sarmiento (R)            | Leonardo Costa        | 20 de julio | 13:15   |
| Defensores de Pronunciamiento | 0 - 2     | Douglas Haig             | Delio Cardozo         | 21 de julio | 15:00   |
| Independiente (C)             | 1 - 0     | Juventud Antoniana       | Raúl Orlando Lungarzo | 21 de julio | 15:00   |
| Boca Unidos                   | 2 - 1     | Gimnasia y Esgrima (CdU) | Leoncio Benítez       | 21 de julio | 15:30   |
| Unión (S)                     | 5 - 0     | Crucero del Norte        | De la Avenida         | 21 de julio | 17:00   |

| Fecha 2                  | Fecha 2   | Fecha 2                       | Fecha 2                     | Fecha 2     | Fecha 2 |
| Local                    | Resultado | Visitante                     | Estadio                     | Fecha       | Hora    |
| ------------------------ | --------- | ----------------------------- | --------------------------- | ----------- | ------- |
| Crucero del Norte        | 0 - 0     | Independiente (C)             | Comandante Andrés Guacurarí | 27 de julio | 15:00   |
| Gimnasia y Esgrima (CdU) | 0 - 1     | Douglas Haig                  | Manuel y Ramón Núñez        | 28 de julio | 15:30   |
| Unión (S)                | 1 - 1     | Defensores de Pronunciamiento | De la Avenida               | 28 de julio | 15:30   |
| Sarmiento (R)            | 0 - 0     | Boca Unidos                   | Centenario                  | 28 de julio | 16:00   |
| Juventud Antoniana       | 2 - 1     | El Linqueño                   | Padre Ernesto Martearena    | 28 de julio | 16:30   |

| Fecha 3                       | Fecha 3   | Fecha 3                  | Fecha 3               | Fecha 3     | Fecha 3 |
| Local                         | Resultado | Visitante                | Estadio               | Fecha       | Hora    |
| ----------------------------- | --------- | ------------------------ | --------------------- | ----------- | ------- |
| Douglas Haig                  | 1 - 0     | Sarmiento (R)            | Miguel Morales        | 4 de agosto | 15:00   |
| Independiente (C)             | 4 - 2     | Unión (S)                | Raúl Orlando Lungarzo | 4 de agosto | 15:00   |
| Defensores de Pronunciamiento | 0 - 1     | Gimnasia y Esgrima (CdU) | Delio Cardozo         | 4 de agosto | 15:30   |
| Boca Unidos                   | 2 - 0     | Juventud Antoniana       | Leoncio Benítez       | 4 de agosto | 15:30   |
| El Linqueño                   | 1 - 0     | Crucero del Norte        | Leonardo Costa        | 4 de agosto | 15:30   |

| Fecha 4            | Fecha 4   | Fecha 4                       | Fecha 4                     | Fecha 4      | Fecha 4 |
| Local              | Resultado | Visitante                     | Estadio                     | Fecha        | Hora    |
| ------------------ | --------- | ----------------------------- | --------------------------- | ------------ | ------- |
| Independiente (C)  | 1 - 1     | Defensores de Pronunciamiento | Raúl Orlando Lungarzo       | 11 de agosto | 15:00   |
| Crucero del Norte  | 1 - 2     | Boca Unidos                   | Comandante Andrés Guacurarí | 11 de agosto | 15:15   |
| Unión (S)          | 0 - 1     | El Linqueño                   | De la Avenida               | 11 de agosto | 15:30   |
| Juventud Antoniana | 1 - 1     | Douglas Haig                  | Padre Ernesto Martearena    | 11 de agosto | 16:00   |
| Sarmiento (R)      | 1 - 0     | Gimnasia y Esgrima (CdU)      | Centenario                  | 11 de agosto | 16:15   |

| Fecha 5                       | Fecha 5   | Fecha 5            | Fecha 5              | Fecha 5      | Fecha 5 |
| Local                         | Resultado | Visitante          | Estadio              | Fecha        | Hora    |
| ----------------------------- | --------- | ------------------ | -------------------- | ------------ | ------- |
| Boca Unidos                   | 1 - 1     | Unión (S)          | Leoncio Benítez      | 17 de agosto | 15:30   |
| Defensores de Pronunciamiento | 0 - 1     | Sarmiento (R)      | Delio Cardozo        | 18 de agosto | 15:00   |
| Gimnasia y Esgrima (CdU)      | 2 - 0     | Juventud Antoniana | Manuel y Ramón Núñez | 18 de agosto | 15:30   |
| Douglas Haig                  | 2 - 0     | Crucero del Norte  | Miguel Morales       | 18 de agosto | 16:00   |
| El Linqueño                   | 0 - 0     | Independiente (C)  | Leonardo Costa       | 18 de agosto | 16:00   |

| Fecha 6            | Fecha 6   | Fecha 6                       | Fecha 6                     | Fecha 6      | Fecha 6 |
| Local              | Resultado | Visitante                     | Estadio                     | Fecha        | Hora    |
| ------------------ | --------- | ----------------------------- | --------------------------- | ------------ | ------- |
| Independiente (C)  | 4 - 0     | Boca Unidos                   | Raúl Orlando Lungarzo       | 24 de agosto | 15:00   |
| Unión (S)          | 1 - 1     | Douglas Haig                  | De la Avenida               | 24 de agosto | 16:00   |
| Crucero del Norte  | 1 - 0     | Gimnasia y Esgrima (CdU)      | Comandante Andrés Guacurarí | 25 de agosto | 15:00   |
| El Linqueño        | 1 - 1     | Defensores de Pronunciamiento | Leonardo Costa              | 25 de agosto | 15:30   |
| Juventud Antoniana | 2 - 0     | Sarmiento (R)                 | Padre Ernesto Martearena    | 25 de agosto | 17:00   |

| Fecha 7                       | Fecha 7   | Fecha 7            | Fecha 7              | Fecha 7         | Fecha 7 |
| Local                         | Resultado | Visitante          | Estadio              | Fecha           | Hora    |
| ----------------------------- | --------- | ------------------ | -------------------- | --------------- | ------- |
| Douglas Haig                  | 4 - 3     | Independiente (C)  | Miguel Morales       | 1 de septiembre | 15:00   |
| Defensores de Pronunciamiento | 2 - 1     | Juventud Antoniana | Delio Cardozo        | 1 de septiembre | 15:30   |
| Sarmiento (R)                 | 1 - 1     | Crucero del Norte  | Centenario           | 1 de septiembre | 15:30   |
| Gimnasia y Esgrima (CdU)      | 1 - 0     | Unión (S)          | Manuel y Ramón Núñez | 1 de septiembre | 15:30   |
| Boca Unidos                   | 2 - 0     | El Linqueño        | Leoncio Benítez      | 1 de septiembre | 16:00   |

| Fecha 8           | Fecha 8   | Fecha 8                       | Fecha 8                     | Fecha 8         | Fecha 8 |
| Local             | Resultado | Visitante                     | Estadio                     | Fecha           | Hora    |
| ----------------- | --------- | ----------------------------- | --------------------------- | --------------- | ------- |
| El Linqueño       | 1 - 1     | Douglas Haig                  | Leonardo Costa              | 8 de septiembre | 11:00   |
| Crucero del Norte | 1 - 0     | Juventud Antoniana            | Comandante Andrés Guacurarí | 8 de septiembre | 15:00   |
| Independiente (C) | 3 - 2     | Gimnasia y Esgrima (CdU)      | Raúl Orlando Lungarzo       | 8 de septiembre | 15:30   |
| Unión (S)         | 1 - 2     | Sarmiento (R)                 | De la Avenida               | 8 de septiembre | 15:30   |
| Boca Unidos       | 2 - 1     | Defensores de Pronunciamiento | Leoncio Benítez             | 8 de septiembre | 16:00   |

| Fecha 9                       | Fecha 9   | Fecha 9           | Fecha 9                  | Fecha 9          | Fecha 9 |
| Local                         | Resultado | Visitante         | Estadio                  | Fecha            | Hora    |
| ----------------------------- | --------- | ----------------- | ------------------------ | ---------------- | ------- |
| Douglas Haig                  | 1 - 1     | Boca Unidos       | Miguel Morales           | 15 de septiembre | 11:00   |
| Sarmiento (R)                 | 1 - 1     | Independiente (C) | Centenario               | 15 de septiembre | 15:30   |
| Defensores de Pronunciamiento | 0 - 0     | Crucero del Norte | Delio Cardozo            | 16 de septiembre | 15:30   |
| Juventud Antoniana            | 0 - 0     | Unión (S)         | Padre Ernesto Martearena | 16 de septiembre | 15:30   |
| Gimnasia y Esgrima (CdU)      | 2 - 0     | El Linqueño       | Manuel y Ramón Núñez     | 16 de septiembre | 15:30   |

| 1. |

### Cuadro de desarrollo
|  | Segunda etapa                    | Segunda etapa                    | Segunda etapa                    | Segunda etapa                    | Segunda etapa                    |   |   | Tercera etapa       | Tercera etapa       | Tercera etapa       | Tercera etapa       | Tercera etapa       |  |   | Cuarta etapa                    | Cuarta etapa                    | Cuarta etapa                    | Cuarta etapa                    | Cuarta etapa                    |  |   | Quinta etapa         | Quinta etapa         | Quinta etapa         | Quinta etapa         | Quinta etapa         |  |   | Sexta etapa                      | Sexta etapa                      | Sexta etapa                      | Sexta etapa                      | Sexta etapa                      |  |
|  | 27 de septiembre al 7 de octubre | 27 de septiembre al 7 de octubre | 27 de septiembre al 7 de octubre | 27 de septiembre al 7 de octubre | 27 de septiembre al 7 de octubre |   |   | 12 al 20 de octubre | 12 al 20 de octubre | 12 al 20 de octubre | 12 al 20 de octubre | 12 al 20 de octubre |  |   | 26 de octubre al 3 de noviembre | 26 de octubre al 3 de noviembre | 26 de octubre al 3 de noviembre | 26 de octubre al 3 de noviembre | 26 de octubre al 3 de noviembre |  |   | 10 y 17 de noviembre | 10 y 17 de noviembre | 10 y 17 de noviembre | 10 y 17 de noviembre | 10 y 17 de noviembre |  |   | 24 de noviembre y 1 de diciembre | 24 de noviembre y 1 de diciembre | 24 de noviembre y 1 de diciembre | 24 de noviembre y 1 de diciembre | 24 de noviembre y 1 de diciembre |  |
|  |                                  |                                  |                                  |                                  |                                  |   |   |                     |                     |                     |                     |                     |  |   |                                 |                                 |                                 |                                 |                                 |  |   |                      |                      |                      |                      |                      |  |   |                                  |                                  |                                  |                                  |                                  |  |
|  |                                  |                                  |                                  |                                  |                                  |   |   |                     |                     |                     |                     |                     |  |   |                                 |                                 |                                 |                                 |                                 |  |   |                      |                      |                      |                      |                      |  |   |                                  |                                  |                                  |                                  |                                  |  |
|  |                                  |                                  |                                  |                                  |                                  |   |   |                     |                     |                     |                     |                     |  |   |                                 |                                 |                                 |                                 |                                 |  |   |                      |                      |                      |                      |                      |  |   |                                  |                                  |                                  |                                  |                                  |  |
|  |                                  |                                  |                                  |                                  |                                  |   |   |                     |                     |                     |                     |                     |  |   |                                 |                                 |                                 |                                 |                                 |  |   |                      |                      |                      |                      |                      |  |   |                                  |                                  |                                  |                                  |                                  |  |
|  |                                  |                                  |                                  |                                  |                                  |   |   |                     |                     |                     |                     |                     |  |   |                                 |                                 |                                 |                                 |                                 |  |   |                      |                      |                      |                      |                      |  |   |                                  |                                  |                                  |                                  |                                  |  |
|  |                                  | 1                                | Sarmiento (LB)                   | 3                                | 1                                | 4 |   |                     |                     |                     |                     |                     |  |   |                                 |                                 |                                 |                                 |                                 |  |   |                      |                      |                      |                      |                      |  |   |                                  |                                  |                                  |                                  |                                  |  |
|  |                                  |                                  |                                  |                                  |                                  | 4 |   |                     |                     |                     |                     |                     |  |   |                                 |                                 |                                 |                                 |                                 |  |   |                      |                      |                      |                      |                      |  |   |                                  |                                  |                                  |                                  |                                  |  |
|  |                                  |                                  | 16                               | Sportivo Estudiantes (SL)        | 1                                | 0 | 1 |                     |                     |                     |                     |                     |  |   |                                 |                                 |                                 |                                 |                                 |  |   |                      |                      |                      |                      |                      |  |   |                                  |                                  |                                  |                                  |                                  |  |
|  | 6                                | Sportivo Las Parejas             | 16                               | Sportivo Estudiantes (SL)        | 1                                | 0 | 1 | 1                   | 1                   | 2                   |                     |                     |  |   |                                 |                                 |                                 |                                 |                                 |  |   |                      |                      |                      |                      |                      |  |   |                                  |                                  |                                  |                                  |                                  |  |
|  | 6                                | Sportivo Las Parejas             |                                  |                                  |                                  |   |   |                     |                     | 2                   |                     |                     |  |   |                                 |                                 |                                 |                                 |                                 |  |   |                      |                      |                      |                      |                      |  |   |                                  |                                  |                                  |                                  |                                  |  |
|  | 21                               | Sportivo Estudiantes (SL)        | 1                                | 2                                | 3                                |   |   |                     |                     |                     |                     |                     |  |   |                                 |                                 |                                 |                                 |                                 |  |   |                      |                      |                      |                      |                      |  |   |                                  |                                  |                                  |                                  |                                  |  |
|  | 21                               | Sportivo Estudiantes (SL)        | 1                                | 2                                | 3                                |   |   |                     |                     |                     |                     |                     |  | 1 | Sarmiento (LB) (v.d.)           | 1                               | 1                               | 2                               |                                 |  |   |                      |                      |                      |                      |                      |  |   |                                  |                                  |                                  |                                  |                                  |  |
|  |                                  |                                  |                                  |                                  |                                  |   |   |                     |                     |                     |                     |                     |  | 1 | Sarmiento (LB) (v.d.)           | 1                               | 1                               | 2                               |                                 |  |   |                      |                      |                      |                      |                      |  |   |                                  |                                  |                                  |                                  |                                  |  |
|  |                                  |                                  | 8                                | Olimpo                           | 1                                | 1 | 2 |                     |                     |                     |                     |                     |  |   |                                 |                                 |                                 |                                 |                                 |  |   |                      |                      |                      |                      |                      |  |   |                                  |                                  |                                  |                                  |                                  |  |
|  | 1                                | San Martín (F)                   | 8                                | Olimpo                           | 1                                | 1 | 2 | 0                   | 2                   | 2                   |                     |                     |  |   |                                 |                                 |                                 |                                 |                                 |  |   |                      |                      |                      |                      |                      |  |   |                                  |                                  |                                  |                                  |                                  |  |
|  | 1                                | San Martín (F)                   |                                  |                                  |                                  |   |   |                     |                     | 2                   |                     |                     |  |   |                                 |                                 |                                 |                                 |                                 |  |   |                      |                      |                      |                      |                      |  |   |                                  |                                  |                                  |                                  |                                  |  |
|  | 26                               | San Martín (SM)                  | 0                                | 0                                | 0                                |   |   |                     |                     |                     |                     |                     |  |   |                                 |                                 |                                 |                                 |                                 |  |   |                      |                      |                      |                      |                      |  |   |                                  |                                  |                                  |                                  |                                  |  |
|  | 26                               | San Martín (SM)                  | 0                                | 0                                | 0                                |   | 4 | San Martín (F)      | 0                   | 1                   | 1                   |                     |  |   |                                 |                                 |                                 |                                 |                                 |  |   |                      |                      |                      |                      |                      |  |   |                                  |                                  |                                  |                                  |                                  |  |
|  |                                  |                                  |                                  |                                  |                                  |   | 4 | San Martín (F)      | 0                   | 1                   | 1                   |                     |  |   |                                 |                                 |                                 |                                 |                                 |  |   |                      |                      |                      |                      |                      |  |   |                                  |                                  |                                  |                                  |                                  |  |
|  |                                  |                                  | 13                               | Olimpo                           | 1                                | 2 | 3 |                     |                     |                     |                     |                     |  |   |                                 |                                 |                                 |                                 |                                 |  |   |                      |                      |                      |                      |                      |  |   |                                  |                                  |                                  |                                  |                                  |  |
|  | 13                               | Olimpo (v.d.)                    | 13                               | Olimpo                           | 1                                | 2 | 3 | 1                   | 2                   | 3                   |                     |                     |  |   |                                 |                                 |                                 |                                 |                                 |  |   |                      |                      |                      |                      |                      |  |   |                                  |                                  |                                  |                                  |                                  |  |
|  | 13                               | Olimpo (v.d.)                    |                                  |                                  |                                  |   |   |                     |                     | 3                   |                     |                     |  |   |                                 |                                 |                                 |                                 |                                 |  |   |                      |                      |                      |                      |                      |  |   |                                  |                                  |                                  |                                  |                                  |  |
|  | 14                               | 9 de Julio (R)                   | 3                                | 0                                | 3                                |   |   |                     |                     |                     |                     |                     |  |   |                                 |                                 |                                 |                                 |                                 |  |   |                      |                      |                      |                      |                      |  |   |                                  |                                  |                                  |                                  |                                  |  |
|  | 14                               | 9 de Julio (R)                   | 3                                | 0                                | 3                                |   |   |                     |                     |                     |                     |                     |  |   |                                 |                                 |                                 |                                 |                                 |  | 1 | Sarmiento (LB)       | 1                    | 2                    | 3                    |                      |  |   |                                  |                                  |                                  |                                  |                                  |  |
|  |                                  |                                  |                                  |                                  |                                  |   |   |                     |                     |                     |                     |                     |  |   |                                 |                                 |                                 |                                 |                                 |  | 1 | Sarmiento (LB)       | 1                    | 2                    | 3                    |                      |  |   |                                  |                                  |                                  |                                  |                                  |  |
|  |                                  |                                  | 4                                | Germinal                         | 0                                | 1 | 1 |                     |                     |                     |                     |                     |  |   |                                 |                                 |                                 |                                 |                                 |  |   |                      |                      |                      |                      |                      |  |   |                                  |                                  |                                  |                                  |                                  |  |
|  |                                  |                                  | 4                                | Germinal                         | 0                                | 1 | 1 |                     |                     |                     |                     |                     |  |   |                                 |                                 |                                 |                                 |                                 |  |   |                      |                      |                      |                      |                      |  |   |                                  |                                  |                                  |                                  |                                  |  |
|  |                                  |                                  |                                  |                                  |                                  |   |   |                     |                     |                     |                     |                     |  |   |                                 |                                 |                                 |                                 |                                 |  |   |                      |                      |                      |                      |                      |  |   |                                  |                                  |                                  |                                  |                                  |  |
|  |                                  |                                  |                                  |                                  |                                  |   |   |                     |                     |                     |                     |                     |  |   |                                 |                                 |                                 |                                 |                                 |  |   |                      |                      |                      |                      |                      |  |   |                                  |                                  |                                  |                                  |                                  |  |
|  |                                  | 2                                | Ciudad de Bolívar (v.d.)         | 0                                | 1                                | 1 |   |                     |                     |                     |                     |                     |  |   |                                 |                                 |                                 |                                 |                                 |  |   |                      |                      |                      |                      |                      |  |   |                                  |                                  |                                  |                                  |                                  |  |
|  |                                  |                                  |                                  |                                  |                                  | 1 |   |                     |                     |                     |                     |                     |  |   |                                 |                                 |                                 |                                 |                                 |  |   |                      |                      |                      |                      |                      |  |   |                                  |                                  |                                  |                                  |                                  |  |
|  |                                  |                                  | 15                               | Independiente (C)                | 1                                | 0 | 1 |                     |                     |                     |                     |                     |  |   |                                 |                                 |                                 |                                 |                                 |  |   |                      |                      |                      |                      |                      |  |   |                                  |                                  |                                  |                                  |                                  |  |
|  | 8                                | Gutiérrez                        | 15                               | Independiente (C)                | 1                                | 0 | 1 | 1                   | 0                   | 1                   |                     |                     |  |   |                                 |                                 |                                 |                                 |                                 |  |   |                      |                      |                      |                      |                      |  |   |                                  |                                  |                                  |                                  |                                  |  |
|  | 8                                | Gutiérrez                        |                                  |                                  |                                  |   |   |                     |                     | 1                   |                     |                     |  |   |                                 |                                 |                                 |                                 |                                 |  |   |                      |                      |                      |                      |                      |  |   |                                  |                                  |                                  |                                  |                                  |  |
|  | 19                               | Independiente (C)                | 2                                | 0                                | 2                                |   |   |                     |                     |                     |                     |                     |  |   |                                 |                                 |                                 |                                 |                                 |  |   |                      |                      |                      |                      |                      |  |   |                                  |                                  |                                  |                                  |                                  |  |
|  | 19                               | Independiente (C)                | 2                                | 0                                | 2                                |   |   |                     |                     |                     |                     |                     |  | 2 | Ciudad de Bolívar               | 0                               | 0                               | 0                               |                                 |  |   |                      |                      |                      |                      |                      |  |   |                                  |                                  |                                  |                                  |                                  |  |
|  |                                  |                                  |                                  |                                  |                                  |   |   |                     |                     |                     |                     |                     |  | 2 | Ciudad de Bolívar               | 0                               | 0                               | 0                               |                                 |  |   |                      |                      |                      |                      |                      |  |   |                                  |                                  |                                  |                                  |                                  |  |
|  |                                  |                                  | 7                                | Germinal                         | 0                                | 1 | 1 |                     |                     |                     |                     |                     |  |   |                                 |                                 |                                 |                                 |                                 |  |   |                      |                      |                      |                      |                      |  |   |                                  |                                  |                                  |                                  |                                  |  |
|  | 3                                | Sportivo Belgrano                | 7                                | Germinal                         | 0                                | 1 | 1 | 1                   | 2                   | 3                   |                     |                     |  |   |                                 |                                 |                                 |                                 |                                 |  |   |                      |                      |                      |                      |                      |  |   |                                  |                                  |                                  |                                  |                                  |  |
|  | 3                                | Sportivo Belgrano                |                                  |                                  |                                  |   |   |                     |                     | 3                   |                     |                     |  |   |                                 |                                 |                                 |                                 |                                 |  |   |                      |                      |                      |                      |                      |  |   |                                  |                                  |                                  |                                  |                                  |  |
|  | 24                               | Gimnasia y Esgrima (CdU)         | 2                                | 0                                | 2                                |   |   |                     |                     |                     |                     |                     |  |   |                                 |                                 |                                 |                                 |                                 |  |   |                      |                      |                      |                      |                      |  |   |                                  |                                  |                                  |                                  |                                  |  |
|  | 24                               | Gimnasia y Esgrima (CdU)         | 2                                | 0                                | 2                                |   | 6 | Sportivo Belgrano   | 0                   | 1                   | 1                   |                     |  |   |                                 |                                 |                                 |                                 |                                 |  |   |                      |                      |                      |                      |                      |  |   |                                  |                                  |                                  |                                  |                                  |  |
|  |                                  |                                  |                                  |                                  |                                  |   | 6 | Sportivo Belgrano   | 0                   | 1                   | 1                   |                     |  |   |                                 |                                 |                                 |                                 |                                 |  |   |                      |                      |                      |                      |                      |  |   |                                  |                                  |                                  |                                  |                                  |  |
|  |                                  |                                  | 11                               | Germinal                         | 2                                | 0 | 2 |                     |                     |                     |                     |                     |  |   |                                 |                                 |                                 |                                 |                                 |  |   |                      |                      |                      |                      |                      |  |   |                                  |                                  |                                  |                                  |                                  |  |
|  | 11                               | Germinal (v.d.)                  | 11                               | Germinal                         | 2                                | 0 | 2 | 1                   | 1                   | 2                   |                     |                     |  |   |                                 |                                 |                                 |                                 |                                 |  |   |                      |                      |                      |                      |                      |  |   |                                  |                                  |                                  |                                  |                                  |  |
|  | 11                               | Germinal (v.d.)                  |                                  |                                  |                                  |   |   |                     |                     | 2                   |                     |                     |  |   |                                 |                                 |                                 |                                 |                                 |  |   |                      |                      |                      |                      |                      |  |   |                                  |                                  |                                  |                                  |                                  |  |
|  | 16                               | Douglas Haig                     | 1                                | 1                                | 2                                |   |   |                     |                     |                     |                     |                     |  |   |                                 |                                 |                                 |                                 |                                 |  |   |                      |                      |                      |                      |                      |  |   |                                  |                                  |                                  |                                  |                                  |  |
|  | 16                               | Douglas Haig                     | 1                                | 1                                | 2                                |   |   |                     |                     |                     |                     |                     |  |   |                                 |                                 |                                 |                                 |                                 |  |   |                      |                      |                      |                      |                      |  | 1 | Sarmiento (LB)                   | 0                                | 3                                | 3                                |                                  |  |
|  |                                  |                                  |                                  |                                  |                                  |   |   |                     |                     |                     |                     |                     |  |   |                                 |                                 |                                 |                                 |                                 |  |   |                      |                      |                      |                      |                      |  | 1 | Sarmiento (LB)                   | 0                                | 3                                | 3                                |                                  |  |
|  |                                  |                                  | 2                                | Villa Mitre                      | 1                                | 1 | 2 |                     |                     |                     |                     |                     |  |   |                                 |                                 |                                 |                                 |                                 |  |   |                      |                      |                      |                      |                      |  |   |                                  |                                  |                                  |                                  |                                  |  |
|  |                                  |                                  | 2                                | Villa Mitre                      | 1                                | 1 | 2 |                     |                     |                     |                     |                     |  |   |                                 |                                 |                                 |                                 |                                 |  |   |                      |                      |                      |                      |                      |  |   |                                  |                                  |                                  |                                  |                                  |  |
|  |                                  |                                  |                                  |                                  |                                  |   |   |                     |                     |                     |                     |                     |  |   |                                 |                                 |                                 |                                 |                                 |  |   |                      |                      |                      |                      |                      |  |   |                                  |                                  |                                  |                                  |                                  |  |
|  |                                  |                                  |                                  |                                  |                                  |   |   |                     |                     |                     |                     |                     |  |   |                                 |                                 |                                 |                                 |                                 |  |   |                      |                      |                      |                      |                      |  |   |                                  |                                  |                                  |                                  |                                  |  |
|  |                                  | 3                                | Ramón Santamarina                | 0                                | 3                                | 3 |   |                     |                     |                     |                     |                     |  |   |                                 |                                 |                                 |                                 |                                 |  |   |                      |                      |                      |                      |                      |  |   |                                  |                                  |                                  |                                  |                                  |  |
|  |                                  |                                  |                                  |                                  |                                  | 3 |   |                     |                     |                     |                     |                     |  |   |                                 |                                 |                                 |                                 |                                 |  |   |                      |                      |                      |                      |                      |  |   |                                  |                                  |                                  |                                  |                                  |  |
|  |                                  |                                  | 14                               | Juventud Unida Universitario     | 0                                | 0 | 0 |                     |                     |                     |                     |                     |  |   |                                 |                                 |                                 |                                 |                                 |  |   |                      |                      |                      |                      |                      |  |   |                                  |                                  |                                  |                                  |                                  |  |
|  | 9                                | Atenas (RC)                      | 14                               | Juventud Unida Universitario     | 0                                | 0 | 0 | 0                   | 0                   | 0                   |                     |                     |  |   |                                 |                                 |                                 |                                 |                                 |  |   |                      |                      |                      |                      |                      |  |   |                                  |                                  |                                  |                                  |                                  |  |
|  | 9                                | Atenas (RC)                      |                                  |                                  |                                  |   |   |                     |                     | 0                   |                     |                     |  |   |                                 |                                 |                                 |                                 |                                 |  |   |                      |                      |                      |                      |                      |  |   |                                  |                                  |                                  |                                  |                                  |  |
|  | 18                               | Juventud Unida Universitario     | 3                                | 0                                | 3                                |   |   |                     |                     |                     |                     |                     |  |   |                                 |                                 |                                 |                                 |                                 |  |   |                      |                      |                      |                      |                      |  |   |                                  |                                  |                                  |                                  |                                  |  |
|  | 18                               | Juventud Unida Universitario     | 3                                | 0                                | 3                                |   |   |                     |                     |                     |                     |                     |  | 3 | Ramón Santamarina               | 0                               | 3                               | 3                               |                                 |  |   |                      |                      |                      |                      |                      |  |   |                                  |                                  |                                  |                                  |                                  |  |
|  |                                  |                                  |                                  |                                  |                                  |   |   |                     |                     |                     |                     |                     |  | 3 | Ramón Santamarina               | 0                               | 3                               | 3                               |                                 |  |   |                      |                      |                      |                      |                      |  |   |                                  |                                  |                                  |                                  |                                  |  |
|  |                                  |                                  | 6                                | Sol de América (F)               | 1                                | 1 | 2 |                     |                     |                     |                     |                     |  |   |                                 |                                 |                                 |                                 |                                 |  |   |                      |                      |                      |                      |                      |  |   |                                  |                                  |                                  |                                  |                                  |  |
|  | 5                                | Kimberley (v.d.)                 | 6                                | Sol de América (F)               | 1                                | 1 | 2 | 0                   | 2                   | 2                   |                     |                     |  |   |                                 |                                 |                                 |                                 |                                 |  |   |                      |                      |                      |                      |                      |  |   |                                  |                                  |                                  |                                  |                                  |  |
|  | 5                                | Kimberley (v.d.)                 |                                  |                                  |                                  |   |   |                     |                     | 2                   |                     |                     |  |   |                                 |                                 |                                 |                                 |                                 |  |   |                      |                      |                      |                      |                      |  |   |                                  |                                  |                                  |                                  |                                  |  |
|  | 22                               | Sarmiento (R)                    | 1                                | 1                                | 2                                |   |   |                     |                     |                     |                     |                     |  |   |                                 |                                 |                                 |                                 |                                 |  |   |                      |                      |                      |                      |                      |  |   |                                  |                                  |                                  |                                  |                                  |  |
|  | 22                               | Sarmiento (R)                    | 1                                | 1                                | 2                                |   | 8 | Kimberley           | 0                   | 1                   | 1                   |                     |  |   |                                 |                                 |                                 |                                 |                                 |  |   |                      |                      |                      |                      |                      |  |   |                                  |                                  |                                  |                                  |                                  |  |
|  |                                  |                                  |                                  |                                  |                                  |   | 8 | Kimberley           | 0                   | 1                   | 1                   |                     |  |   |                                 |                                 |                                 |                                 |                                 |  |   |                      |                      |                      |                      |                      |  |   |                                  |                                  |                                  |                                  |                                  |  |
|  |                                  |                                  | 9                                | Sol de América (F)               | 1                                | 1 | 2 |                     |                     |                     |                     |                     |  |   |                                 |                                 |                                 |                                 |                                 |  |   |                      |                      |                      |                      |                      |  |   |                                  |                                  |                                  |                                  |                                  |  |
|  | 7                                | Sol de América (F)               | 9                                | Sol de América (F)               | 1                                | 1 | 2 | 0                   | 3                   | 3                   |                     |                     |  |   |                                 |                                 |                                 |                                 |                                 |  |   |                      |                      |                      |                      |                      |  |   |                                  |                                  |                                  |                                  |                                  |  |
|  | 7                                | Sol de América (F)               |                                  |                                  |                                  |   |   |                     |                     | 3                   |                     |                     |  |   |                                 |                                 |                                 |                                 |                                 |  |   |                      |                      |                      |                      |                      |  |   |                                  |                                  |                                  |                                  |                                  |  |
|  | 20                               | Cipolletti                       | 0                                | 1                                | 1                                |   |   |                     |                     |                     |                     |                     |  |   |                                 |                                 |                                 |                                 |                                 |  |   |                      |                      |                      |                      |                      |  |   |                                  |                                  |                                  |                                  |                                  |  |
|  | 20                               | Cipolletti                       | 0                                | 1                                | 1                                |   |   |                     |                     |                     |                     |                     |  |   |                                 |                                 |                                 |                                 |                                 |  | 2 | Ramón Santamarina    | 0                    | 1                    | 1                    |                      |  |   |                                  |                                  |                                  |                                  |                                  |  |
|  |                                  |                                  |                                  |                                  |                                  |   |   |                     |                     |                     |                     |                     |  |   |                                 |                                 |                                 |                                 |                                 |  | 2 | Ramón Santamarina    | 0                    | 1                    | 1                    |                      |  |   |                                  |                                  |                                  |                                  |                                  |  |
|  |                                  |                                  | 3                                | Villa Mitre                      | 1                                | 1 | 2 |                     |                     |                     |                     |                     |  |   |                                 |                                 |                                 |                                 |                                 |  |   |                      |                      |                      |                      |                      |  |   |                                  |                                  |                                  |                                  |                                  |  |
|  | 2                                | Villa Mitre                      | 3                                | Villa Mitre                      | 1                                | 1 | 2 | 1                   | 1                   | 2                   |                     |                     |  |   |                                 |                                 |                                 |                                 |                                 |  |   |                      |                      |                      |                      |                      |  |   |                                  |                                  |                                  |                                  |                                  |  |
|  | 2                                | Villa Mitre                      |                                  |                                  |                                  |   |   |                     |                     | 2                   |                     |                     |  |   |                                 |                                 |                                 |                                 |                                 |  |   |                      |                      |                      |                      |                      |  |   |                                  |                                  |                                  |                                  |                                  |  |
|  | 25                               | El Linqueño                      | 0                                | 0                                | 0                                |   |   |                     |                     |                     |                     |                     |  |   |                                 |                                 |                                 |                                 |                                 |  |   |                      |                      |                      |                      |                      |  |   |                                  |                                  |                                  |                                  |                                  |  |
|  | 25                               | El Linqueño                      | 0                                | 0                                | 0                                |   | 5 | Villa Mitre (v.d.)  | 1                   | 2                   | 3                   |                     |  |   |                                 |                                 |                                 |                                 |                                 |  |   |                      |                      |                      |                      |                      |  |   |                                  |                                  |                                  |                                  |                                  |  |
|  |                                  |                                  |                                  |                                  |                                  |   | 5 | Villa Mitre (v.d.)  | 1                   | 2                   | 3                   |                     |  |   |                                 |                                 |                                 |                                 |                                 |  |   |                      |                      |                      |                      |                      |  |   |                                  |                                  |                                  |                                  |                                  |  |
|  |                                  |                                  | 12                               | Defensores de Belgrano (VR)      | 3                                | 0 | 3 |                     |                     |                     |                     |                     |  |   |                                 |                                 |                                 |                                 |                                 |  |   |                      |                      |                      |                      |                      |  |   |                                  |                                  |                                  |                                  |                                  |  |
|  | 12                               | Defensores de Belgrano (VR)      | 12                               | Defensores de Belgrano (VR)      | 3                                | 0 | 3 | 2                   | 1                   | 3                   |                     |                     |  |   |                                 |                                 |                                 |                                 |                                 |  |   |                      |                      |                      |                      |                      |  |   |                                  |                                  |                                  |                                  |                                  |  |
|  | 12                               | Defensores de Belgrano (VR)      |                                  |                                  |                                  |   |   |                     |                     | 3                   |                     |                     |  |   |                                 |                                 |                                 |                                 |                                 |  |   |                      |                      |                      |                      |                      |  |   |                                  |                                  |                                  |                                  |                                  |  |
|  | 15                               | Deportivo Rincón                 | 0                                | 2                                | 2                                |   |   |                     |                     |                     |                     |                     |  |   |                                 |                                 |                                 |                                 |                                 |  |   |                      |                      |                      |                      |                      |  |   |                                  |                                  |                                  |                                  |                                  |  |
|  | 15                               | Deportivo Rincón                 | 0                                | 2                                | 2                                |   |   |                     |                     |                     |                     |                     |  | 4 | Villa Mitre (v.d.)              | 1                               | 2                               | 3                               |                                 |  |   |                      |                      |                      |                      |                      |  |   |                                  |                                  |                                  |                                  |                                  |  |
|  |                                  |                                  |                                  |                                  |                                  |   |   |                     |                     |                     |                     |                     |  | 4 | Villa Mitre (v.d.)              | 1                               | 2                               | 3                               |                                 |  |   |                      |                      |                      |                      |                      |  |   |                                  |                                  |                                  |                                  |                                  |  |
|  |                                  |                                  | 5                                | Argentino (MM)                   | 2                                | 1 | 3 |                     |                     |                     |                     |                     |  |   |                                 |                                 |                                 |                                 |                                 |  |   |                      |                      |                      |                      |                      |  |   |                                  |                                  |                                  |                                  |                                  |  |
|  | 4                                | Argentino (MM)                   | 5                                | Argentino (MM)                   | 2                                | 1 | 3 | 0                   | 2                   | 2                   |                     |                     |  |   |                                 |                                 |                                 |                                 |                                 |  |   |                      |                      |                      |                      |                      |  |   |                                  |                                  |                                  |                                  |                                  |  |
|  | 4                                | Argentino (MM)                   |                                  |                                  |                                  |   |   |                     |                     | 2                   |                     |                     |  |   |                                 |                                 |                                 |                                 |                                 |  |   |                      |                      |                      |                      |                      |  |   |                                  |                                  |                                  |                                  |                                  |  |
|  | 23                               | Huracán Las Heras                | 0                                | 1                                | 1                                |   |   |                     |                     |                     |                     |                     |  |   |                                 |                                 |                                 |                                 |                                 |  |   |                      |                      |                      |                      |                      |  |   |                                  |                                  |                                  |                                  |                                  |  |
|  | 23                               | Huracán Las Heras                | 0                                | 1                                | 1                                |   | 7 | Argentino (MM)      | 1                   | 3                   | 4                   |                     |  |   |                                 |                                 |                                 |                                 |                                 |  |   |                      |                      |                      |                      |                      |  |   |                                  |                                  |                                  |                                  |                                  |  |
|  |                                  |                                  |                                  |                                  |                                  |   | 7 | Argentino (MM)      | 1                   | 3                   | 4                   |                     |  |   |                                 |                                 |                                 |                                 |                                 |  |   |                      |                      |                      |                      |                      |  |   |                                  |                                  |                                  |                                  |                                  |  |
|  |                                  |                                  | 10                               | Deportivo Camioneros             | 1                                | 1 | 2 |                     |                     |                     |                     |                     |  |   |                                 |                                 |                                 |                                 |                                 |  |   |                      |                      |                      |                      |                      |  |   |                                  |                                  |                                  |                                  |                                  |  |
|  | 10                               | Deportivo Camioneros             | 10                               | Deportivo Camioneros             | 1                                | 1 | 2 | 2                   | 4                   | 6                   |                     |                     |  |   |                                 |                                 |                                 |                                 |                                 |  |   |                      |                      |                      |                      |                      |  |   |                                  |                                  |                                  |                                  |                                  |  |
|  | 10                               | Deportivo Camioneros             |                                  |                                  |                                  |   |   |                     |                     | 6                   |                     |                     |  |   |                                 |                                 |                                 |                                 |                                 |  |   |                      |                      |                      |                      |                      |  |   |                                  |                                  |                                  |                                  |                                  |  |
|  | 17                               | Boca Unidos                      | 4                                | 1                                | 5                                |   |   |                     |                     |                     |                     |                     |  |   |                                 |                                 |                                 |                                 |                                 |  |   |                      |                      |                      |                      |                      |  |   |                                  |                                  |                                  |                                  |                                  |  |
|  | 17                               | Boca Unidos                      | 4                                | 1                                | 5                                |   |   |                     |                     |                     |                     |                     |  |   |                                 |                                 |                                 |                                 |                                 |  |   |                      |                      |                      |                      |                      |  |   |                                  |                                  |                                  |                                  |                                  |  |
|  |                                  |                                  |                                  |                                  |                                  |   |   |                     |                     |                     |                     |                     |  |   |                                 |                                 |                                 |                                 |                                 |  |   |                      |                      |                      |                      |                      |  |   |                                  |                                  |                                  |                                  |                                  |  |

- Nota: El equipo con el menor número de orden y que ocupa la primera línea es el que define la serie como local.

### Segunda etapa
La disputaron veintiséis equipos, catorce provenientes de la Segunda fase y doce de la Primera etapa, por eliminación directa, a doble partido. Los enfrentamientos se determinaron por una tabla de ordenamiento, enfrentándose, sucesivamente, los mejor contra los peor ubicados (1 con 26, 2 con 25, 3 con 24, etc.). Los trece ganadores clasificaron a la Tercera etapa. En caso de empate en el resultado global, el clasificado fue el equipo mejor ubicado en la tabla de ordenamiento.

#### Tabla de ordenamiento
Se numeró a los equipos según la posición y el rendimiento obtenido anteriormente. Las primeras posiciones las ocuparon los provenientes de la Segunda fase y las restantes los que participaron de la Primera etapa.
| Orden | Equipo                       | Pos. | Prom. | Pts. | GF | GC | Dif. |
| ----- | ---------------------------- | ---- | ----- | ---- | -- | -- | ---- |
| 1     | San Martín (F)               | 3.º  | —     | 15   | —  | —  | —    |
| 2     | Villa Mitre                  | 3.º  | —     | 14   | —  | —  | —    |
| 3     | Sportivo Belgrano            | 4.º  | —     | 14   | —  | —  | —    |
| 4     | Argentino (MM)               | 4.º  | —     | 13   | —  | —  | —    |
| 5     | Kimberley                    | 5.º  | —     | 12   | —  | —  | —    |
| 6     | Sportivo Las Parejas         | 5.º  | —     | 9    | —  | —  | —    |
| 7     | Sol de América (F)           | 6.º  | —     | 8    | 6  | 7  | -1   |
| 8     | Gutiérrez                    | 6.º  | —     | 8    | 8  | 12 | -4   |
| 9     | Atenas (RC)                  | 7.º  | —     | 8    | 5  | 8  | -3   |
| 10    | Deportivo Camioneros         | 7.º  | —     | 8    | 8  | 12 | -4   |
| 11    | Germinal                     | 8.º  | —     | 7    | —  | —  | —    |
| 12    | Defensores de Belgrano (VR)  | 8.º  | —     | 5    | —  | —  | —    |
| 13    | Olimpo                       | 9.º  | —     | 5    | 4  | 8  | -4   |
| 14    | 9 de Julio (R)               | 9.º  | —     | 5    | 3  | 7  | -4   |
| 15    | Deportivo Rincón             | 1.º  | 2,375 | —    | —  | —  | —    |
| 16    | Douglas Haig                 | 1.º  | 2,111 | —    | —  | —  | —    |
| 17    | Boca Unidos                  | 2.º  | 2,000 | —    | —  | —  | —    |
| 18    | Juventud Unida Universitario | 2.º  | 1,500 | —    | —  | —  | —    |
| 19    | Independiente (C)            | 3.º  | 1,778 | —    | —  | —  | —    |
| 20    | Cipolletti                   | 3.º  | 1,500 | —    | —  | —  | —    |
| 21    | Sportivo Estudiantes (SL)    | 4.º  | 1,500 | —    | —  | —  | —    |
| 22    | Sarmiento (R)                | 4.º  | 1,444 | —    | —  | —  | —    |
| 23    | Huracán Las Heras            | 5.º  | 1,375 | —    | —  | —  | —    |
| 24    | Gimnasia y Esgrima (CdU)     | 5.º  | 1,333 | —    | —  | —  | —    |
| 25    | El Linqueño                  | 6.º  | 1,111 | —    | —  | —  | —    |
| 26    | San Martín (SM)              | 6.º  | 0,750 | —    | —  | —  | —    |

|  | Provenientes de la Segunda fase.  |
|  | Provenientes de la Primera etapa. |

#### Enfrentamientos
| Llave | Equipo 1                    | Global | Equipo 2                     |
| ----- | --------------------------- | ------ | ---------------------------- |
| 1     | San Martín (F)              | 2 - 0  | San Martín (SM)              |
| 2     | Villa Mitre                 | 2 - 0  | El Linqueño                  |
| 3     | Sportivo Belgrano           | 3 - 2  | Gimnasia y Esgrima (CdU)     |
| 4     | Argentino (MM)              | 2 - 1  | Huracán Las Heras            |
| 5     | Kimberley (v.d.)            | 2 - 2  | Sarmiento (R)                |
| 6     | Sportivo Las Parejas        | 2 - 3  | Sportivo Estudiantes (SL)    |
| 7     | Sol de América (F)          | 3 - 1  | Cipolletti                   |
| 8     | Gutiérrez                   | 1 - 2  | Independiente (C)            |
| 9     | Atenas (RC)                 | 0 - 3  | Juventud Unida Universitario |
| 10    | Deportivo Camioneros        | 6 - 5  | Boca Unidos                  |
| 11    | Germinal (v.d.)             | 2 - 2  | Douglas Haig                 |
| 12    | Defensores de Belgrano (VR) | 3 - 2  | Deportivo Rincón             |
| 13    | Olimpo (v.d.)               | 3 - 3  | 9 de Julio (R)               |

|  | Clasificados a la Tercera etapa. |

##### Resultados
| Partidos de ida              | Partidos de ida | Partidos de ida             | Partidos de ida               | Partidos de ida  | Partidos de ida |
| Local                        | Resultado       | Visitante                   | Estadio                       | Fecha            | Hora            |
| ---------------------------- | --------------- | --------------------------- | ----------------------------- | ---------------- | --------------- |
| Sportivo Estudiantes (SL)    | 1 - 1           | Sportivo Las Parejas        | Héctor Odicino y Pedro Benoza | 27 de septiembre | 21:00           |
| Independiente (C)            | 2 - 1           | Gutiérrez                   | Raúl Orlando Lungarzo         | 28 de septiembre | 15:30           |
| Deportivo Rincón             | 0 - 2           | Defensores de Belgrano (VR) | Elías Moisés Gómez            | 29 de septiembre | 15:00           |
| Cipolletti                   | 0 - 0           | Sol de América (F)          | La Visera de Cemento          | 29 de septiembre | 15:30           |
| Gimnasia y Esgrima (CdU)     | 2 - 1           | Sportivo Belgrano           | Manuel y Ramón Núñez          | 29 de septiembre | 15:30           |
| Huracán Las Heras            | 0 - 0           | Argentino (MM)              | General San Martín            | 29 de septiembre | 16:00           |
| Juventud Unida Universitario | 3 - 0           | Atenas (RC)                 | Mario Sebastián Diez          | 29 de septiembre | 16:00           |
| Boca Unidos                  | 4 - 2           | Deportivo Camioneros        | Leoncio Benítez               | 29 de septiembre | 16:00           |
| Douglas Haig                 | 1 - 1           | Germinal                    | Miguel Morales                | 29 de septiembre | 16:00           |
| San Martín (SM)              | 0 - 0           | San Martín (F)              | Libertador General San Martín | 29 de septiembre | 16:30           |
| Sarmiento (R)                | 1 - 0           | Kimberley                   | Centenario                    | 29 de septiembre | 19:30           |
| 9 de Julio (R)               | 3 - 1           | Olimpo                      | Germán Solterman              | 29 de septiembre | 19:30           |
| El Linqueño                  | 0 - 1           | Villa Mitre                 | Leonardo Costa                | 29 de septiembre | 20:00           |

| Partidos de vuelta          | Partidos de vuelta | Partidos de vuelta           | Partidos de vuelta         | Partidos de vuelta | Partidos de vuelta |
| Local                       | Resultado          | Visitante                    | Estadio                    | Fecha              | Hora               |
| --------------------------- | ------------------ | ---------------------------- | -------------------------- | ------------------ | ------------------ |
| Atenas (RC)                 | 0 - 0              | Juventud Unida Universitario | 9 de Julio                 | 4 de octubre       | 20:30              |
| San Martín (F)              | 2 - 0              | San Martín (SM)              | 17 de Octubre              | 5 de octubre       | 15:30              |
| Olimpo                      | 2 - 0              | 9 de Julio (R)               | Roberto Natalio Carminatti | 5 de octubre       | 15:30              |
| Gutiérrez                   | 0 - 0              | Independiente (C)            | General Gutiérrez          | 5 de octubre       | 17:00              |
| Deportivo Camioneros        | 4 - 1              | Boca Unidos                  | Hugo Moyano                | 6 de octubre       | 11:00              |
| Kimberley                   | 2 - 1              | Sarmiento (R)                | José Alberto Valle         | 6 de octubre       | 11:00              |
| Germinal                    | 1 - 1              | Douglas Haig                 | El Fortín (R)              | 6 de octubre       | 15:30              |
| Argentino (MM)              | 2 - 1              | Huracán Las Heras            | Modesto Marrone            | 6 de octubre       | 15:45              |
| Villa Mitre                 | 1 - 0              | El Linqueño                  | El Fortín (BB)             | 6 de octubre       | 16:00              |
| Sportivo Las Parejas        | 1 - 2              | Sportivo Estudiantes (SL)    | 4 de Septiembre            | 6 de octubre       | 16:00              |
| Defensores de Belgrano (VR) | 1 - 2              | Deportivo Rincón             | Salomón Boeseldín          | 6 de octubre       | 16:00              |
| Sol de América (F)          | 3 - 1              | Cipolletti                   | Sol de América             | 6 de octubre       | 16:30              |
| Sportivo Belgrano           | 2 - 0              | Gimnasia y Esgrima (CdU)     | Juan Pablo Francia         | 7 de octubre       | 20:45              |

### Tercera etapa
La disputaron dieciséis equipos, dos provenientes de la Tercera fase, uno de la Cuarta fase y trece de la Segunda etapa, por eliminación directa, a doble partido. Los enfrentamientos se determinaron por una tabla de ordenamiento, enfrentándose, sucesivamente, los mejor contra los peor ubicados (1 con 16, 2 con 15, 3 con 14, etc.). Los ocho ganadores clasificaron a la Cuarta etapa. En caso de empate en el resultado global, el clasificado fue el equipo mejor ubicado en la tabla de ordenamiento.

#### Tabla de ordenamiento
Se numeró a los equipos según la posición y el rendimiento obtenido anteriormente. Las primeras posiciones las ocuparon los que pasaron por la Segunda fase y las restantes los que participaron de la Primera etapa.
| Orden | Equipo                       | Pos.     | Pts. |
| ----- | ---------------------------- | -------- | ---- |
| 1     | Sarmiento (LB)               | P.4.ª F. | —    |
| 2     | Ciudad de Bolívar            | P.3.ª F. | 17   |
| 3     | Ramón Santamarina            | P.3.ª F. | 14   |
| 4     | San Martín (F)               | 3.º      | 15   |
| 5     | Villa Mitre                  | 3.º      | 14   |
| 6     | Sportivo Belgrano            | 4.º      | 14   |
| 7     | Argentino (MM)               | 4.º      | 13   |
| 8     | Kimberley                    | 5.º      | —    |
| 9     | Sol de América (F)           | 6.º      | —    |
| 10    | Deportivo Camioneros         | 7.º      | —    |
| 11    | Germinal                     | 8.º      | 7    |
| 12    | Defensores de Belgrano (VR)  | 8.º      | 5    |
| 13    | Olimpo                       | 9.º      | —    |
| 14    | Juventud Unida Universitario | 2.º      | —    |
| 15    | Independiente (C)            | 3.º      | —    |
| 16    | Sportivo Estudiantes (SL)    | 4.º      | —    |

|  | Provenientes de la Segunda fase.  |
|  | Provenientes de la Primera etapa. |

#### Enfrentamientos
| Llave | Equipo 1                 | Global | Equipo 2                     |
| ----- | ------------------------ | ------ | ---------------------------- |
| 1     | Sarmiento (LB)           | 4 - 1  | Sportivo Estudiantes (SL)    |
| 2     | Ciudad de Bolívar (v.d.) | 1 - 1  | Independiente (C)            |
| 3     | Ramón Santamarina        | 3 - 0  | Juventud Unida Universitario |
| 4     | San Martín (F)           | 1 - 3  | Olimpo                       |
| 5     | Villa Mitre (v.d.)       | 3 - 3  | Defensores de Belgrano (VR)  |
| 6     | Sportivo Belgrano        | 1 - 2  | Germinal                     |
| 7     | Argentino (MM)           | 4 - 2  | Deportivo Camioneros         |
| 8     | Kimberley                | 1 - 2  | Sol de América (F)           |

|  | Clasificados a la Cuarta etapa. |

##### Resultados
| Partidos de ida              | Partidos de ida | Partidos de ida   | Partidos de ida               | Partidos de ida | Partidos de ida |
| Local                        | Resultado       | Visitante         | Estadio                       | Fecha           | Hora            |
| ---------------------------- | --------------- | ----------------- | ----------------------------- | --------------- | --------------- |
| Olimpo                       | 1 - 0           | San Martín (F)    | Roberto Natalio Carminatti    | 12 de octubre   | 15:35           |
| Deportivo Camioneros         | 1 - 1           | Argentino (MM)    | Hugo Moyano                   | 13 de octubre   | 11.00           |
| Sportivo Estudiantes (SL)    | 1 - 3           | Sarmiento (LB)    | Héctor Odicino y Pedro Benoza | 13 de octubre   | 11.00           |
| Independiente (C)            | 1 - 0           | Ciudad de Bolívar | Raúl Orlando Lungarzo         | 13 de octubre   | 15.00           |
| Germinal                     | 2 - 0           | Sportivo Belgrano | El Fortín (R)                 | 13 de octubre   | 15.30           |
| Juventud Unida Universitario | 0 - 0           | Ramón Santamarina | Mario Sebastián Diez          | 13 de octubre   | 16.00           |
| Sol de América (F)           | 1 - 0           | Kimberley         | Sol de América                | 13 de octubre   | 16.30           |
| Defensores de Belgrano (VR)  | 3 - 1           | Villa Mitre       | Salomón Boeseldín             | 14 de octubre   | 17.00           |

| Partidos de vuelta | Partidos de vuelta | Partidos de vuelta           | Partidos de vuelta           | Partidos de vuelta | Partidos de vuelta |
| Local              | Resultado          | Visitante                    | Estadio                      | Fecha              | Hora               |
| ------------------ | ------------------ | ---------------------------- | ---------------------------- | ------------------ | ------------------ |
| Ciudad de Bolívar  | 1 - 0              | Independiente (C)            | Municipal Eva Perón          | 18 de octubre      | 16:00              |
| San Martín (F)     | 1 - 2              | Olimpo                       | 17 de Octubre                | 19 de octubre      | 15.30              |
| Ramón Santamarina  | 3 - 0              | Juventud Unida Universitario | Municipal General San Martín | 20 de octubre      | 11.00              |
| Kimberley          | 1 - 1              | Sol de América (F)           | José Alberto Valle           | 20 de octubre      | 11.00              |
| Villa Mitre        | 2 - 0              | Defensores de Belgrano (VR)  | El Fortín (BB)               | 20 de octubre      | 16:05              |
| Argentino (MM)     | 3 - 1              | Deportivo Camioneros         | Modesto Marrone              | 20 de octubre      | 16:45              |
| Sarmiento (LB)     | 1 - 0              | Sportivo Estudiantes (SL)    | Ciudad de La Banda           | 20 de octubre      | 18:00              |
| Sportivo Belgrano  | 1 - 0              | Germinal                     | Juan Pablo Francia           | 20 de octubre      | 19:00              |

### Cuarta etapa
La disputaron los ocho equipos ganadores de la etapa anterior, por eliminación directa, a doble partido. Los enfrentamientos se determinaron por una tabla de ordenamiento, enfrentándose, sucesivamente, los mejor contra los peor ubicados (1 con 8, 2 con 7, 3 con 6 y 4 con 5). Los cuatro ganadores clasificaron a la Quinta etapa. En caso de empate en el resultado global, el clasificado fue el equipo mejor ubicado en la tabla de ordenamiento.

#### Tabla de ordenamiento
Se numeró a los equipos según la posición y el rendimiento obtenido anteriormente.
| Orden | Equipo             | Pos.     | Pts. |
| ----- | ------------------ | -------- | ---- |
| 1     | Sarmiento (LB)     | P.4.ª F. | —    |
| 2     | Ciudad de Bolívar  | P.3.ª F. | 17   |
| 3     | Ramón Santamarina  | P.3.ª F. | 14   |
| 4     | Villa Mitre        | 3.º      | —    |
| 5     | Argentino (MM)     | 4.º      | —    |
| 6     | Sol de América (F) | 6.º      | —    |
| 7     | Germinal           | 8.º      | —    |
| 8     | Olimpo             | 9.º      | —    |

|  | Provenientes de la Segunda fase. |

#### Enfrentamientos
| Llave | Equipo 1              | Global | Equipo 2           |
| ----- | --------------------- | ------ | ------------------ |
| 1     | Sarmiento (LB) (v.d.) | 2 - 2  | Olimpo             |
| 2     | Ciudad de Bolívar     | 0 - 1  | Germinal           |
| 3     | Ramón Santamarina     | 3 - 2  | Sol de América (F) |
| 4     | Villa Mitre (v.d.)    | 3 - 3  | Argentino (MM)     |

|  | Clasificados a la Quinta etapa. |

##### Resultados
| Partidos de ida    | Partidos de ida | Partidos de ida   | Partidos de ida            | Partidos de ida | Partidos de ida |
| Local              | Resultado       | Visitante         | Estadio                    | Fecha           | Hora            |
| ------------------ | --------------- | ----------------- | -------------------------- | --------------- | --------------- |
| Olimpo             | 1 - 1           | Sarmiento (LB)    | Roberto Natalio Carminatti | 26 de octubre   | 16:00           |
| Germinal           | 0 - 0           | Ciudad de Bolívar | El Fortín (R)              | 27 de octubre   | 15:30           |
| Sol de América (F) | 1 - 0           | Ramón Santamarina | Sol de América             | 27 de octubre   | 16:30           |
| Argentino (MM)     | 2 - 1           | Villa Mitre       | Modesto Marrone            | 27 de octubre   | 16:35           |

| Partidos de vuelta | Partidos de vuelta | Partidos de vuelta | Partidos de vuelta           | Partidos de vuelta | Partidos de vuelta |
| Local              | Resultado          | Visitante          | Estadio                      | Fecha              | Hora               |
| ------------------ | ------------------ | ------------------ | ---------------------------- | ------------------ | ------------------ |
| Ramón Santamarina  | 3 - 1              | Sol de América (F) | Municipal General San Martín | 3 de noviembre     | 11:00              |
| Ciudad de Bolívar  | 0 - 1              | Germinal           | Municipal Eva Perón          | 3 de noviembre     | 16:00              |
| Villa Mitre        | 2 - 1              | Argentino (MM)     | El Fortín (BB)               | 3 de noviembre     | 16:40              |
| Sarmiento (LB)     | 1 - 1              | Olimpo             | Ciudad de La Banda           | 3 de noviembre     | 17:00              |

### Quinta etapa
La disputaron los cuatro ganadores de la etapa anterior, por eliminación directa, a doble partido. Los enfrentamientos se determinaron por una tabla de ordenamiento, enfrentándose 1 con 4 y 2 con 3. Los dos ganadores clasificaron a la Sexta etapa.

#### Tabla de ordenamiento
Se numeró a los equipos según la posición y el rendimiento obtenido anteriormente.
| Orden | Equipo            | Pos.     |
| ----- | ----------------- | -------- |
| 1     | Sarmiento (LB)    | P.4.ª F. |
| 2     | Ramón Santamarina | P.3.ª F. |
| 3     | Villa Mitre       | 3.º      |
| 4     | Germinal          | 8.º      |

|  | Provenientes de la Segunda fase. |

#### Enfrentamientos
| Llave | Equipo 1          | Global | Equipo 2    |
| ----- | ----------------- | ------ | ----------- |
| 1     | Sarmiento (LB)    | 3 - 1  | Germinal    |
| 2     | Ramón Santamarina | 1 - 2  | Villa Mitre |

|  | Clasificados a la Sexta etapa. |

##### Resultados
| Partidos de ida | Partidos de ida | Partidos de ida   | Partidos de ida | Partidos de ida | Partidos de ida |
| Local           | Resultado       | Visitante         | Estadio         | Fecha           | Hora            |
| --------------- | --------------- | ----------------- | --------------- | --------------- | --------------- |
| Germinal        | 0 - 1           | Sarmiento (LB)    | El Fortín (R)   | 10 de noviembre | 15:30           |
| Villa Mitre     | 1 - 0           | Ramón Santamarina | El Fortín (BB)  | 10 de noviembre | 16:45           |

| Partidos de vuelta | Partidos de vuelta | Partidos de vuelta | Partidos de vuelta           | Partidos de vuelta | Partidos de vuelta |
| Local              | Resultado          | Visitante          | Estadio                      | Fecha              | Hora               |
| ------------------ | ------------------ | ------------------ | ---------------------------- | ------------------ | ------------------ |
| Sarmiento (LB)     | 2 - 1              | Germinal           | Ciudad de La Banda           | 17 de noviembre    | 18:00              |
| Ramón Santamarina  | 1 - 1              | Villa Mitre        | Municipal General San Martín | 17 de noviembre    | 18:05              |

### Sexta etapa
La disputaron los dos ganadores de la etapa anterior, por eliminación directa, a doble partido. Se ordenaron según el criterio usado en las etapas anteriores, siendo local en el desquite el equipo mejor ubicado. El ganador clasificó a un partido promocional con un equipo de la Primera B, por el ascenso a la Primera Nacional.

#### Tabla de ordenamiento
Se numeró a los equipos según la posición y el rendimiento obtenido anteriormente.
| Orden | Equipo         | Pos.     |
| ----- | -------------- | -------- |
| 1     | Sarmiento (LB) | P.4.ª F. |
| 2     | Villa Mitre    | 3.º      |

|  | Provenientes de la Segunda fase. |

#### Enfrentamiento
| Equipo 1       | Global | Equipo 2    |
| -------------- | ------ | ----------- |
| Sarmiento (LB) | 3 - 2  | Villa Mitre |

|  | Ganador. |

##### Resultados
| Partido de ida | Partido de ida | Partido de ida | Partido de ida | Partido de ida  | Partido de ida |
| Local          | Resultado      | Visitante      | Estadio        | Fecha           | Hora           |
| -------------- | -------------- | -------------- | -------------- | --------------- | -------------- |
| Villa Mitre    | 1 - 0          | Sarmiento (LB) | El Fortín (BB) | 24 de noviembre | 17:05          |

| Partido de vuelta | Partido de vuelta | Partido de vuelta | Partido de vuelta  | Partido de vuelta | Partido de vuelta |
| Local             | Resultado         | Visitante         | Estadio            | Fecha             | Hora              |
| ----------------- | ----------------- | ----------------- | ------------------ | ----------------- | ----------------- |
| Sarmiento (LB)    | 3 - 1             | Villa Mitre       | Ciudad de La Banda | 1 de diciembre    | 18:05             |

## Definición del tercer ascenso a la Primera Nacional
La disputaron Sarmiento de La Banda, ganador de la Reválida y Los Andes, ganador del Torneo reducido de la Primera B 2024, en estadio neutral, a un solo partido. El ganador ascendió a la Primera Nacional.

#### Partido
| 21 de diciembre, 17:00                    | Sarmiento (LB) | 0:1 (0:1) | Los Andes       | Estadio Julio César Villagra, Córdoba |                         |
|                                           |                | Reporte   | M. González 28' | Árbitro(s): Ariel Penel               | Árbitro(s): Ariel Penel |
| Los Andes ascendió a la Primera Nacional. |                |           |                 |                                       |                         |

## Régimen de descenso
Con el fin de determinar los descensos, se confeccionó una tabla general de posiciones para cada una de las zonas de la Primera ronda de la Reválida, sumando los puntos que se obtuvieron en esta con los conseguidos en la Primera fase. Con Sansinena ya descendido por haber desertado del torneo, el último de la Zona A y los dos últimos de la Zona B descendieron al Torneo Regional Federal Amateur.

### Zona A

#### Tabla de posiciones final
| Pos. | Equipo                       | 1.ª F. | 1.ª R. | PJ | Total |
| ---- | ---------------------------- | ------ | ------ | -- | ----- |
| 1.º  | Deportivo Rincón             | 20     | 19     | 26 | 39    |
| 2.º  | Juventud Unida Universitario | 23     | 12     | 26 | 35    |
| 3.º  | Huracán Las Heras            | 22     | 11     | 26 | 33    |
| 4.º  | Cipolletti                   | 17     | 12     | 26 | 29    |
| 5.º  | San Martín (SM)              | 22     | 6      | 26 | 28    |
| 6.º  | Sol de Mayo (V)              | 21     | 6      | 26 | 27    |
| 7.º  | Sportivo Estudiantes (SL)    | 14     | 12     | 26 | 26    |
| 7.º  | Círculo Deportivo            | 21     | 5      | 26 | 26    |
| 9.º  | Ferro Carril Oeste (GP)      | 13     | 12     | 26 | 25    |

|  | Descendió al Torneo Regional Federal Amateur. |

### Zona B

#### Tabla de posiciones final
| Pos. | Equipo                        | 1.ª F. | 1.ª R. | PJ | Total |
| ---- | ----------------------------- | ------ | ------ | -- | ----- |
| 1.º  | Douglas Haig                  | 19     | 19     | 25 | 38    |
| 2.º  | Independiente (C)             | 19     | 16     | 25 | 35    |
| 3.º  | Boca Unidos                   | 14     | 18     | 25 | 32    |
| 3.º  | El Linqueño                   | 22     | 10     | 25 | 32    |
| 5.º  | Juventud Antoniana            | 19     | 8      | 25 | 27    |
| 6.º  | Sarmiento (R)                 | 12     | 13     | 25 | 25    |
| 7.º  | Crucero del Norte             | 15     | 9      | 25 | 24    |
| 8.º  | Gimnasia y Esgrima (CdU)      | 11     | 12     | 25 | 23    |
| 9.º  | Unión (S)                     | 16     | 7      | 25 | 23    |
| 10.º | Defensores de Pronunciamiento | 13     | 7      | 25 | 20    |

|  | Descendieron al Torneo Regional Federal Amateur. |

#### Desempate del octavo puesto
| Partido                                                | Partido   | Partido   | Partido        | Partido          | Partido |
| Equipo 1                                               | Resultado | Equipo 2  | Estadio        | Fecha            | Hora    |
| ------------------------------------------------------ | --------- | --------- | -------------- | ---------------- | ------- |
| Gimnasia y Esgrima (CdU)                               | 2 - 0     | Unión (S) | Miguel Morales | 22 de septiembre | 15:30   |
| Unión (S) descendió al Torneo Regional Federal Amateur |           |           |                |                  |         |

## Goleadores
| Jugador            | Equipo            | Goles |
| ------------------ | ----------------- | ----- |
| Marcelo Olivera    | Independiente (C) | 14    |
| Germán Lesman      | Central Norte (S) | 13    |
| Facundo De La Vega | Ramón Santamarina | 12    |